# 西尾市

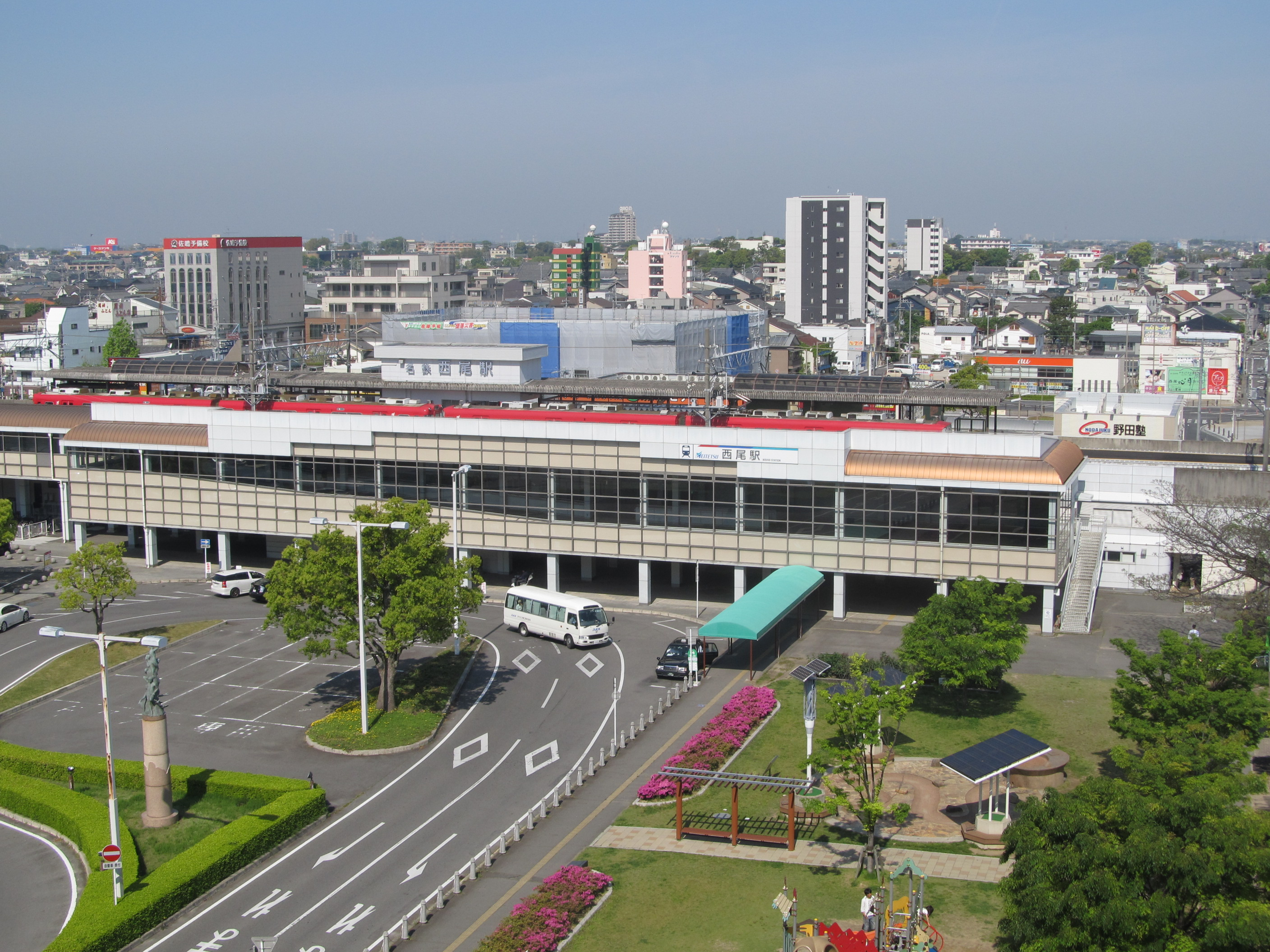
西尾駅と中心市街地

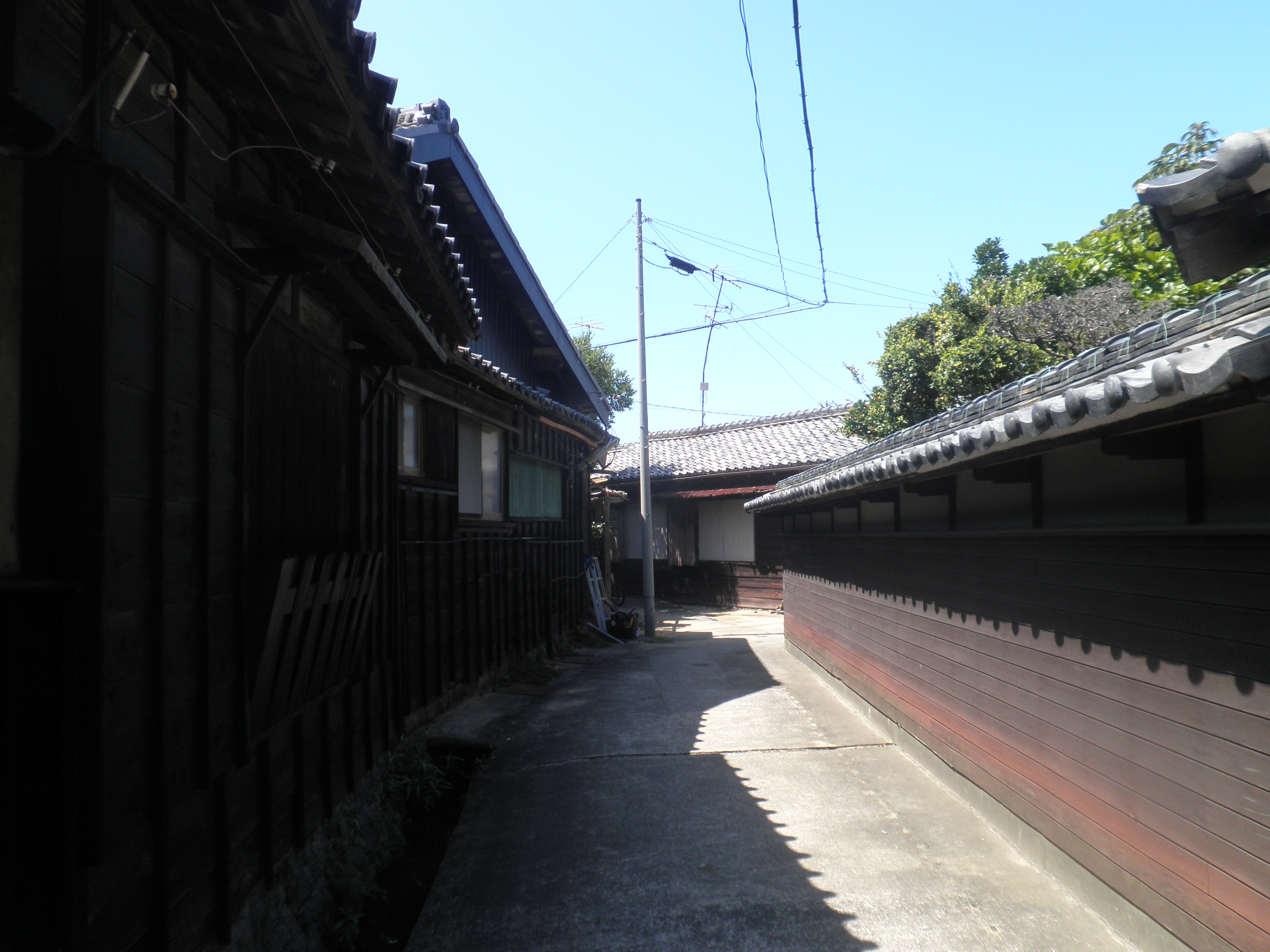
｢三河湾の黒真珠｣と称される佐久島の街並み

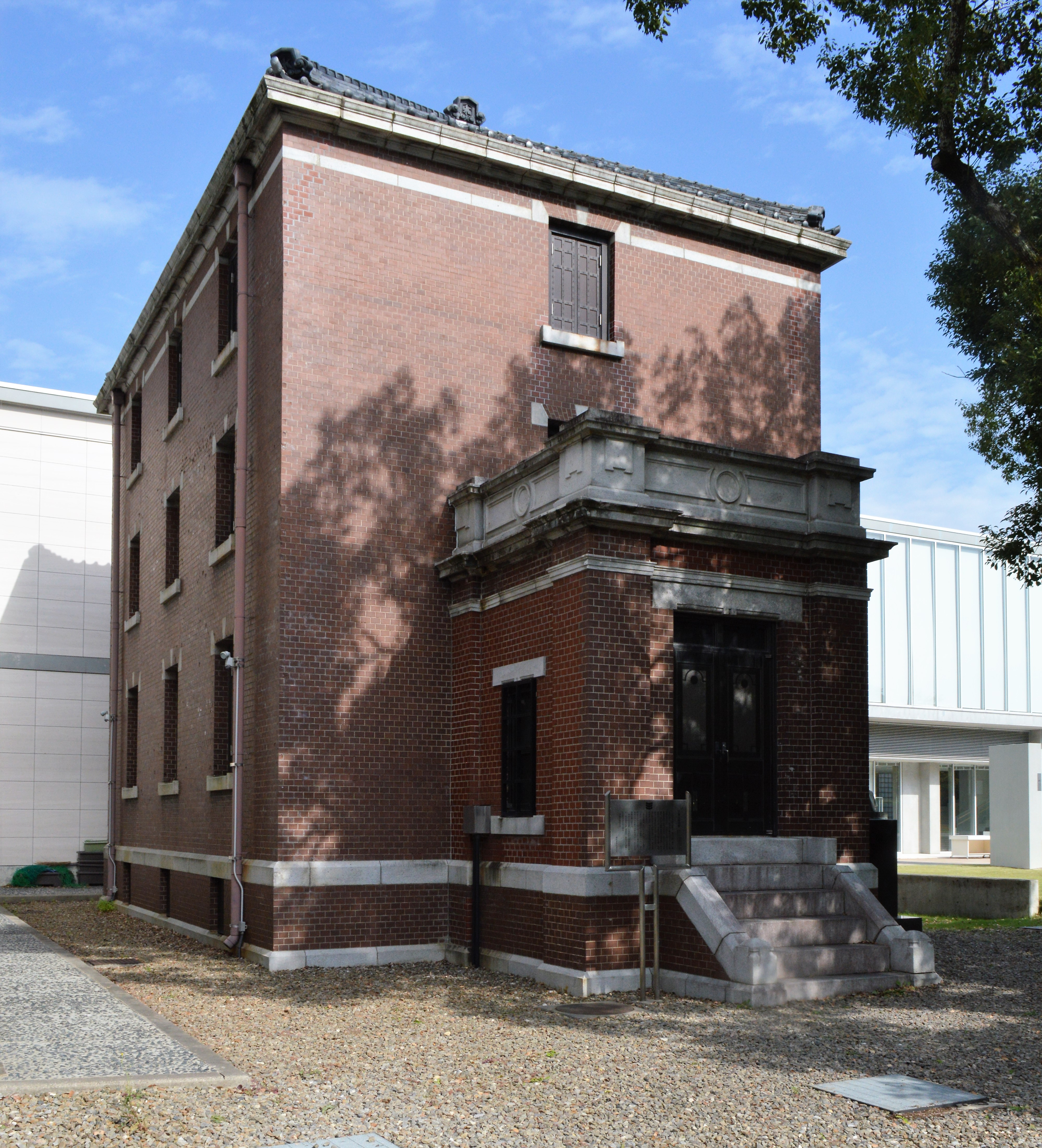
西尾市岩瀬文庫旧書庫

西尾市（にしおし）は、愛知県の西三河地方に含まれる市。
愛知県中央部を北から南へ流れる矢作川流域の南端にある。抹茶の産地（西尾茶）として、また「三河の小京都」として知られる。人口は愛知県第9位である。

## 名称

### 市名の由来
1564年に御剱八幡宮に奉納した鰐口の銘文には「三川國吉良庄西尾御剱鰐口酒井雅楽助政家寄進」とあり、この銘文がこれまで「西尾」の地名の初出とされていたが、2009年（平成21年）9月に横浜国立大学名誉教授の有光友學が発表した『今川義元書状』（江川文庫所蔵）に「西尾之御事」「西尾城」という記述があり、書状の内容から吉良氏が今川氏に反乱を起こした際のものとみられている。吉良氏の反乱は天文18年（1549年）と弘治元年（1555年）の2度あり、書状の日付は「十月廿三日」で、この時期に反乱の佳境だった弘治元年のものと判断されている。現時点では西尾の地名が歴史に現れる最初の史料になっている。
このほか、『三河物語』には、徳川家康による桶狭間の戦い後の三河統一戦で「西尾の城を得」と記載されている。また、今川氏真判物に「永禄四年酉年、六月十一日、西尾走廻」とある。
なお、かつては同じ愛知県内に類似した名称である尾西市（2005年に一宮市に編入され消滅）があったが、こちらは「尾張地方の西」という意味で、当市の名称との歴史的な繋がりは全く無い。

### 三河三都とは
西尾商工会議所は「豊橋・岡崎・西尾で、三河三都なり」と主張している。1932年（昭和7年）発行の『西尾町史 第3巻』の序文に、「吉田岡崎と共に参河三市としてその繁栄を誇りたり」という記述が見える。吉田は豊橋市のこと、岡崎は岡崎市のことである。いずれも1932年（昭和7年）以前に市制施行していたが、当時の西尾町は市制施行前であり、参河三市という表現はおかしなものである。また、豊橋出身の夏目重蔵の三河名所図絵（江戸末期）に、三都流行、吉田岡崎西尾は本国鼎の如く、各其繁盛を争う、という記述もあると、西尾町史に紹介されている。

## 地理

### 地形

#### 山地
主な山
- 八ツ面山（標高67m）
- 羽角山（標高118.5m）
- 万灯山（標高145.9m）
- 茶臼山（標高291.0m）
- 三ヶ根山（標高321m）

#### 河川

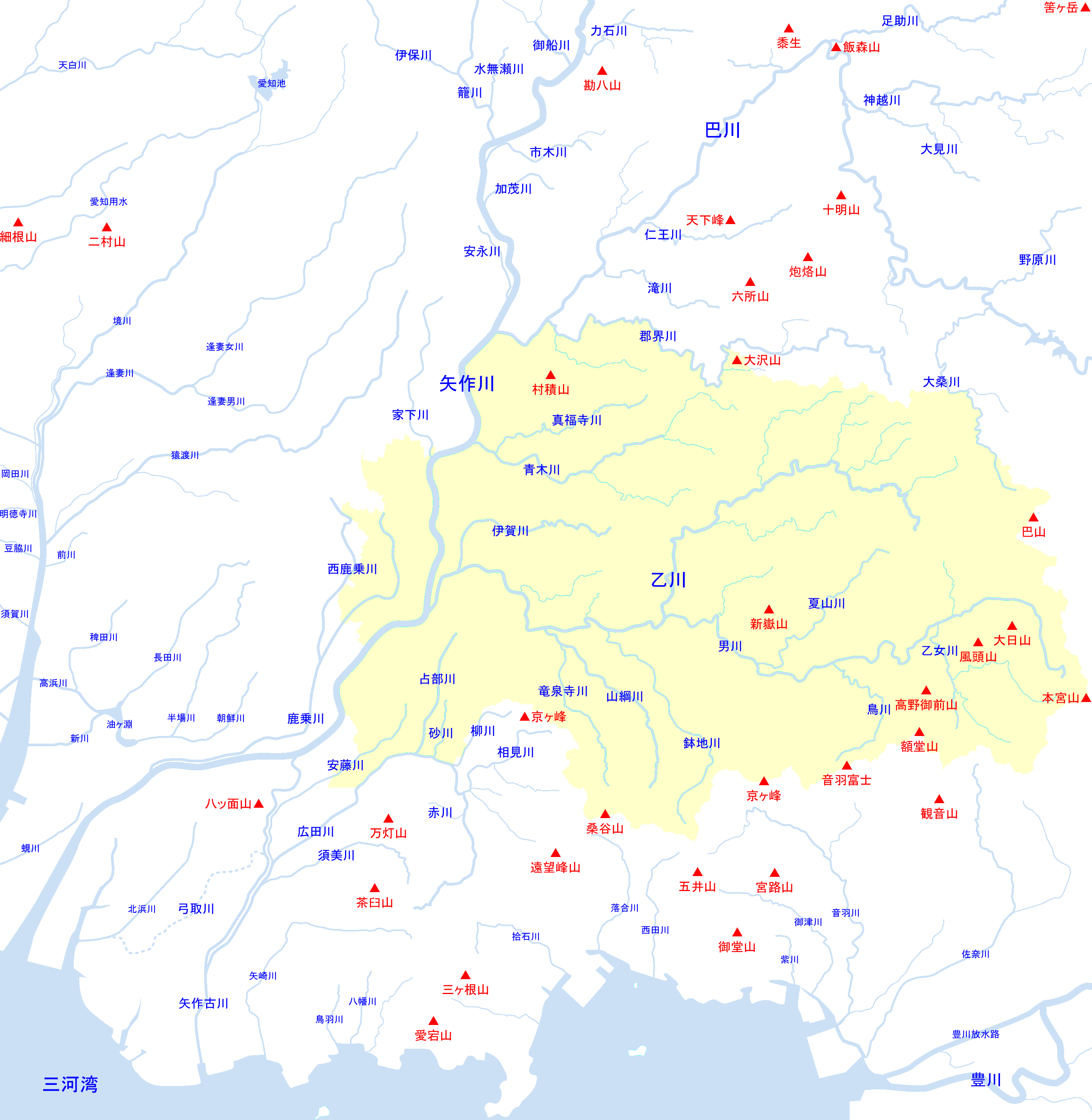
岡崎市周辺の地理

一級河川
- 矢作川（国土交通省管理）
- 矢作古川（愛知県管理・以下同じ）
- 広田川
- 安藤川
- 須美川
- 鹿乗川

二級河川
- 北浜川
- 二の沢川
- 朝鮮川
- 矢崎川

準用河川
- 堀割川

#### 島嶼
有人島
- 佐久島

無人島
- 沖島（猿ヶ島）
- 梶島
- 前島（うさぎ島）

### 人口
2018年12月時点で、西尾市には約1万人の外国人が居住しており、市民全体の約6％に当たる。
| |                                        |  |
| 西尾市と全国の年齢別人口分布（2005年） | 西尾市の年齢・男女別人口分布（2005年） |  |
| ■紫色 ― 西尾市 ■緑色 ― 日本全国 | ■青色 ― 男性 ■赤色 ― 女性              |  |
| 西尾市（に相当する地域）の人口の推移 \| 1970年（昭和45年） \| 130,913人 \| \| \| 1975年（昭和50年） \| 140,563人 \| \| \| 1980年（昭和55年） \| 146,010人 \| \| \| 1985年（昭和60年） \| 152,462人 \| \| \| 1990年（平成2年） \| 155,559人 \| \| \| 1995年（平成7年） \| 158,693人 \| \| \| 2000年（平成12年） \| 159,788人 \| \| \| 2005年（平成17年） \| 163,232人 \| \| \| 2010年（平成22年） \| 165,298人 \| \| \| 2015年（平成27年） \| 167,990人 \| \| \| 2020年（令和2年） \| 169,046人 \| \| |                                        |  |
| 総務省統計局 国勢調査より |                                        |  |
| 1970年（昭和45年） | 130,913人                              |  |
| 1975年（昭和50年） | 140,563人                              |  |
| 1980年（昭和55年） | 146,010人                              |  |
| 1985年（昭和60年） | 152,462人                              |  |
| 1990年（平成2年） | 155,559人                              |  |
| 1995年（平成7年） | 158,693人                              |  |
| 2000年（平成12年） | 159,788人                              |  |
| 2005年（平成17年） | 163,232人                              |  |
| 2010年（平成22年） | 165,298人                              |  |
| 2015年（平成27年） | 167,990人                              |  |
| 2020年（令和2年） | 169,046人                              |  |

### 隣接している自治体
愛知県
- 碧南市
- 安城市
- 岡崎市
- 蒲郡市
- 額田郡幸田町
- 知多郡南知多町（海上で隣接）

## 歴史

西尾市中心部周辺の空中写真。2010年8月18日撮影の32枚を合成作成。。

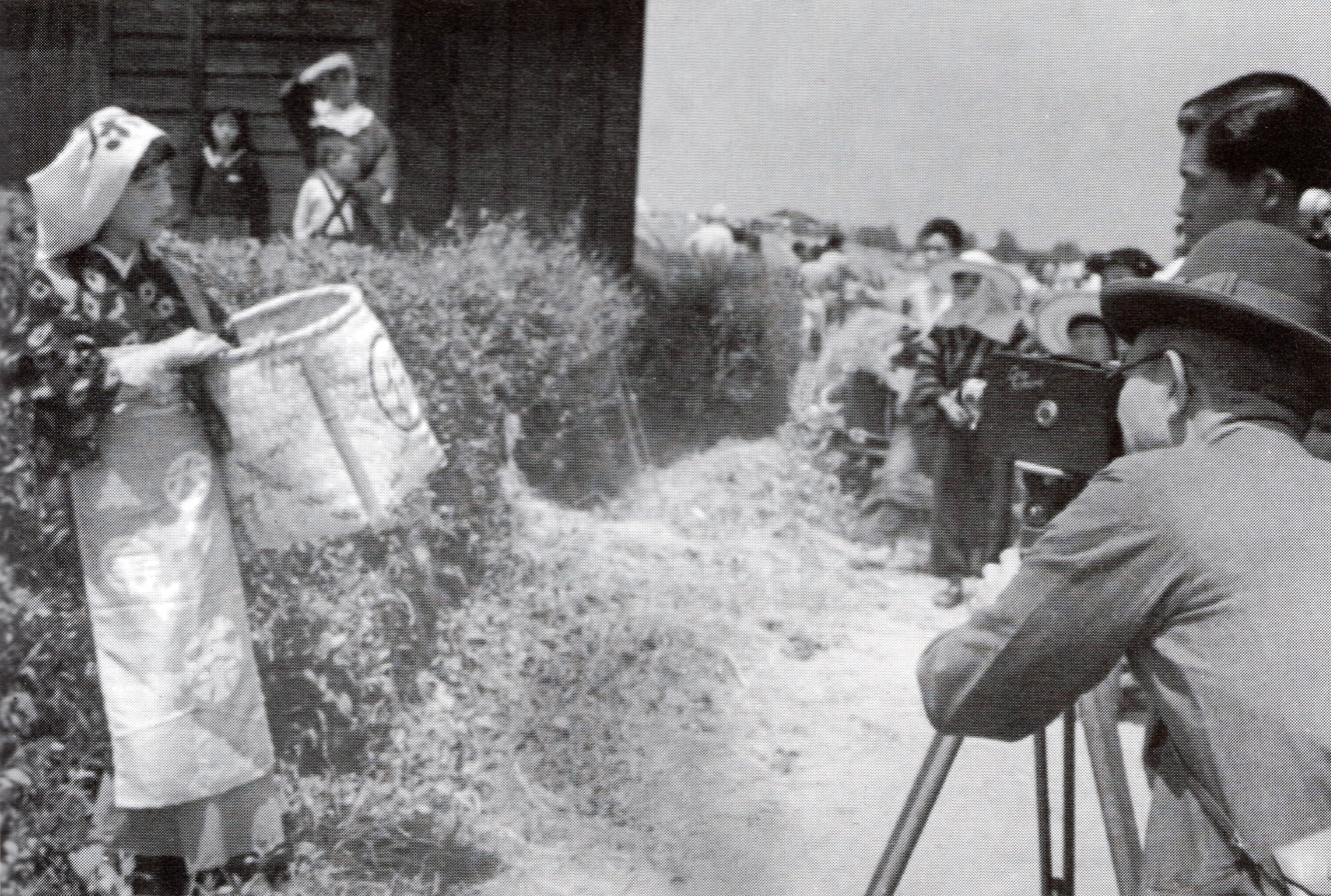
西尾茶のプロモーションの撮影現場（1933～34年頃）

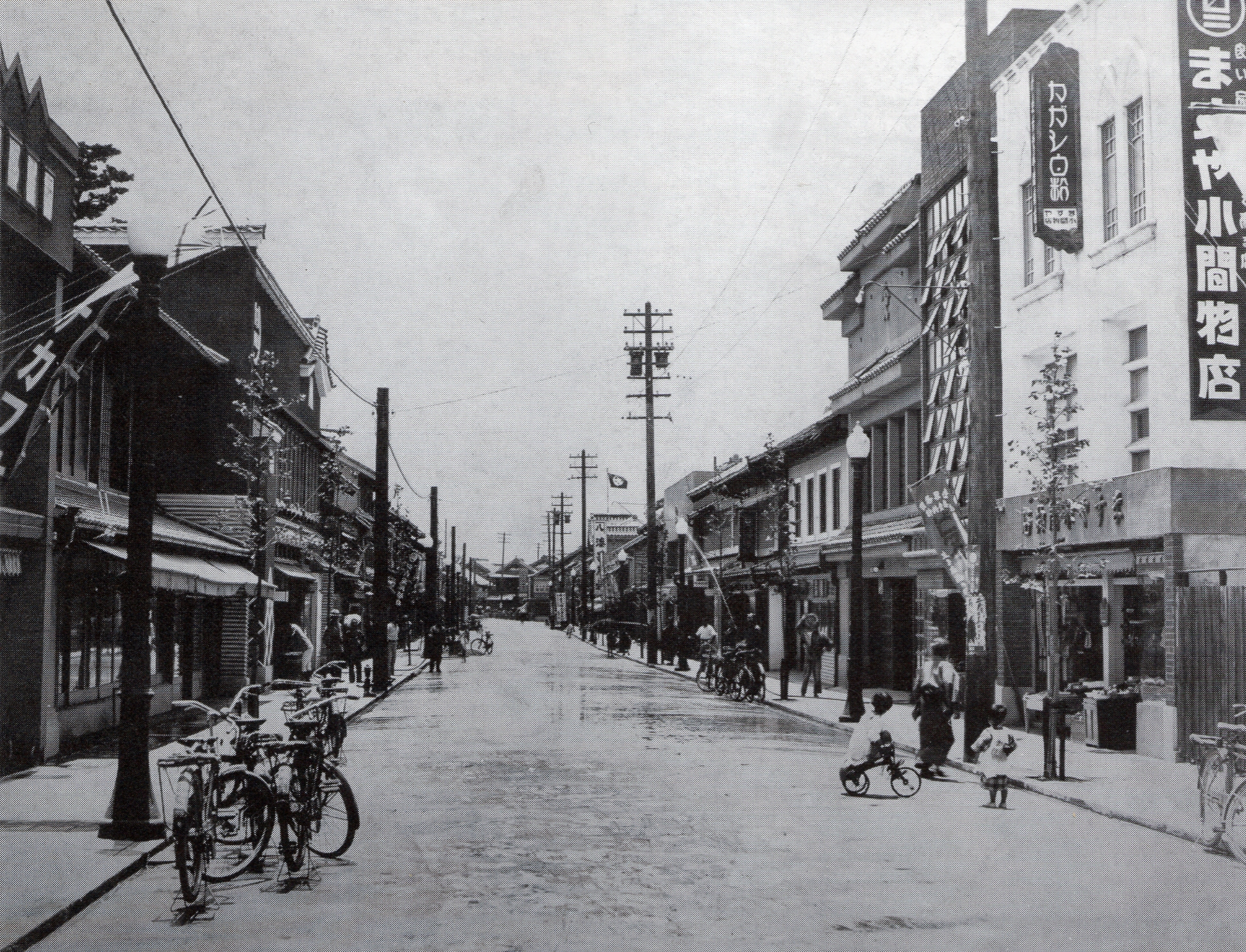
1933年に拡幅された西尾市本町の本町通り

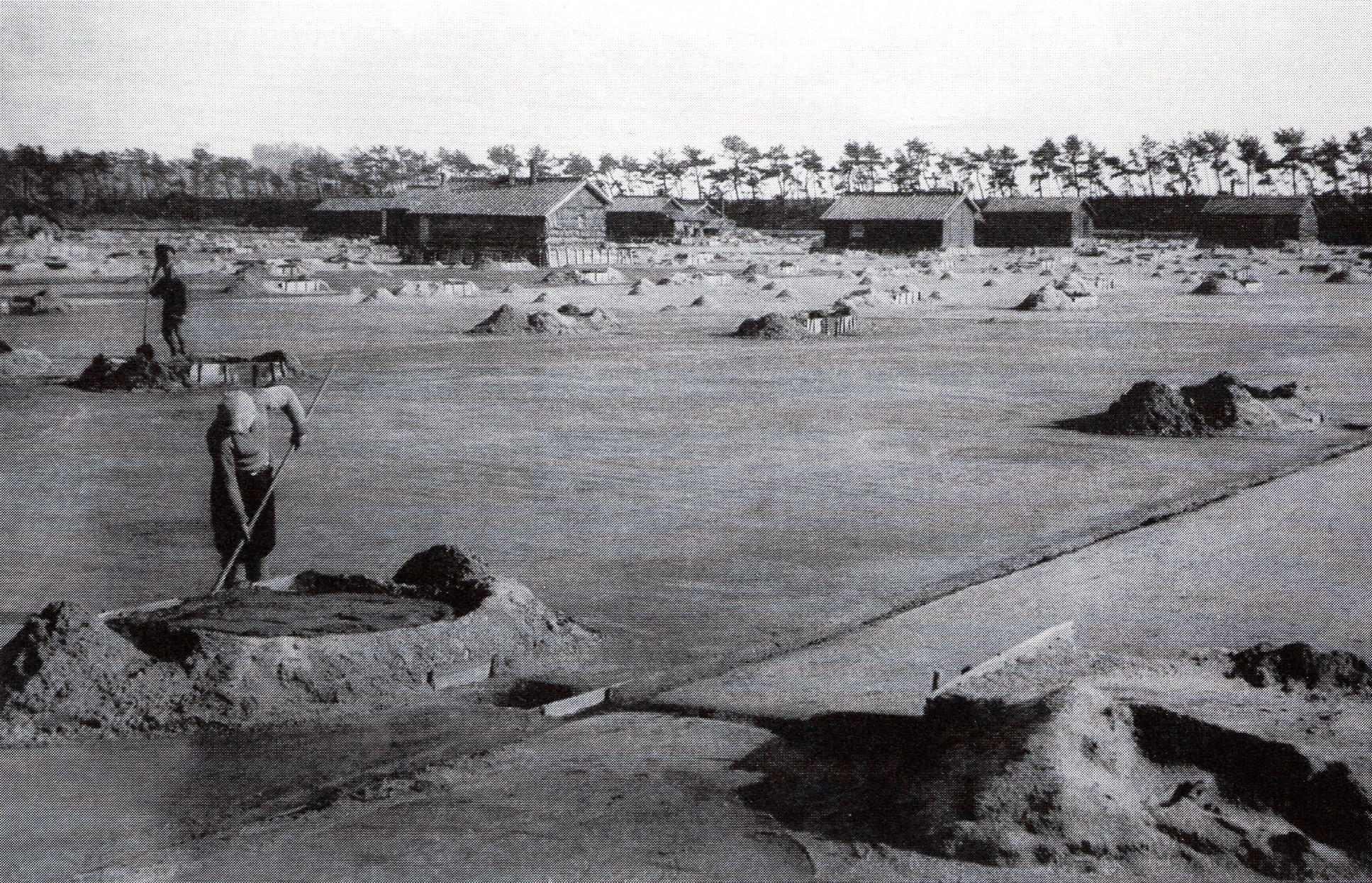
白浜吉田塩田（1935年頃）

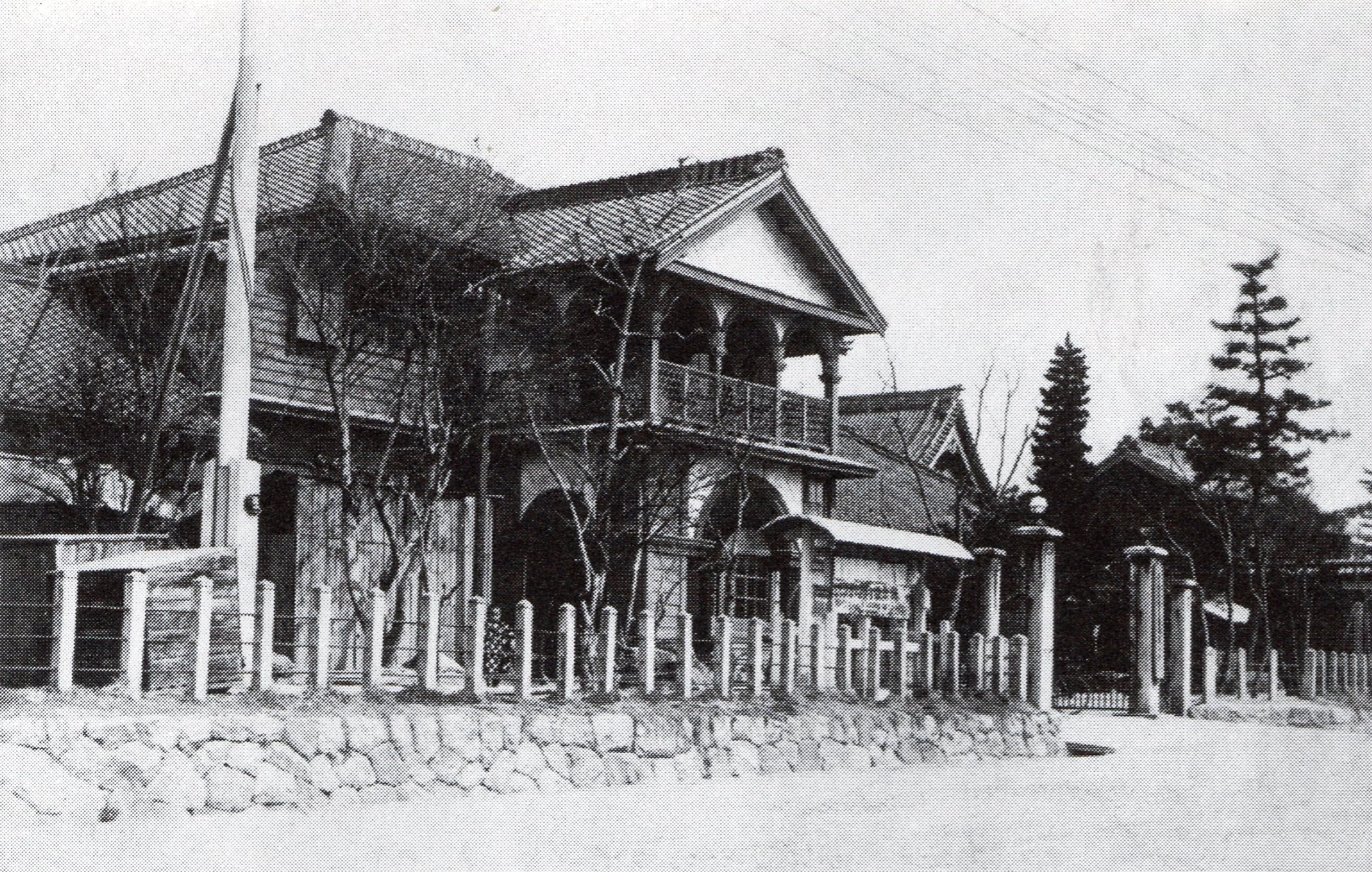
西尾町役場（1920年代）。庁舎は1961年まで使用された。

古代においては、西尾市中心部（八ツ面山の西側）にあたる地域は幡豆郡熊来郷と呼ばれていた。古墳時代中期に築造された、吉良町にある三河最大級の前方後円墳・正法寺古墳は、対岸の宝塚1号墳（三重県松阪市）と類似した形状をしており、伊勢湾や三河湾の海上交通で覇権を得た豪族によるものと考えられる。
奈良時代には古代寺院志貴野廃寺が造営された。平安時代に荘園・吉良荘が置かれ、矢作川（現矢作古川）を境に、西条と東条に分けられた。鎌倉時代、13世紀に足利氏宗家第3代足利義氏が、承久の乱の恩賞として額田郡を領有し、鎌倉幕府の三河守護等として東海道矢作東宿（愛知県岡崎市明大寺町）に拠点を構え、地頭を務めた吉良荘の西条城（現西尾城）に庶長子吉良長氏を、東条城にその弟の吉良義継をそれぞれ置き、ここに吉良氏が発祥した。その後、足利氏宗家第四代足利泰氏の七男一色公深が吉良荘一色に分立され一色氏が、吉良長氏二男の今川国氏が今川荘に分立され今川氏が、それぞれ発祥するなど、足利氏支流の分立がなされた。室町時代には、東条・西条の両三河吉良氏は相伴衆とされた。
応仁の乱時や戦国時代、吉良氏は西条吉良氏と東条吉良氏に分かれて対立し、享禄2年（1529年）、岡崎城の松平清康により、東条吉良氏の分家荒川義広の居城・尾島城（小島城）が攻め獲られた。吉良氏はやがて庶流の駿河守護今川義元に隷属するようになる。義元の死後は、岡崎城の徳川家康から攻撃を受けるようになる。永禄4年（1561年）には、東条城の正面にあたる深溝城（額田郡幸田町深溝）を居城とする深溝松平家松平好景が善明堤の戦いで討たれるが、その後家康家臣の酒井正親が西条城を奪い、西尾城と改称した。同年の藤波畷の戦いでは西条吉良氏家老の富永忠元が討たれた。その後東条城の西条吉良氏・吉良義昭は降伏して岡崎に移され、東条城には東条松平家が入った。また義昭の兄吉良義安は、東条吉良氏を継いでいたが、徳川家康と親しく、義昭の逃亡後、家康に許されて東条西条の吉良氏を統一した。
江戸時代には、西尾藩や大多喜藩小牧陣屋等が置かれた。2011年に編入合併した幡豆町や吉良町には、旗本となった吉良家がかつて持っていた知行、八箇村3000石の領地が飛び地の形で点在していた。ただ赤穂事件で義央が討ち取られた後、1703年に吉良家は改易となり、旧吉良領の八箇村は、西尾藩のほか大多喜藩や沼津藩などの飛び地、寺社領、天領といった様々な領主が統治することになり、その後江戸期を通じで吉良氏は統治に関与していない。

産業では、1564年に愛知県内最古の塩田・白浜吉田塩田が作られるなど、古くから製塩が盛んで、良質とされた饗庭塩は矢作川を上り岡崎城下の塩座や、さらには足助街道、三州街道を通り、遠く信州塩尻宿（長野県塩尻市）まで運ばれた。

### 沿革
中世〜江戸期
- 1527年 - 久麻久神社本殿（国の重要文化財）が再建される。
- 1561年 - 酒井正親が西尾城主。
- 1585年 - 徳川家康の命により西尾城が改修される。
- 1601年 - 本多康俊が表高2万石で西尾藩主となる。
- 1605年 - 矢作川の新川掘割工事が完成し、米津側が本流となる。
- 1635年 - 平坂港が三河五港の一つに指定される。
- 1638年 - 藩主の太田資宗により西尾城総構えの工事に着手し、井伊直好が藩主であった1657年に完成する。
- 1707年 - 宝永地震による津波で、寺津、平坂が大きな被害を受ける。
- 1764年 - 松平乗祐（和泉守・大給松平）が入封する。
- 1823年 - 寺津八幡社神職の渡辺政香が、八幡書庫をつくる。

明治〜市制施行前
- 1869年3月 - 藩主の松平乗秩が版籍奉還の願書を出し、同年6月19日に許可される。
- 1871年7月14日 - 廃藩置県により西尾藩は西尾県となる。
- 1871年11月15日 - 西尾県は額田県に併合される。
- 1871年12月10日 - 西尾郵便局が設置される。
- 1872年3月 - 西尾城が解体される。
- 1872年11月27日 - 愛知県となる。
- 1876年6月17日 - 平坂村に郵便受取所（現・平坂郵便局）が設置される。
- 1878年 - 西尾城が廃城となる。
- 1879年 - 西尾警察署が設置される。
- 1883年5月24日 - 棉祖神を祀る天竹神社が建てられる。
- 1884年 - 西尾二等電信分局が設置される。
- 1891年10月28日 - 濃尾地震による津波で奥田新田の堤防が決壊し、死者60名が出る。
- 1899年 - 雲母坑での事故により、千年以上続いた八ツ面山での雲母採掘が中止される。
- 1904年12月16日 - 寺津村に郵便受取所（現・西尾寺津郵便局）が設置される。
- 1908年5月6日 - 岩瀬弥助が私立図書館の岩瀬文庫を開館する。
- 1909年3月24日 - 愛知県幡豆郡立農蚕学校（鶴城丘高等学校の前身）が創立される。
- 1910年 - 現在の市域内で電話が開通する。
- 1911年10月30日 - 西尾鉄道（開業時は西三軌道）の西尾〜岡崎新駅が開業する。
- 1914年10月30日 - 西尾鉄道が、西尾〜平坂臨港間（のちの名鉄平坂支線）を開業する。
- 1915年 - 北浜川（北浜悪水路）が完成する。
- 1918年2月22日 - 西尾町立西尾高等女学校（西尾高等学校の前身）が設立認可される。
- 1919年4月1日 - 愛知県立蚕糸学校（鶴城丘高等学校の前身）が設立され、翌年3月31日に農蚕学校を併合する。
- 1920年4月16日 - 室場郵便局が設置される。
- 1926年4月1日 - 愛知県立西尾中学校（西尾高等学校の前身）が設立認可される。
- 1926年9月1日 - 三河鉄道（現在の名鉄三河線）が大浜港から、中畑・平坂・寺津を経由して神谷まで開業する。
- 1928年10月1日 -  碧海電気鉄道が西尾まで開業する。
- 1932年4月19日 - 上永良神明社の大椎の木が国の天然記念物に指定される。
- 1933年5月21日 - 福地郵便局が設置される。
- 1933年9月21日 - 室戸台風で奥田新田、西奥田新田、南奥田新田の堤防が決壊する。
- 1935年10月1日 - 米津郵便局が設置される。
- 1941年6月1日 - 米野郵便局が設置される。
- 1942年4月1日 - 蚕糸学校を西尾実業学校に改称する。
- 1943年5月16日 - 西尾鶴城郵便局が設置される。
- 1943年12月16日 - 戦争による金属資材（レール）供出のため、名古屋鉄道（名鉄）西尾線（初代）の西尾〜岡崎新駅が休止される。
- 1944年12月7日 - 東南海地震により、現在の市域で死者32名が出る。
- 1945年1月13日 - 三河地震により福地村、三和村を中心に甚大な被害を受ける。死者765名。
- 1948年4月1日 - 学制改革により西尾高等女学校を愛知県立幡豆高等学校に、西尾中学校を愛知県立西尾高等学校に、西尾実業学校を愛知県立西尾実業高等学校に改組する。
- 1948年9月1日 - 西尾中町郵便局が設置される。
- 1948年10月1日 - 愛知県立幡豆高等学校と愛知県立西尾高等学校が合併して愛知県立西尾高等学校となる。

市制施行後
- 1955年4月 - 岩瀬文庫が西尾市に移管されて西尾市立図書館岩瀬文庫となる。
- 1958年10月 - 市内の電話が自動化される。
- 1959年9月26日 - 伊勢湾台風により市内が災害激甚地指定を受ける。死者20名、負傷者309名。
- 1960年2月1日 - 市章を制定する[8]。
- 1960年3月27日 - 名鉄平坂支線が廃止される。
- 1962年3月1日 - 西尾永楽町郵便局が設置される。
- 1968年11月 - 市内の7農協（福地農協を除く）が合併し西尾市農業協同組合が発足する。
- 1975年3月 - 憩の農園が開園する。
- 1976年4月5日 - 愛知県立西尾東高等学校が開校する。
- 1988年5月1日 - 西尾簡易裁判所が廃止される。
- 1989年7月2日 - 名鉄西尾駅付近の高架化が完成し、西尾駅と西尾口駅が高架駅となる。
- 1991年4月 - 愛知県議会議員選挙の選挙違反事件で、市議会正副議長ら市議会議員が多数逮捕される。同年9月8日、議会定数の半数を超える17名の補欠選挙を行う。
- 1994年 - 西尾市バラ園が憩の農園に隣接して開園する。
- 1994年11月27日 - 中学生いじめ自殺事件が発生し、日本全国に波紋が広がる。
- 1995年12月26日 - 森下万歳（三河万歳）が国の重要無形民俗文化財に指定される。
- 1999年6月7日 - 岩瀬文庫旧書庫と旧児童館（現・西尾市立図書館おもちゃ館）が国の登録有形文化財に登録される。
- 1999年12月1日 - 西尾市内の一部でケーブルテレビ放送が始まり、「西尾幡豆チャンネル」が開局する。
- 2000年4月1日 - 西尾市および幡豆郡3町の5農協が合併し、西三河農業協同組合（JA西三河）が発足する。
- 2001年4月1日 - 西尾市および幡豆郡3町のごみやし尿処理、水道事業、広域計画の3組織を統合した西尾幡豆広域連合が発足する。
- 2003年4月2日 - 西尾市岩瀬文庫が古書博物館としてリニューアルオープンする。
- 2004年1月16日 - 西尾市・幡豆郡3町任意合併協議会を解散する。
- 2004年4月1日 - 名鉄三河線碧南〜吉良吉田間の廃止に伴い、市内の4駅が廃止される。
- 2004年4月1日 - 愛知県立西尾実業高等学校を総合学科高校に改編し愛知県立鶴城丘高等学校に改称する。
- 2005年4月1日 - 西尾市、一色町、吉良町の6漁協が合併し、西三河漁業協同組合（JF西三河）が発足する。
- 2009年 - 新庁舎完成。

## 自治体域の変遷
- 1906年5月1日 - 次のような大合併が行われた。
  - 西尾町が久麻久村、西野町村（田貫を除く）、大宝村の一部（矢曽根、町田、寄近、徳次）、奥津村住崎を編入する。
  - 平坂村が西野町村田貫、中畑村、奥津村（住崎を除く）を編入する。
  - 井崎、六郷、豊田、大宝村の一部（今川、川口、菱池、深池）が合併し福地村になる。
  - 寺津村が西崎村を編入する。
  - 御鍬村、川崎村、吹羽良村の3村が合併し三和村となる。
- 1924年 - 平坂村が町制を施行し平坂町になる。
- 1929年4月1日 - 寺津村が町制を施行し寺津町になる。
- 1932年9月1日 - 室場村が花明、家武、平原の3村を編入する。
- 1952年12月1日 - 西尾町が福地村の一部（小焼野）を編入する。
- 1953年12月15日 - 西尾町と平坂町の一部（田貫、中畑）が合併。市制を施行して西尾市が発足する。
- 1954年8月10日 - 西尾市が幡豆郡平坂町、寺津町、福地村、室場村を編入する。
- 1955年1月1日 - 西尾市が幡豆郡三和村を編入する。
- 1955年4月1日 - 西尾市が碧海郡明治村大字米津および南中根を編入する。
- 1977年4月1日 - 市町村合併の際、合併された旧町村の役場に設置した市役所の支所が廃止される。
- 2003年8月28日 - 西尾市・幡豆郡3町任意合併協議会を設置する。以降の協議では合併方式を巡り紛糾する。
- 2011年4月1日 - 西尾市が幡豆郡一色町、吉良町、幡豆町を編入する。これに伴い、幡豆郡は消滅する。

| 郡       | 明治22年以前    | 明治22年以前    | 明治22年10月1日 | 明治23年 - 明治45年           | 明治23年 - 明治45年          | 大正1年 - 大正15年          | 昭和1年 - 昭和64年           | 昭和1年 - 昭和64年                            | 昭和1年 - 昭和64年           | 平成1年 - 現在              | 現在   |
| -------- | --------------- | --------------- | --------------- | ----------------------------- | ---------------------------- | --------------------------- | ---------------------------- | --------------------------------------------- | ---------------------------- | --------------------------- | ------ |
| 碧 海 郡 | 米津村          | 米津村          | 米津村          | 米津村                        | 明治39年5月1日 合併 明治村   | 明治村（一部）              | 明治村（一部）               | 明治村（一部）                                | 昭和30年4月1日 西尾市に編入  | 西尾市                      | 西尾市 |
| 碧 海 郡 | 南中根村        |                 | 米津村          | 米津村                        | 明治39年5月1日 合併 明治村   | 明治村（一部）              | 明治村（一部）               | 明治村（一部）                                | 昭和30年4月1日 西尾市に編入  | 西尾市                      | 西尾市 |
| 幡 豆 郡 | 上矢田村        | 上矢田村        | 奥津村          | 奥津村                        | 明治39年5月1日 合併 平坂村   | 大正13年10月1日 町制 平坂町 | 平坂町                       | 平坂町                                        | 昭和29年8月10日 西尾市に編入 | 西尾市                      | 西尾市 |
| 幡 豆 郡 | 下矢田村        |                 | 奥津村          | 奥津村                        | 明治39年5月1日 合併 平坂村   | 大正13年10月1日 町制 平坂町 | 平坂町                       | 平坂町                                        | 昭和29年8月10日 西尾市に編入 | 西尾市                      | 西尾市 |
| 幡 豆 郡 | 羽塚村          |                 | 奥津村          | 奥津村                        | 明治39年5月1日 合併 平坂村   | 大正13年10月1日 町制 平坂町 | 平坂町                       | 平坂町                                        | 昭和29年8月10日 西尾市に編入 | 西尾市                      | 西尾市 |
| 幡 豆 郡 | 富尾村          | 富山村          | 奥津村          | 奥津村                        | 明治39年5月1日 合併 平坂村   | 大正13年10月1日 町制 平坂町 | 平坂町                       | 平坂町                                        | 昭和29年8月10日 西尾市に編入 | 西尾市                      | 西尾市 |
| 幡 豆 郡 | 山田村          | 富山村          | 奥津村          | 奥津村                        | 明治39年5月1日 合併 平坂村   | 大正13年10月1日 町制 平坂町 | 平坂町                       | 平坂町                                        | 昭和29年8月10日 西尾市に編入 | 西尾市                      | 西尾市 |
| 幡 豆 郡 | 新在家村        | 新在家村        | 奥津村          | 奥津村                        | 明治39年5月1日 合併 平坂村   | 大正13年10月1日 町制 平坂町 | 平坂町                       | 昭和28年12月15日 西尾町に編入 即日市制 西尾市 | 西尾市                       | 西尾市                      | 西尾市 |
| 幡 豆 郡 | 国森村          |                 | 奥津村          | 奥津村                        | 明治39年5月1日 合併 平坂村   | 大正13年10月1日 町制 平坂町 | 平坂町                       | 昭和28年12月15日 西尾町に編入 即日市制 西尾市 | 西尾市                       | 西尾市                      | 西尾市 |
| 幡 豆 郡 | 住崎村          | 住崎村          | 奥津村          | 奥津村                        | 明治39年5月1日 合併 西尾町   | 西尾町                      | 西尾町                       | 昭和28年12月15日 市制 西尾市                  | 西尾市                       | 西尾市                      | 西尾市 |
| 幡 豆 郡 | 西尾馬場町      | 西尾馬場町      | 西尾町          | 西尾町                        | 明治39年5月1日 合併 西尾町   | 西尾町                      | 西尾町                       | 昭和28年12月15日 市制 西尾市                  | 西尾市                       | 西尾市                      | 西尾市 |
| 幡 豆 郡 | 西尾葵町        |                 | 西尾町          | 西尾町                        | 明治39年5月1日 合併 西尾町   | 西尾町                      | 西尾町                       | 昭和28年12月15日 市制 西尾市                  | 西尾市                       | 西尾市                      | 西尾市 |
| 幡 豆 郡 | 西尾錦城町      |                 | 西尾町          | 西尾町                        | 明治39年5月1日 合併 西尾町   | 西尾町                      | 西尾町                       | 昭和28年12月15日 市制 西尾市                  | 西尾市                       | 西尾市                      | 西尾市 |
| 幡 豆 郡 | 西尾鶴ヶ崎町    |                 | 西尾町          | 西尾町                        | 明治39年5月1日 合併 西尾町   | 西尾町                      | 西尾町                       | 昭和28年12月15日 市制 西尾市                  | 西尾市                       | 西尾市                      | 西尾市 |
| 幡 豆 郡 | 西尾裏町        |                 | 西尾町          | 西尾町                        | 明治39年5月1日 合併 西尾町   | 西尾町                      | 西尾町                       | 昭和28年12月15日 市制 西尾市                  | 西尾市                       | 西尾市                      | 西尾市 |
| 幡 豆 郡 | 西尾大給町      |                 | 西尾町          | 西尾町                        | 明治39年5月1日 合併 西尾町   | 西尾町                      | 西尾町                       | 昭和28年12月15日 市制 西尾市                  | 西尾市                       | 西尾市                      | 西尾市 |
| 幡 豆 郡 | 西尾矢場町      |                 | 西尾町          | 西尾町                        | 明治39年5月1日 合併 西尾町   | 西尾町                      | 西尾町                       | 昭和28年12月15日 市制 西尾市                  | 西尾市                       | 西尾市                      | 西尾市 |
| 幡 豆 郡 | 西尾伊文町      |                 | 西尾町          | 西尾町                        | 明治39年5月1日 合併 西尾町   | 西尾町                      | 西尾町                       | 昭和28年12月15日 市制 西尾市                  | 西尾市                       | 西尾市                      | 西尾市 |
| 幡 豆 郡 | 西尾和泉町      |                 | 西尾町          | 西尾町                        | 明治39年5月1日 合併 西尾町   | 西尾町                      | 西尾町                       | 昭和28年12月15日 市制 西尾市                  | 西尾市                       | 西尾市                      | 西尾市 |
| 幡 豆 郡 | 西尾順海町      |                 | 西尾町          | 西尾町                        | 明治39年5月1日 合併 西尾町   | 西尾町                      | 西尾町                       | 昭和28年12月15日 市制 西尾市                  | 西尾市                       | 西尾市                      | 西尾市 |
| 幡 豆 郡 | 西尾中町        |                 | 西尾町          | 西尾町                        | 明治39年5月1日 合併 西尾町   | 西尾町                      | 西尾町                       | 昭和28年12月15日 市制 西尾市                  | 西尾市                       | 西尾市                      | 西尾市 |
| 幡 豆 郡 | 西尾肴町        |                 | 西尾町          | 西尾町                        | 明治39年5月1日 合併 西尾町   | 西尾町                      | 西尾町                       | 昭和28年12月15日 市制 西尾市                  | 西尾市                       | 西尾市                      | 西尾市 |
| 幡 豆 郡 | 西尾横町        |                 | 西尾町          | 西尾町                        | 明治39年5月1日 合併 西尾町   | 西尾町                      | 西尾町                       | 昭和28年12月15日 市制 西尾市                  | 西尾市                       | 西尾市                      | 西尾市 |
| 幡 豆 郡 | 西尾天王町      |                 | 西尾町          | 西尾町                        | 明治39年5月1日 合併 西尾町   | 西尾町                      | 西尾町                       | 昭和28年12月15日 市制 西尾市                  | 西尾市                       | 西尾市                      | 西尾市 |
| 幡 豆 郡 | 西尾瓦町        |                 | 西尾町          | 西尾町                        | 明治39年5月1日 合併 西尾町   | 西尾町                      | 西尾町                       | 昭和28年12月15日 市制 西尾市                  | 西尾市                       | 西尾市                      | 西尾市 |
| 幡 豆 郡 | 西尾本町        |                 | 西尾町          | 西尾町                        | 明治39年5月1日 合併 西尾町   | 西尾町                      | 西尾町                       | 昭和28年12月15日 市制 西尾市                  | 西尾市                       | 西尾市                      | 西尾市 |
| 幡 豆 郡 | 西尾須田町      |                 | 西尾町          | 西尾町                        | 明治39年5月1日 合併 西尾町   | 西尾町                      | 西尾町                       | 昭和28年12月15日 市制 西尾市                  | 西尾市                       | 西尾市                      | 西尾市 |
| 幡 豆 郡 | 西尾塩町        |                 | 西尾町          | 西尾町                        | 明治39年5月1日 合併 西尾町   | 西尾町                      | 西尾町                       | 昭和28年12月15日 市制 西尾市                  | 西尾市                       | 西尾市                      | 西尾市 |
| 幡 豆 郡 | 西尾会生町      |                 | 西尾町          | 西尾町                        | 明治39年5月1日 合併 西尾町   | 西尾町                      | 西尾町                       | 昭和28年12月15日 市制 西尾市                  | 西尾市                       | 西尾市                      | 西尾市 |
| 幡 豆 郡 | 西尾満全町      |                 | 西尾町          | 西尾町                        | 明治39年5月1日 合併 西尾町   | 西尾町                      | 西尾町                       | 昭和28年12月15日 市制 西尾市                  | 西尾市                       | 西尾市                      | 西尾市 |
| 幡 豆 郡 | 鶴城村          |                 | 西尾町          | 西尾町                        | 明治39年5月1日 合併 西尾町   | 西尾町                      | 西尾町                       | 昭和28年12月15日 市制 西尾市                  | 西尾市                       | 西尾市                      | 西尾市 |
| 幡 豆 郡 | 八ッ面村        | 八ッ面村        | 久麻久村        | 久麻久村                      | 明治39年5月1日 合併 西尾町   | 西尾町                      | 西尾町                       | 昭和28年12月15日 市制 西尾市                  | 西尾市                       | 西尾市                      | 西尾市 |
| 幡 豆 郡 | 伊藤村          |                 | 久麻久村        | 久麻久村                      | 明治39年5月1日 合併 西尾町   | 西尾町                      | 西尾町                       | 昭和28年12月15日 市制 西尾市                  | 西尾市                       | 西尾市                      | 西尾市 |
| 幡 豆 郡 | 新渡場村        |                 | 久麻久村        | 久麻久村                      | 明治39年5月1日 合併 西尾町   | 西尾町                      | 西尾町                       | 昭和28年12月15日 市制 西尾市                  | 西尾市                       | 西尾市                      | 西尾市 |
| 幡 豆 郡 | 戸ヶ崎村        |                 | 久麻久村        | 久麻久村                      | 明治39年5月1日 合併 西尾町   | 西尾町                      | 西尾町                       | 昭和28年12月15日 市制 西尾市                  | 西尾市                       | 西尾市                      | 西尾市 |
| 幡 豆 郡 | 碧海郡 古新田村 | 幡豆郡 志貴野村 | 久麻久村        | 久麻久村                      | 明治39年5月1日 合併 西尾町   | 西尾町                      | 西尾町                       | 昭和28年12月15日 市制 西尾市                  | 西尾市                       | 西尾市                      | 西尾市 |
| 幡 豆 郡 | 碧海郡 新々田村 | 幡豆郡 志貴野村 | 久麻久村        | 久麻久村                      | 明治39年5月1日 合併 西尾町   | 西尾町                      | 西尾町                       | 昭和28年12月15日 市制 西尾市                  | 西尾市                       | 西尾市                      | 西尾市 |
| 幡 豆 郡 | 西中野村        | 中原村          | 久麻久村        | 久麻久村                      | 明治39年5月1日 合併 西尾町   | 西尾町                      | 西尾町                       | 昭和28年12月15日 市制 西尾市                  | 西尾市                       | 西尾市                      | 西尾市 |
| 幡 豆 郡 | 作原村          | 中原村          | 久麻久村        | 久麻久村                      | 明治39年5月1日 合併 西尾町   | 西尾町                      | 西尾町                       | 昭和28年12月15日 市制 西尾市                  | 西尾市                       | 西尾市                      | 西尾市 |
| 幡 豆 郡 | 志籠谷村        |                 | 久麻久村        | 久麻久村                      | 明治39年5月1日 合併 西尾町   | 西尾町                      | 西尾町                       | 昭和28年12月15日 市制 西尾市                  | 西尾市                       | 西尾市                      | 西尾市 |
| 幡 豆 郡 | 熊子村          | 熊味村          | 久麻久村        | 久麻久村                      | 明治39年5月1日 合併 西尾町   | 西尾町                      | 西尾町                       | 昭和28年12月15日 市制 西尾市                  | 西尾市                       | 西尾市                      | 西尾市 |
| 幡 豆 郡 | 味崎村          | 熊味村          | 久麻久村        | 久麻久村                      | 明治39年5月1日 合併 西尾町   | 西尾町                      | 西尾町                       | 昭和28年12月15日 市制 西尾市                  | 西尾市                       | 西尾市                      | 西尾市 |
| 幡 豆 郡 | 寄住村          |                 | 久麻久村        | 久麻久村                      | 明治39年5月1日 合併 西尾町   | 西尾町                      | 西尾町                       | 昭和28年12月15日 市制 西尾市                  | 西尾市                       | 西尾市                      | 西尾市 |
| 幡 豆 郡 | 道光寺村        |                 | 久麻久村        | 久麻久村                      | 明治39年5月1日 合併 西尾町   | 西尾町                      | 西尾町                       | 昭和28年12月15日 市制 西尾市                  | 西尾市                       | 西尾市                      | 西尾市 |
| 幡 豆 郡 | 小間村          | 小間村          | 西野町村        | 西野町村                      | 明治39年5月1日 合併 西尾町   | 西尾町                      | 西尾町                       | 昭和28年12月15日 市制 西尾市                  | 西尾市                       | 西尾市                      | 西尾市 |
| 幡 豆 郡 | 浅井村          | 小間村          | 西野町村        | 西野町村                      | 明治39年5月1日 合併 西尾町   | 西尾町                      | 西尾町                       | 昭和28年12月15日 市制 西尾市                  | 西尾市                       | 西尾市                      | 西尾市 |
| 幡 豆 郡 | 上町村          | 上町村          | 西野町村        | 西野町村                      | 明治39年5月1日 合併 西尾町   | 西尾町                      | 西尾町                       | 昭和28年12月15日 市制 西尾市                  | 西尾市                       | 西尾市                      | 西尾市 |
| 幡 豆 郡 | 森下村          | 上町村          | 西野町村        | 西野町村                      | 明治39年5月1日 合併 西尾町   | 西尾町                      | 西尾町                       | 昭和28年12月15日 市制 西尾市                  | 西尾市                       | 西尾市                      | 西尾市 |
| 幡 豆 郡 | 六ツ家村        | 上町村          | 西野町村        | 西野町村                      | 明治39年5月1日 合併 西尾町   | 西尾町                      | 西尾町                       | 昭和28年12月15日 市制 西尾市                  | 西尾市                       | 西尾市                      | 西尾市 |
| 幡 豆 郡 | 下町村          |                 | 西野町村        | 西野町村                      | 明治39年5月1日 合併 西尾町   | 西尾町                      | 西尾町                       | 昭和28年12月15日 市制 西尾市                  | 西尾市                       | 西尾市                      | 西尾市 |
| 幡 豆 郡 | 田貫村          | 田貫村          | 西野町村        | 西野町村                      | 明治39年5月1日 合併 平坂村   | 大正13年10月1日 町制 平坂町 | 平坂町                       | 昭和28年12月15日 西尾町に編入 即日市制 西尾市 | 西尾市                       | 西尾市                      | 西尾市 |
| 幡 豆 郡 | 蒲原新田        | 田貫村          | 西野町村        | 西野町村                      | 明治39年5月1日 合併 平坂村   | 大正13年10月1日 町制 平坂町 | 平坂町                       | 昭和28年12月15日 西尾町に編入 即日市制 西尾市 | 西尾市                       | 西尾市                      | 西尾市 |
| 幡 豆 郡 | 中畑村          | 中畑村          | 中畑村          | 中畑村                        | 明治39年5月1日 合併 平坂村   | 大正13年10月1日 町制 平坂町 | 平坂町                       | 昭和28年12月15日 西尾町に編入 即日市制 西尾市 | 西尾市                       | 西尾市                      | 西尾市 |
| 幡 豆 郡 | 平坂村          | 平坂村          | 平坂村          | 平坂村                        | 明治39年5月1日 合併 平坂村   | 大正13年10月1日 町制 平坂町 | 平坂町                       | 平坂町                                        | 昭和29年8月10日 西尾市に編入 | 西尾市                      | 西尾市 |
| 幡 豆 郡 | 楠村            | 平坂村          | 平坂村          | 平坂村                        | 明治39年5月1日 合併 平坂村   | 大正13年10月1日 町制 平坂町 | 平坂町                       | 平坂町                                        | 昭和29年8月10日 西尾市に編入 | 西尾市                      | 西尾市 |
| 幡 豆 郡 | 西小梛新田      | 平坂村          | 平坂村          | 平坂村                        | 明治39年5月1日 合併 平坂村   | 大正13年10月1日 町制 平坂町 | 平坂町                       | 平坂町                                        | 昭和29年8月10日 西尾市に編入 | 西尾市                      | 西尾市 |
| 幡 豆 郡 | 小栗新田        | 平坂村          | 平坂村          | 平坂村                        | 明治39年5月1日 合併 平坂村   | 大正13年10月1日 町制 平坂町 | 平坂町                       | 平坂町                                        | 昭和29年8月10日 西尾市に編入 | 西尾市                      | 西尾市 |
| 幡 豆 郡 | 寺津村          | 寺津村          | 寺津村          | 寺津村                        | 明治39年5月1日 合併 寺津村   | 寺津村                      | 昭和4年4月1日 町制 寺津町    | 昭和4年4月1日 町制 寺津町                     | 昭和29年8月10日 西尾市に編入 | 西尾市                      | 西尾市 |
| 幡 豆 郡 | 徳永村          |                 | 寺津村          | 寺津村                        | 明治39年5月1日 合併 寺津村   | 寺津村                      | 昭和4年4月1日 町制 寺津町    | 昭和4年4月1日 町制 寺津町                     | 昭和29年8月10日 西尾市に編入 | 西尾市                      | 西尾市 |
| 幡 豆 郡 | 巨海村          | 巨海村          | 西崎村          | 西崎村                        | 明治39年5月1日 合併 寺津村   | 寺津村                      | 昭和4年4月1日 町制 寺津町    | 昭和4年4月1日 町制 寺津町                     | 昭和29年8月10日 西尾市に編入 | 西尾市                      | 西尾市 |
| 幡 豆 郡 | 刈宿村          |                 | 西崎村          | 西崎村                        | 明治39年5月1日 合併 寺津村   | 寺津村                      | 昭和4年4月1日 町制 寺津町    | 昭和4年4月1日 町制 寺津町                     | 昭和29年8月10日 西尾市に編入 | 西尾市                      | 西尾市 |
| 幡 豆 郡 | 中根村          |                 | 西崎村          | 西崎村                        | 明治39年5月1日 合併 寺津村   | 寺津村                      | 昭和4年4月1日 町制 寺津町    | 昭和4年4月1日 町制 寺津町                     | 昭和29年8月10日 西尾市に編入 | 西尾市                      | 西尾市 |
| 幡 豆 郡 | 深池村          | 深池村          | 大宝村          | 大宝村                        | 明治39年5月1日 合併 福地村   | 福地村                      | 福地村                       | 福地村                                        | 昭和29年8月10日 西尾市に編入 | 西尾市                      | 西尾市 |
| 幡 豆 郡 | 川口村          |                 | 大宝村          | 大宝村                        | 明治39年5月1日 合併 福地村   | 福地村                      | 福地村                       | 福地村                                        | 昭和29年8月10日 西尾市に編入 | 西尾市                      | 西尾市 |
| 幡 豆 郡 | 菱池村          |                 | 大宝村          | 大宝村                        | 明治39年5月1日 合併 福地村   | 福地村                      | 福地村                       | 福地村                                        | 昭和29年8月10日 西尾市に編入 | 西尾市                      | 西尾市 |
| 幡 豆 郡 | 上今川村        | 今川村          | 大宝村          | 大宝村                        | 明治39年5月1日 合併 福地村   | 福地村                      | 福地村                       | 福地村                                        | 昭和29年8月10日 西尾市に編入 | 西尾市                      | 西尾市 |
| 幡 豆 郡 | 下今川村        | 今川村          | 大宝村          | 大宝村                        | 明治39年5月1日 合併 福地村   | 福地村                      | 福地村                       | 福地村                                        | 昭和29年8月10日 西尾市に編入 | 西尾市                      | 西尾市 |
| 幡 豆 郡 | 今井村          | 今川村          | 大宝村          | 大宝村                        | 明治39年5月1日 合併 福地村   | 福地村                      | 福地村                       | 福地村                                        | 昭和29年8月10日 西尾市に編入 | 西尾市                      | 西尾市 |
| 幡 豆 郡 | 徳次村          | 徳次村          | 大宝村          | 大宝村                        | 明治39年5月1日 合併 西尾町   | 西尾町                      | 西尾町                       | 昭和28年12月15日 市制 西尾市                  | 西尾市                       | 西尾市                      | 西尾市 |
| 幡 豆 郡 | 丁田村          |                 | 大宝村          | 大宝村                        | 明治39年5月1日 合併 西尾町   | 西尾町                      | 西尾町                       | 昭和28年12月15日 市制 西尾市                  | 西尾市                       | 西尾市                      | 西尾市 |
| 幡 豆 郡 | 寄近村          |                 | 大宝村          | 大宝村                        | 明治39年5月1日 合併 西尾町   | 西尾町                      | 西尾町                       | 昭和28年12月15日 市制 西尾市                  | 西尾市                       | 西尾市                      | 西尾市 |
| 幡 豆 郡 | 矢曽根村        |                 | 大宝村          | 大宝村                        | 明治39年5月1日 合併 西尾町   | 西尾町                      | 西尾町                       | 昭和28年12月15日 市制 西尾市                  | 西尾市                       | 西尾市                      | 西尾市 |
| 幡 豆 郡 | 小焼野村        | 小焼野村        | 井崎村          | 井崎村                        | 明治39年5月1日 合併 福地村   | 福地村                      | 昭和27年12月1日 西尾町に編入 | 昭和28年12月15日 市制 西尾市                  | 西尾市                       | 西尾市                      | 西尾市 |
| 幡 豆 郡 | 鵜ヶ池村        | 鵜ヶ池村        | 井崎村          | 井崎村                        | 明治39年5月1日 合併 福地村   | 福地村                      | 福地村                       | 福地村                                        | 昭和29年8月10日 西尾市に編入 | 西尾市                      | 西尾市 |
| 幡 豆 郡 | 宅野島村        |                 | 井崎村          | 井崎村                        | 明治39年5月1日 合併 福地村   | 福地村                      | 福地村                       | 福地村                                        | 昭和29年8月10日 西尾市に編入 | 西尾市                      | 西尾市 |
| 幡 豆 郡 | 細池村          |                 | 井崎村          | 井崎村                        | 明治39年5月1日 合併 福地村   | 福地村                      | 福地村                       | 福地村                                        | 昭和29年8月10日 西尾市に編入 | 西尾市                      | 西尾市 |
| 幡 豆 郡 | 鎌谷村          |                 | 井崎村          | 井崎村                        | 明治39年5月1日 合併 福地村   | 福地村                      | 福地村                       | 福地村                                        | 昭和29年8月10日 西尾市に編入 | 西尾市                      | 西尾市 |
| 幡 豆 郡 | 十郎島村        |                 | 井崎村          | 井崎村                        | 明治39年5月1日 合併 福地村   | 福地村                      | 福地村                       | 福地村                                        | 昭和29年8月10日 西尾市に編入 | 西尾市                      | 西尾市 |
| 幡 豆 郡 | 須脇村          |                 | 井崎村          | 井崎村                        | 明治39年5月1日 合併 福地村   | 福地村                      | 福地村                       | 福地村                                        | 昭和29年8月10日 西尾市に編入 | 西尾市                      | 西尾市 |
| 幡 豆 郡 | 上道目記村      | 上道目記村      | 豊田村          | 豊田村                        | 明治39年5月1日 合併 福地村   | 福地村                      | 福地村                       | 福地村                                        | 昭和29年8月10日 西尾市に編入 | 西尾市                      | 西尾市 |
| 幡 豆 郡 | 下道目記村      |                 | 豊田村          | 豊田村                        | 明治39年5月1日 合併 福地村   | 福地村                      | 福地村                       | 福地村                                        | 昭和29年8月10日 西尾市に編入 | 西尾市                      | 西尾市 |
| 幡 豆 郡 | 八ヶ尻村        |                 | 豊田村          | 豊田村                        | 明治39年5月1日 合併 福地村   | 福地村                      | 福地村                       | 福地村                                        | 昭和29年8月10日 西尾市に編入 | 西尾市                      | 西尾市 |
| 幡 豆 郡 | 行用村          |                 | 豊田村          | 豊田村                        | 明治39年5月1日 合併 福地村   | 福地村                      | 福地村                       | 福地村                                        | 昭和29年8月10日 西尾市に編入 | 西尾市                      | 西尾市 |
| 幡 豆 郡 | 針曽根村        |                 | 豊田村          | 豊田村                        | 明治39年5月1日 合併 福地村   | 福地村                      | 福地村                       | 福地村                                        | 昭和29年8月10日 西尾市に編入 | 西尾市                      | 西尾市 |
| 幡 豆 郡 | 長縄村          |                 | 豊田村          | 豊田村                        | 明治39年5月1日 合併 福地村   | 福地村                      | 福地村                       | 福地村                                        | 昭和29年8月10日 西尾市に編入 | 西尾市                      | 西尾市 |
| 幡 豆 郡 | 斎藤村          |                 | 豊田村          | 豊田村                        | 明治39年5月1日 合併 福地村   | 福地村                      | 福地村                       | 福地村                                        | 昭和29年8月10日 西尾市に編入 | 西尾市                      | 西尾市 |
| 幡 豆 郡 | 熱池村          |                 | 豊田村          | 豊田村                        | 明治39年5月1日 合併 福地村   | 福地村                      | 福地村                       | 福地村                                        | 昭和29年8月10日 西尾市に編入 | 西尾市                      | 西尾市 |
| 幡 豆 郡 | 市子村          | 市子村          | 六郷村          | 六郷村                        | 明治39年5月1日 合併 福地村   | 福地村                      | 福地村                       | 福地村                                        | 昭和29年8月10日 西尾市に編入 | 西尾市                      | 西尾市 |
| 幡 豆 郡 | 笹曽根村        |                 | 六郷村          | 六郷村                        | 明治39年5月1日 合併 福地村   | 福地村                      | 福地村                       | 福地村                                        | 昭和29年8月10日 西尾市に編入 | 西尾市                      | 西尾市 |
| 幡 豆 郡 | 平口村          |                 | 六郷村          | 六郷村                        | 明治39年5月1日 合併 福地村   | 福地村                      | 福地村                       | 福地村                                        | 昭和29年8月10日 西尾市に編入 | 西尾市                      | 西尾市 |
| 幡 豆 郡 | 野々宮村        |                 | 六郷村          | 六郷村                        | 明治39年5月1日 合併 福地村   | 福地村                      | 福地村                       | 福地村                                        | 昭和29年8月10日 西尾市に編入 | 西尾市                      | 西尾市 |
| 幡 豆 郡 | 横手村          |                 | 六郷村          | 六郷村                        | 明治39年5月1日 合併 福地村   | 福地村                      | 福地村                       | 福地村                                        | 昭和29年8月10日 西尾市に編入 | 西尾市                      | 西尾市 |
| 幡 豆 郡 | 天竹村          |                 | 六郷村          | 六郷村                        | 明治39年5月1日 合併 福地村   | 福地村                      | 福地村                       | 福地村                                        | 昭和29年8月10日 西尾市に編入 | 西尾市                      | 西尾市 |
| 幡 豆 郡 | 室村            | 室村            | 室場村          | 室場村                        | 室場村                       | 室場村                      | 昭和7年9月1日 合併 室場村    | 昭和7年9月1日 合併 室場村                     | 昭和29年8月10日 西尾市に編入 | 西尾市                      | 西尾市 |
| 幡 豆 郡 | 駒場村          |                 | 室場村          | 室場村                        | 室場村                       | 室場村                      | 昭和7年9月1日 合併 室場村    | 昭和7年9月1日 合併 室場村                     | 昭和29年8月10日 西尾市に編入 | 西尾市                      | 西尾市 |
| 幡 豆 郡 | 花蔵寺村        | 花蔵寺村        | 花明村          | 花明村                        | 花明村                       | 花明村                      | 昭和7年9月1日 合併 室場村    | 昭和7年9月1日 合併 室場村                     | 昭和29年8月10日 西尾市に編入 | 西尾市                      | 西尾市 |
| 幡 豆 郡 | 善明村          |                 | 花明村          | 花明村                        | 花明村                       | 花明村                      | 昭和7年9月1日 合併 室場村    | 昭和7年9月1日 合併 室場村                     | 昭和29年8月10日 西尾市に編入 | 西尾市                      | 西尾市 |
| 幡 豆 郡 | 家武村          | 家武村          | 家武村          | 家武村                        | 家武村                       | 家武村                      | 昭和7年9月1日 合併 室場村    | 昭和7年9月1日 合併 室場村                     | 昭和29年8月10日 西尾市に編入 | 西尾市                      | 西尾市 |
| 幡 豆 郡 | 平原村          | 平原村          | 平原村          | 平原村                        | 平原村                       | 平原村                      | 昭和7年9月1日 合併 室場村    | 昭和7年9月1日 合併 室場村                     | 昭和29年8月10日 西尾市に編入 | 西尾市                      | 西尾市 |
| 幡 豆 郡 | 西浅井村        | 西浅井村        | 川崎村          | 川崎村                        | 明治39年5月1日 合併 三和村   | 三和村                      | 三和村                       | 三和村                                        | 昭和30年1月1日 西尾市に編入  | 西尾市                      | 西尾市 |
| 幡 豆 郡 | 東浅井村        |                 | 川崎村          | 川崎村                        | 明治39年5月1日 合併 三和村   | 三和村                      | 三和村                       | 三和村                                        | 昭和30年1月1日 西尾市に編入  | 西尾市                      | 西尾市 |
| 幡 豆 郡 | 高落村          |                 | 川崎村          | 川崎村                        | 明治39年5月1日 合併 三和村   | 三和村                      | 三和村                       | 三和村                                        | 昭和30年1月1日 西尾市に編入  | 西尾市                      | 西尾市 |
| 幡 豆 郡 | 新村            |                 | 川崎村          | 川崎村                        | 明治39年5月1日 合併 三和村   | 三和村                      | 三和村                       | 三和村                                        | 昭和30年1月1日 西尾市に編入  | 西尾市                      | 西尾市 |
| 幡 豆 郡 | 小島村          |                 | 川崎村          | 川崎村                        | 明治39年5月1日 合併 三和村   | 三和村                      | 三和村                       | 三和村                                        | 昭和30年1月1日 西尾市に編入  | 西尾市                      | 西尾市 |
| 幡 豆 郡 | 米野村          |                 | 川崎村          | 川崎村                        | 明治39年5月1日 合併 三和村   | 三和村                      | 三和村                       | 三和村                                        | 昭和30年1月1日 西尾市に編入  | 西尾市                      | 西尾市 |
| 幡 豆 郡 | 江原村          | 江原村          | 御鍬村          | 御鍬村                        | 明治39年5月1日 合併 三和村   | 三和村                      | 三和村                       | 三和村                                        | 昭和30年1月1日 西尾市に編入  | 西尾市                      | 西尾市 |
| 幡 豆 郡 | 岡島村          |                 | 御鍬村          | 御鍬村                        | 明治39年5月1日 合併 三和村   | 三和村                      | 三和村                       | 三和村                                        | 昭和30年1月1日 西尾市に編入  | 西尾市                      | 西尾市 |
| 幡 豆 郡 | 尾花村          |                 | 御鍬村          | 御鍬村                        | 明治39年5月1日 合併 三和村   | 三和村                      | 三和村                       | 三和村                                        | 昭和30年1月1日 西尾市に編入  | 西尾市                      | 西尾市 |
| 幡 豆 郡 | 和気村          |                 | 御鍬村          | 御鍬村                        | 明治39年5月1日 合併 三和村   | 三和村                      | 三和村                       | 三和村                                        | 昭和30年1月1日 西尾市に編入  | 西尾市                      | 西尾市 |
| 幡 豆 郡 | 大和田村        |                 | 御鍬村          | 御鍬村                        | 明治39年5月1日 合併 三和村   | 三和村                      | 三和村                       | 三和村                                        | 昭和30年1月1日 西尾市に編入  | 西尾市                      | 西尾市 |
| 幡 豆 郡 | 高河原村        |                 | 御鍬村          | 御鍬村                        | 明治39年5月1日 合併 三和村   | 三和村                      | 三和村                       | 三和村                                        | 昭和30年1月1日 西尾市に編入  | 西尾市                      | 西尾市 |
| 幡 豆 郡 | 貝吹村          | 貝吹村          | 吹羽良村        | 吹羽良村                      | 明治39年5月1日 合併 三和村   | 三和村                      | 三和村                       | 三和村                                        | 昭和30年1月1日 西尾市に編入  | 西尾市                      | 西尾市 |
| 幡 豆 郡 | 上羽角村        |                 | 吹羽良村        | 吹羽良村                      | 明治39年5月1日 合併 三和村   | 三和村                      | 三和村                       | 三和村                                        | 昭和30年1月1日 西尾市に編入  | 西尾市                      | 西尾市 |
| 幡 豆 郡 | 下羽角村        |                 | 吹羽良村        | 吹羽良村                      | 明治39年5月1日 合併 三和村   | 三和村                      | 三和村                       | 三和村                                        | 昭和30年1月1日 西尾市に編入  | 西尾市                      | 西尾市 |
| 幡 豆 郡 | 上永良村        |                 | 吹羽良村        | 吹羽良村                      | 明治39年5月1日 合併 三和村   | 三和村                      | 三和村                       | 三和村                                        | 昭和30年1月1日 西尾市に編入  | 西尾市                      | 西尾市 |
| 幡 豆 郡 | 下永良村        |                 | 吹羽良村        | 吹羽良村                      | 明治39年5月1日 合併 三和村   | 三和村                      | 三和村                       | 三和村                                        | 昭和30年1月1日 西尾市に編入  | 西尾市                      | 西尾市 |
| 幡 豆 郡 | 西戸城村        | 西幡豆村        | 幡豆村          | 幡豆村                        | 明治39年5月1日 合併 幡豆村   | 幡豆村                      | 昭和3年10月1日 町制 幡豆町   | 昭和3年10月1日 町制 幡豆町                    | 昭和3年10月1日 町制 幡豆町   | 平成23年4月1日 西尾市に編入 | 西尾市 |
| 幡 豆 郡 | 小野谷村        | 西幡豆村        | 幡豆村          | 幡豆村                        | 明治39年5月1日 合併 幡豆村   | 幡豆村                      | 昭和3年10月1日 町制 幡豆町   | 昭和3年10月1日 町制 幡豆町                    | 昭和3年10月1日 町制 幡豆町   | 平成23年4月1日 西尾市に編入 | 西尾市 |
| 幡 豆 郡 | 欠村            | 西幡豆村        | 幡豆村          | 幡豆村                        | 明治39年5月1日 合併 幡豆村   | 幡豆村                      | 昭和3年10月1日 町制 幡豆町   | 昭和3年10月1日 町制 幡豆町                    | 昭和3年10月1日 町制 幡豆町   | 平成23年4月1日 西尾市に編入 | 西尾市 |
| 幡 豆 郡 | 八幡村          | 西幡豆村        | 幡豆村          | 幡豆村                        | 明治39年5月1日 合併 幡豆村   | 幡豆村                      | 昭和3年10月1日 町制 幡豆町   | 昭和3年10月1日 町制 幡豆町                    | 昭和3年10月1日 町制 幡豆町   | 平成23年4月1日 西尾市に編入 | 西尾市 |
| 幡 豆 郡 | 中村            | 西幡豆村        | 幡豆村          | 幡豆村                        | 明治39年5月1日 合併 幡豆村   | 幡豆村                      | 昭和3年10月1日 町制 幡豆町   | 昭和3年10月1日 町制 幡豆町                    | 昭和3年10月1日 町制 幡豆町   | 平成23年4月1日 西尾市に編入 | 西尾市 |
| 幡 豆 郡 | 門内村          | 西幡豆村        | 幡豆村          | 幡豆村                        | 明治39年5月1日 合併 幡豆村   | 幡豆村                      | 昭和3年10月1日 町制 幡豆町   | 昭和3年10月1日 町制 幡豆町                    | 昭和3年10月1日 町制 幡豆町   | 平成23年4月1日 西尾市に編入 | 西尾市 |
| 幡 豆 郡 | 中門内村        | 西幡豆村        | 幡豆村          | 幡豆村                        | 明治39年5月1日 合併 幡豆村   | 幡豆村                      | 昭和3年10月1日 町制 幡豆町   | 昭和3年10月1日 町制 幡豆町                    | 昭和3年10月1日 町制 幡豆町   | 平成23年4月1日 西尾市に編入 | 西尾市 |
| 幡 豆 郡 | 寺部村          |                 | 幡豆村          | 幡豆村                        | 明治39年5月1日 合併 幡豆村   | 幡豆村                      | 昭和3年10月1日 町制 幡豆町   | 昭和3年10月1日 町制 幡豆町                    | 昭和3年10月1日 町制 幡豆町   | 平成23年4月1日 西尾市に編入 | 西尾市 |
| 幡 豆 郡 | 鳥羽村          |                 | 幡豆村          | 幡豆村                        | 明治39年5月1日 合併 幡豆村   | 幡豆村                      | 昭和3年10月1日 町制 幡豆町   | 昭和3年10月1日 町制 幡豆町                    | 昭和3年10月1日 町制 幡豆町   | 平成23年4月1日 西尾市に編入 | 西尾市 |
| 幡 豆 郡 | 洲崎村          | 東幡豆村        | 東幡豆村        | 東幡豆村                      | 明治39年5月1日 合併 幡豆村   | 幡豆村                      | 昭和3年10月1日 町制 幡豆町   | 昭和3年10月1日 町制 幡豆町                    | 昭和3年10月1日 町制 幡豆町   | 平成23年4月1日 西尾市に編入 | 西尾市 |
| 幡 豆 郡 | 鹿川村          | 東幡豆村        | 東幡豆村        | 東幡豆村                      | 明治39年5月1日 合併 幡豆村   | 幡豆村                      | 昭和3年10月1日 町制 幡豆町   | 昭和3年10月1日 町制 幡豆町                    | 昭和3年10月1日 町制 幡豆町   | 平成23年4月1日 西尾市に編入 | 西尾市 |
| 幡 豆 郡 | 山口村          | 東幡豆村        | 東幡豆村        | 東幡豆村                      | 明治39年5月1日 合併 幡豆村   | 幡豆村                      | 昭和3年10月1日 町制 幡豆町   | 昭和3年10月1日 町制 幡豆町                    | 昭和3年10月1日 町制 幡豆町   | 平成23年4月1日 西尾市に編入 | 西尾市 |
| 幡 豆 郡 | 谷村            | 東幡豆村        | 東幡豆村        | 東幡豆村                      | 明治39年5月1日 合併 幡豆村   | 幡豆村                      | 昭和3年10月1日 町制 幡豆町   | 昭和3年10月1日 町制 幡豆町                    | 昭和3年10月1日 町制 幡豆町   | 平成23年4月1日 西尾市に編入 | 西尾市 |
| 幡 豆 郡 | 森村            | 東幡豆村        | 東幡豆村        | 東幡豆村                      | 明治39年5月1日 合併 幡豆村   | 幡豆村                      | 昭和3年10月1日 町制 幡豆町   | 昭和3年10月1日 町制 幡豆町                    | 昭和3年10月1日 町制 幡豆町   | 平成23年4月1日 西尾市に編入 | 西尾市 |
| 幡 豆 郡 | 彦田村          | 東幡豆村        | 東幡豆村        | 東幡豆村                      | 明治39年5月1日 合併 幡豆村   | 幡豆村                      | 昭和3年10月1日 町制 幡豆町   | 昭和3年10月1日 町制 幡豆町                    | 昭和3年10月1日 町制 幡豆町   | 平成23年4月1日 西尾市に編入 | 西尾市 |
| 幡 豆 郡 | 小見行村        | 東幡豆村        | 東幡豆村        | 東幡豆村                      | 明治39年5月1日 合併 幡豆村   | 幡豆村                      | 昭和3年10月1日 町制 幡豆町   | 昭和3年10月1日 町制 幡豆町                    | 昭和3年10月1日 町制 幡豆町   | 平成23年4月1日 西尾市に編入 | 西尾市 |
| 幡 豆 郡 | 上畑村          | 東幡豆村        | 東幡豆村        | 東幡豆村                      | 明治39年5月1日 合併 幡豆村   | 幡豆村                      | 昭和3年10月1日 町制 幡豆町   | 昭和3年10月1日 町制 幡豆町                    | 昭和3年10月1日 町制 幡豆町   | 平成23年4月1日 西尾市に編入 | 西尾市 |
| 幡 豆 郡 | 桑畑村          | 東幡豆村        | 東幡豆村        | 東幡豆村                      | 明治39年5月1日 合併 幡豆村   | 幡豆村                      | 昭和3年10月1日 町制 幡豆町   | 昭和3年10月1日 町制 幡豆町                    | 昭和3年10月1日 町制 幡豆町   | 平成23年4月1日 西尾市に編入 | 西尾市 |
| 幡 豆 郡 | 上横須賀村      | 横須賀村        | 横須賀村        | 明治25年5月13日 町制 横須賀町 | 明治39年5月1日 合併 横須賀村 | 横須賀村                    | 横須賀村                     | 横須賀村                                      | 昭和30年3月10日 合併 吉良町  | 平成23年4月1日 西尾市に編入 | 西尾市 |
| 幡 豆 郡 | 下横須賀村      | 横須賀村        | 横須賀村        | 明治25年5月13日 町制 横須賀町 | 明治39年5月1日 合併 横須賀村 | 横須賀村                    | 横須賀村                     | 横須賀村                                      | 昭和30年3月10日 合併 吉良町  | 平成23年4月1日 西尾市に編入 | 西尾市 |
| 幡 豆 郡 | 中野村          | 横須賀村        | 横須賀村        | 明治25年5月13日 町制 横須賀町 | 明治39年5月1日 合併 横須賀村 | 横須賀村                    | 横須賀村                     | 横須賀村                                      | 昭和30年3月10日 合併 吉良町  | 平成23年4月1日 西尾市に編入 | 西尾市 |
| 幡 豆 郡 | 荻原村          | 荻原村          | 荻原村          | 荻原村                        | 明治39年5月1日 合併 横須賀村 | 横須賀村                    | 横須賀村                     | 横須賀村                                      | 昭和30年3月10日 合併 吉良町  | 平成23年4月1日 西尾市に編入 | 西尾市 |
| 幡 豆 郡 | 饗庭村          |                 | 荻原村          | 荻原村                        | 明治39年5月1日 合併 横須賀村 | 横須賀村                    | 横須賀村                     | 横須賀村                                      | 昭和30年3月10日 合併 吉良町  | 平成23年4月1日 西尾市に編入 | 西尾市 |
| 幡 豆 郡 | 酒井村          |                 | 荻原村          | 荻原村                        | 明治39年5月1日 合併 横須賀村 | 横須賀村                    | 横須賀村                     | 横須賀村                                      | 昭和30年3月10日 合併 吉良町  | 平成23年4月1日 西尾市に編入 | 西尾市 |
| 幡 豆 郡 | 津平村          | 津平村          | 厨村            | 厨村                          | 明治39年5月1日 合併 横須賀村 | 横須賀村                    | 横須賀村                     | 横須賀村                                      | 昭和30年3月10日 合併 吉良町  | 平成23年4月1日 西尾市に編入 | 西尾市 |
| 幡 豆 郡 | 宮迫村          |                 | 厨村            | 厨村                          | 明治39年5月1日 合併 横須賀村 | 横須賀村                    | 横須賀村                     | 横須賀村                                      | 昭和30年3月10日 合併 吉良町  | 平成23年4月1日 西尾市に編入 | 西尾市 |
| 幡 豆 郡 | 駮馬村          |                 | 厨村            | 厨村                          | 明治39年5月1日 合併 横須賀村 | 横須賀村                    | 横須賀村                     | 横須賀村                                      | 昭和30年3月10日 合併 吉良町  | 平成23年4月1日 西尾市に編入 | 西尾市 |
| 幡 豆 郡 | 友国村          |                 | 厨村            | 厨村                          | 明治39年5月1日 合併 横須賀村 | 横須賀村                    | 横須賀村                     | 横須賀村                                      | 昭和30年3月10日 合併 吉良町  | 平成23年4月1日 西尾市に編入 | 西尾市 |
| 幡 豆 郡 | 瀬戸村          | 瀬戸村          | 瀬門村          | 瀬門村                        | 明治39年5月1日 合併 横須賀村 | 横須賀村                    | 横須賀村                     | 横須賀村                                      | 昭和30年3月10日 合併 吉良町  | 平成23年4月1日 西尾市に編入 | 西尾市 |
| 幡 豆 郡 | 寺島村          |                 | 瀬門村          | 瀬門村                        | 明治39年5月1日 合併 横須賀村 | 横須賀村                    | 横須賀村                     | 横須賀村                                      | 昭和30年3月10日 合併 吉良町  | 平成23年4月1日 西尾市に編入 | 西尾市 |
| 幡 豆 郡 | 岡山村          | 岡山村          | 瀬門村          | 瀬門村                        | 明治39年5月1日 合併 横須賀村 | 横須賀村                    | 横須賀村                     | 横須賀村                                      | 昭和30年3月10日 合併 吉良町  | 平成23年4月1日 西尾市に編入 | 西尾市 |
| 幡 豆 郡 | 尾崎新田        | 岡山村          | 瀬門村          | 瀬門村                        | 明治39年5月1日 合併 横須賀村 | 横須賀村                    | 横須賀村                     | 横須賀村                                      | 昭和30年3月10日 合併 吉良町  | 平成23年4月1日 西尾市に編入 | 西尾市 |
| 幡 豆 郡 | 木田村          |                 | 瀬門村          | 瀬門村                        | 明治39年5月1日 合併 横須賀村 | 横須賀村                    | 横須賀村                     | 横須賀村                                      | 昭和30年3月10日 合併 吉良町  | 平成23年4月1日 西尾市に編入 | 西尾市 |
| 幡 豆 郡 | 小牧村          |                 | 瀬門村          | 瀬門村                        | 明治39年5月1日 合併 横須賀村 | 横須賀村                    | 横須賀村                     | 横須賀村                                      | 昭和30年3月10日 合併 吉良町  | 平成23年4月1日 西尾市に編入 | 西尾市 |
| 幡 豆 郡 | 富田村          | 富田村          | 富田村          | 富田村                        | 明治39年5月1日 合併 横須賀村 | 横須賀村                    | 横須賀村                     | 横須賀村                                      | 昭和30年3月10日 合併 吉良町  | 平成23年4月1日 西尾市に編入 | 西尾市 |
| 幡 豆 郡 | 八幡川田村      |                 | 富田村          | 富田村                        | 明治39年5月1日 合併 横須賀村 | 横須賀村                    | 横須賀村                     | 横須賀村                                      | 昭和30年3月10日 合併 吉良町  | 平成23年4月1日 西尾市に編入 | 西尾市 |
| 幡 豆 郡 | 吉田村          | 吉田村          | 吉田村          | 吉田村                        | 明治39年5月1日 合併 吉田村   | 大正13年1月1日 町制 吉田町  | 吉田町                       | 吉田町                                        | 昭和30年3月10日 合併 吉良町  | 平成23年4月1日 西尾市に編入 | 西尾市 |
| 幡 豆 郡 | 大島村          |                 | 吉田村          | 吉田村                        | 明治39年5月1日 合併 吉田村   | 大正13年1月1日 町制 吉田町  | 吉田町                       | 吉田町                                        | 昭和30年3月10日 合併 吉良町  | 平成23年4月1日 西尾市に編入 | 西尾市 |
| 幡 豆 郡 | 宮崎村          | 宮崎村          | 宮崎村          | 宮崎村                        | 明治39年5月1日 合併 吉田村   | 大正13年1月1日 町制 吉田町  | 吉田町                       | 吉田町                                        | 昭和30年3月10日 合併 吉良町  | 平成23年4月1日 西尾市に編入 | 西尾市 |
| 幡 豆 郡 | 乙川村          | 乙川村          | 保定村          | 保定村                        | 明治39年5月1日 合併 吉田村   | 大正13年1月1日 町制 吉田町  | 吉田町                       | 吉田町                                        | 昭和30年3月10日 合併 吉良町  | 平成23年4月1日 西尾市に編入 | 西尾市 |
| 幡 豆 郡 | 小山田村        |                 | 保定村          | 保定村                        | 明治39年5月1日 合併 吉田村   | 大正13年1月1日 町制 吉田町  | 吉田町                       | 吉田町                                        | 昭和30年3月10日 合併 吉良町  | 平成23年4月1日 西尾市に編入 | 西尾市 |
| 幡 豆 郡 | 白浜新田村      |                 | 保定村          | 保定村                        | 明治39年5月1日 合併 吉田村   | 大正13年1月1日 町制 吉田町  | 吉田町                       | 吉田町                                        | 昭和30年3月10日 合併 吉良町  | 平成23年4月1日 西尾市に編入 | 西尾市 |
| 幡 豆 郡 | 富吉新田村      |                 | 保定村          | 保定村                        | 明治39年5月1日 合併 吉田村   | 大正13年1月1日 町制 吉田町  | 吉田町                       | 吉田町                                        | 昭和30年3月10日 合併 吉良町  | 平成23年4月1日 西尾市に編入 | 西尾市 |
| 幡 豆 郡 | 一色村          | 一色村          | 一色村          | 明治25年5月13日 町制 一色町   | 明治39年5月1日 合併 一色村   | 大正12年10月1日 町制 一色町 | 一色町                       | 一色町                                        | 一色町                       | 平成23年4月1日 西尾市に編入 | 西尾市 |
| 幡 豆 郡 | 藤江村          |                 | 一色村          | 明治25年5月13日 町制 一色町   | 明治39年5月1日 合併 一色村   | 大正12年10月1日 町制 一色町 | 一色町                       | 一色町                                        | 一色町                       | 平成23年4月1日 西尾市に編入 | 西尾市 |
| 幡 豆 郡 | 坂田新田        |                 | 一色村          | 明治25年5月13日 町制 一色町   | 明治39年5月1日 合併 一色村   | 大正12年10月1日 町制 一色町 | 一色町                       | 一色町                                        | 一色町                       | 平成23年4月1日 西尾市に編入 | 西尾市 |
| 幡 豆 郡 | 味浜村          | 味浜村          | 味沢村          | 味沢村                        | 明治39年5月1日 合併 一色村   | 大正12年10月1日 町制 一色町 | 一色町                       | 一色町                                        | 一色町                       | 平成23年4月1日 西尾市に編入 | 西尾市 |
| 幡 豆 郡 | 新斎村          | 味浜村          | 味沢村          | 味沢村                        | 明治39年5月1日 合併 一色村   | 大正12年10月1日 町制 一色町 | 一色町                       | 一色町                                        | 一色町                       | 平成23年4月1日 西尾市に編入 | 西尾市 |
| 幡 豆 郡 | 中外沢村        | 中外沢村        | 味沢村          | 味沢村                        | 明治39年5月1日 合併 一色村   | 大正12年10月1日 町制 一色町 | 一色町                       | 一色町                                        | 一色町                       | 平成23年4月1日 西尾市に編入 | 西尾市 |
| 幡 豆 郡 | 芦原村          | 中外沢村        | 味沢村          | 味沢村                        | 明治39年5月1日 合併 一色村   | 大正12年10月1日 町制 一色町 | 一色町                       | 一色町                                        | 一色町                       | 平成23年4月1日 西尾市に編入 | 西尾市 |
| 幡 豆 郡 | 小藪新田        | 小藪村          | 味沢村          | 味沢村                        | 明治39年5月1日 合併 一色村   | 大正12年10月1日 町制 一色町 | 一色町                       | 一色町                                        | 一色町                       | 平成23年4月1日 西尾市に編入 | 西尾市 |
| 幡 豆 郡 | 東実録新田      | 小藪村          | 味沢村          | 味沢村                        | 明治39年5月1日 合併 一色村   | 大正12年10月1日 町制 一色町 | 一色町                       | 一色町                                        | 一色町                       | 平成23年4月1日 西尾市に編入 | 西尾市 |
| 幡 豆 郡 | 細川新田        | 細川村          | 味沢村          | 味沢村                        | 明治39年5月1日 合併 一色村   | 大正12年10月1日 町制 一色町 | 一色町                       | 一色町                                        | 一色町                       | 平成23年4月1日 西尾市に編入 | 西尾市 |
| 幡 豆 郡 | 大岡新田        | 細川村          | 味沢村          | 味沢村                        | 明治39年5月1日 合併 一色村   | 大正12年10月1日 町制 一色町 | 一色町                       | 一色町                                        | 一色町                       | 平成23年4月1日 西尾市に編入 | 西尾市 |
| 幡 豆 郡 | 西実録新田      | 細川村          | 味沢村          | 味沢村                        | 明治39年5月1日 合併 一色村   | 大正12年10月1日 町制 一色町 | 一色町                       | 一色町                                        | 一色町                       | 平成23年4月1日 西尾市に編入 | 西尾市 |
| 幡 豆 郡 | 北須村          | 治明村          | 栄生村          | 栄生村                        | 明治39年5月1日 合併 一色村   | 大正12年10月1日 町制 一色町 | 一色町                       | 一色町                                        | 一色町                       | 平成23年4月1日 西尾市に編入 | 西尾市 |
| 幡 豆 郡 | 北浜村          | 治明村          | 栄生村          | 栄生村                        | 明治39年5月1日 合併 一色村   | 大正12年10月1日 町制 一色町 | 一色町                       | 一色町                                        | 一色町                       | 平成23年4月1日 西尾市に編入 | 西尾市 |
| 幡 豆 郡 | 大戸村          | 治明村          | 栄生村          | 栄生村                        | 明治39年5月1日 合併 一色村   | 大正12年10月1日 町制 一色町 | 一色町                       | 一色町                                        | 一色町                       | 平成23年4月1日 西尾市に編入 | 西尾市 |
| 幡 豆 郡 | 上平島村        | 治明村          | 栄生村          | 栄生村                        | 明治39年5月1日 合併 一色村   | 大正12年10月1日 町制 一色町 | 一色町                       | 一色町                                        | 一色町                       | 平成23年4月1日 西尾市に編入 | 西尾市 |
| 幡 豆 郡 | 下平島村        | 治明村          | 栄生村          | 栄生村                        | 明治39年5月1日 合併 一色村   | 大正12年10月1日 町制 一色町 | 一色町                       | 一色町                                        | 一色町                       | 平成23年4月1日 西尾市に編入 | 西尾市 |
| 幡 豆 郡 | 下新井村        | 開正村          | 栄生村          | 栄生村                        | 明治39年5月1日 合併 一色村   | 大正12年10月1日 町制 一色町 | 一色町                       | 一色町                                        | 一色町                       | 平成23年4月1日 西尾市に編入 | 西尾市 |
| 幡 豆 郡 | 久八荒子村      | 開正村          | 栄生村          | 栄生村                        | 明治39年5月1日 合併 一色村   | 大正12年10月1日 町制 一色町 | 一色町                       | 一色町                                        | 一色町                       | 平成23年4月1日 西尾市に編入 | 西尾市 |
| 幡 豆 郡 | 北新田村        | 開正村          | 栄生村          | 栄生村                        | 明治39年5月1日 合併 一色村   | 大正12年10月1日 町制 一色町 | 一色町                       | 一色町                                        | 一色町                       | 平成23年4月1日 西尾市に編入 | 西尾市 |
| 幡 豆 郡 | 西中村          | 開正村          | 栄生村          | 栄生村                        | 明治39年5月1日 合併 一色村   | 大正12年10月1日 町制 一色町 | 一色町                       | 一色町                                        | 一色町                       | 平成23年4月1日 西尾市に編入 | 西尾市 |
| 幡 豆 郡 | 三ツ井村        | 開正村          | 栄生村          | 栄生村                        | 明治39年5月1日 合併 一色村   | 大正12年10月1日 町制 一色町 | 一色町                       | 一色町                                        | 一色町                       | 平成23年4月1日 西尾市に編入 | 西尾市 |
| 幡 豆 郡 | 杉浦新田        | 開正村          | 栄生村          | 栄生村                        | 明治39年5月1日 合併 一色村   | 大正12年10月1日 町制 一色町 | 一色町                       | 一色町                                        | 一色町                       | 平成23年4月1日 西尾市に編入 | 西尾市 |
| 幡 豆 郡 | 養ヶ島村        |                 | 栄生村          | 栄生村                        | 明治39年5月1日 合併 一色村   | 大正12年10月1日 町制 一色町 | 一色町                       | 一色町                                        | 一色町                       | 平成23年4月1日 西尾市に編入 | 西尾市 |
| 幡 豆 郡 | 赤羽村          |                 | 栄生村          | 栄生村                        | 明治39年5月1日 合併 一色村   | 大正12年10月1日 町制 一色町 | 一色町                       | 一色町                                        | 一色町                       | 平成23年4月1日 西尾市に編入 | 西尾市 |
| 幡 豆 郡 | 大塚村          | 大塚村          | 五保村          | 五保村                        | 明治39年5月1日 合併 一色村   | 大正12年10月1日 町制 一色町 | 一色町                       | 一色町                                        | 一色町                       | 平成23年4月1日 西尾市に編入 | 西尾市 |
| 幡 豆 郡 | 前後村          | 前野村          | 五保村          | 五保村                        | 明治39年5月1日 合併 一色村   | 大正12年10月1日 町制 一色町 | 一色町                       | 一色町                                        | 一色町                       | 平成23年4月1日 西尾市に編入 | 西尾市 |
| 幡 豆 郡 | 熊野村          | 前野村          | 五保村          | 五保村                        | 明治39年5月1日 合併 一色村   | 大正12年10月1日 町制 一色町 | 一色町                       | 一色町                                        | 一色町                       | 平成23年4月1日 西尾市に編入 | 西尾市 |
| 幡 豆 郡 | 養ヶ島村        |                 | 五保村          | 五保村                        | 明治39年5月1日 合併 一色村   | 大正12年10月1日 町制 一色町 | 一色町                       | 一色町                                        | 一色町                       | 平成23年4月1日 西尾市に編入 | 西尾市 |
| 幡 豆 郡 | 対米村          | 対米村          | 五保村          | 五保村                        | 明治39年5月1日 合併 一色村   | 大正12年10月1日 町制 一色町 | 一色町                       | 一色町                                        | 一色町                       | 平成23年4月1日 西尾市に編入 | 西尾市 |
| 幡 豆 郡 | 七平村          | 対米村          | 五保村          | 五保村                        | 明治39年5月1日 合併 一色村   | 大正12年10月1日 町制 一色町 | 一色町                       | 一色町                                        | 一色町                       | 平成23年4月1日 西尾市に編入 | 西尾市 |
| 幡 豆 郡 | 池頭村          | 池田村          | 五保村          | 五保村                        | 明治39年5月1日 合併 一色村   | 大正12年10月1日 町制 一色町 | 一色町                       | 一色町                                        | 一色町                       | 平成23年4月1日 西尾市に編入 | 西尾市 |
| 幡 豆 郡 | 中田村          | 池田村          | 五保村          | 五保村                        | 明治39年5月1日 合併 一色村   | 大正12年10月1日 町制 一色町 | 一色町                       | 一色町                                        | 一色町                       | 平成23年4月1日 西尾市に編入 | 西尾市 |
| 幡 豆 郡 | 池尾新田        | 池田村          | 五保村          | 五保村                        | 明治39年5月1日 合併 一色村   | 大正12年10月1日 町制 一色町 | 一色町                       | 一色町                                        | 一色町                       | 平成23年4月1日 西尾市に編入 | 西尾市 |
| 幡 豆 郡 | 松木島村        | 松木島村        | 衣崎村          | 衣崎村                        | 明治39年5月1日 合併 一色村   | 大正12年10月1日 町制 一色町 | 一色町                       | 一色町                                        | 一色町                       | 平成23年4月1日 西尾市に編入 | 西尾市 |
| 幡 豆 郡 | 酒手島村        | 酒手島村        | 衣崎村          | 衣崎村                        | 明治39年5月1日 合併 一色村   | 大正12年10月1日 町制 一色町 | 一色町                       | 一色町                                        | 一色町                       | 平成23年4月1日 西尾市に編入 | 西尾市 |
| 幡 豆 郡 | 鳥山新田        | 酒手島村        | 衣崎村          | 衣崎村                        | 明治39年5月1日 合併 一色村   | 大正12年10月1日 町制 一色町 | 一色町                       | 一色町                                        | 一色町                       | 平成23年4月1日 西尾市に編入 | 西尾市 |
| 幡 豆 郡 | 生田村          |                 | 衣崎村          | 衣崎村                        | 明治39年5月1日 合併 一色村   | 大正12年10月1日 町制 一色町 | 一色町                       | 一色町                                        | 一色町                       | 平成23年4月1日 西尾市に編入 | 西尾市 |
| 幡 豆 郡 | 千間村          |                 | 衣崎村          | 衣崎村                        | 明治39年5月1日 合併 一色村   | 大正12年10月1日 町制 一色町 | 一色町                       | 一色町                                        | 一色町                       | 平成23年4月1日 西尾市に編入 | 西尾市 |
| 幡 豆 郡 | 惣五郎村        |                 | 衣崎村          | 衣崎村                        | 明治39年5月1日 合併 一色村   | 大正12年10月1日 町制 一色町 | 一色町                       | 一色町                                        | 一色町                       | 平成23年4月1日 西尾市に編入 | 西尾市 |
| 幡 豆 郡 | 佐久島村        | 佐久島村        | 佐久島村        | 佐久島村                      | 佐久島村                     | 佐久島村                    | 佐久島村                     | 佐久島村                                      | 昭和29年8月1日 一色町に編入  | 平成23年4月1日 西尾市に編入 | 西尾市 |

### 幡豆郡3町の編入合併
周辺自治体との合併は検討されてきたが、長い間実現には至らなかった。2010年8月27日、榊原康正市長が中心となって合併協議を進め、幡豆郡3町（一色町・吉良町および幡豆町）との合併調印式が行われた。翌年の2011年4月1日、各町は当市に編入合併した。

## 行政

### 市長
- 市長：中村健（2017年7月5日就任）

歴代市長
| 代    | 氏名       | 就任           | 退任          | 備考         |
| ----- | ---------- | -------------- | ------------- | ------------ |
| 1     | 千葉蝶二   | 1953年12月15日 | 1954年7月5日  | 任期中に死去 |
| 2     | 中村謙作   | 1954年8月29日  | 1957年8月21日 | 任期中に辞任 |
| 3     | 坂部亀太郎 | 1957年9月15日  | 1961年9月14日 |              |
| 4-5   | 杉浦喜之助 | 1961年9月15日  | 1969年9月14日 |              |
| 6-10  | 本多貫一   | 1969年9月15日  | 1989年9月14日 |              |
| 11-14 | 本田忠彦   | 1989年9月15日  | 2005年9月14日 |              |
| 15    | 中村晃毅   | 2005年9月15日  | 2009年5月20日 | 失職         |
| 16-17 | 榊原康正   | 2009年7月5日   | 2017年7月4日  |              |
| 18-19 | 中村健     | 2017年7月5日   | 現職          |              |

### 市役所
市役所出張所
- 寺津出張所（寺津公民館内）

広域行政
旧西尾市と旧幡豆郡3町で、ゴミ処理などの広域連合を設置していた。国の消防広域化構想では、人口30万人以上の要件に満たないため、さらに近隣との広域化が必要とされている。西三河の4広域行政圏域の中では、合計人口16万余と最も人口が少ない。国政の選挙区では、岡崎市・幸田町と同一だが、ケーブルテレビではKATCH（碧海五市）に後発加入した。

### 財政
2019年度（平成31年度）当初予算案
| 会計名   | 予算額           | 前年度対比 |
| -------- | ---------------- | ---------- |
| 一般会計 | 550億6,000万円   | 3.4％増    |
| 特別会計 | 343億7,761万円   | 0.9％減    |
| 企業会計 | 160億4,458万円   | 2.8％増    |
| 全会計   | 1,054億8,219万円 | 2.8％増    |

## 議会

### 愛知県議会
2019年愛知県議会議員選挙
- 選挙区：西尾市選挙区
- 定数：2人
- 投票日：2019年4月7日
- 当日有権者数：134,380人[12]
- 投票率：48.83％[12]

| 候補者名 | 当落 | 年齢 | 党派名     | 新旧別 | 得票数   | 備考     |
| -------- | ---- | ---- | ---------- | ------ | -------- | -------- |
| 山田高生 | 当   | 49   | 自由民主党 | 現     | 28,332票 |          |
| 渡辺靖   | 当   | 61   | 無所属     | 現     | 21,635票 |          |
| 増山信也 | 落   | 64   | 無所属     | 新     | 14,438票 | 元副市長 |

2015年愛知県議会議員選挙
- 選挙区：西尾市選挙区
- 定数：2人
- 投票日：2015年4月12日
- 当日有権者数：131,392人[13]
- 投票率：50.58％[13]

| 候補者名 | 当落 | 年齢 | 党派名     | 新旧別 | 得票数   | 備考       |
| -------- | ---- | ---- | ---------- | ------ | -------- | ---------- |
| 山田高生 | 当   | 45   | 自由民主党 | 新     | 25,467票 |            |
| 渡辺靖   | 当   | 57   | 無所属     | 新     | 20,315票 | 元幡豆町長 |
| 稲垣昌利 | 落   | 38   | 民主党     | 現     | 19,543票 |            |

2011年愛知県議会議員選挙
- 選挙区：西尾市選挙区（旧西尾市）
- 定数：2人
- 投票日：2011年4月10日
- 当日有権者数：82,763人
- 投票率：54.36％

| 候補者名   | 当落 | 年齢 | 党派名         | 新旧別 | 得票数   |
| ---------- | ---- | ---- | -------------- | ------ | -------- |
| 川上万一郎 | 当   | 66   | 自由民主党     | 現     | 17,029票 |
| 稲垣昌利   | 当   | 34   | 民主党         | 新     | 15,341票 |
| 筒井登     | 落   | 64   | 日本一愛知の会 | 新     | 11,859票 |

2011年愛知県議会議員選挙
- 選挙区：幡豆郡選挙区（旧一色町、旧吉良町、旧幡豆町）
- 定数：1人
- 投票日：2011年4月10日（無投票）

| 候補者名   | 当落 | 年齢 | 党派名         | 新旧別 |
| ---------- | ---- | ---- | -------------- | ------ |
| 浅井喜代治 | 当   | 61   | 日本一愛知の会 | 現     |

### 衆議院
- 選挙区：愛知12区（岡崎市、西尾市）
- 任期：2024年10月27日 - 2028年10月26日
- 投票日：2024年10月27日
- 当日有権者数：442,431人（岡崎市309,870人、西尾市132,561人）[14]
- 投票率：58.05%（岡崎市56.45%、西尾市61.8%）

| 当落 | 候補者名 | 年齢 | 所属党派     | 新旧別 | 得票数    | 重複 |
| ---- | -------- | ---- | ------------ | ------ | --------- | ---- |
| 当   | 重徳和彦 | 53   | 立憲民主党   | 前     | 126,940票 | ○    |
|      | 青山周平 | 47   | 自由民主党   | 前     | 86,025票  |      |
|      | 中川博登 | 46   | 日本維新の会 | 新     | 28,489票  | ○    |
|      | 関久一   | 73   | 日本共産党   | 新     | 10,118票  |      |

## 施設

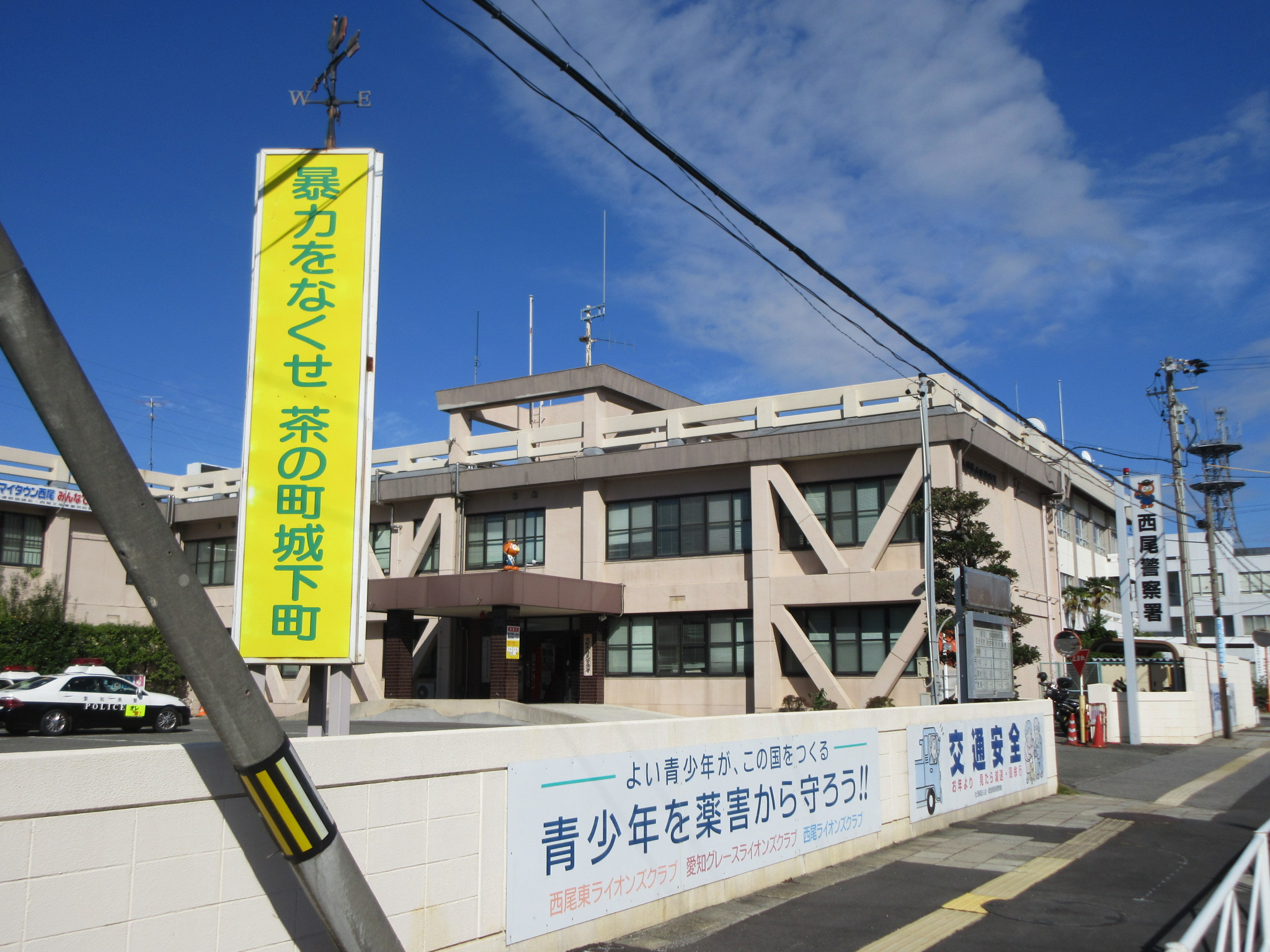
西尾警察署

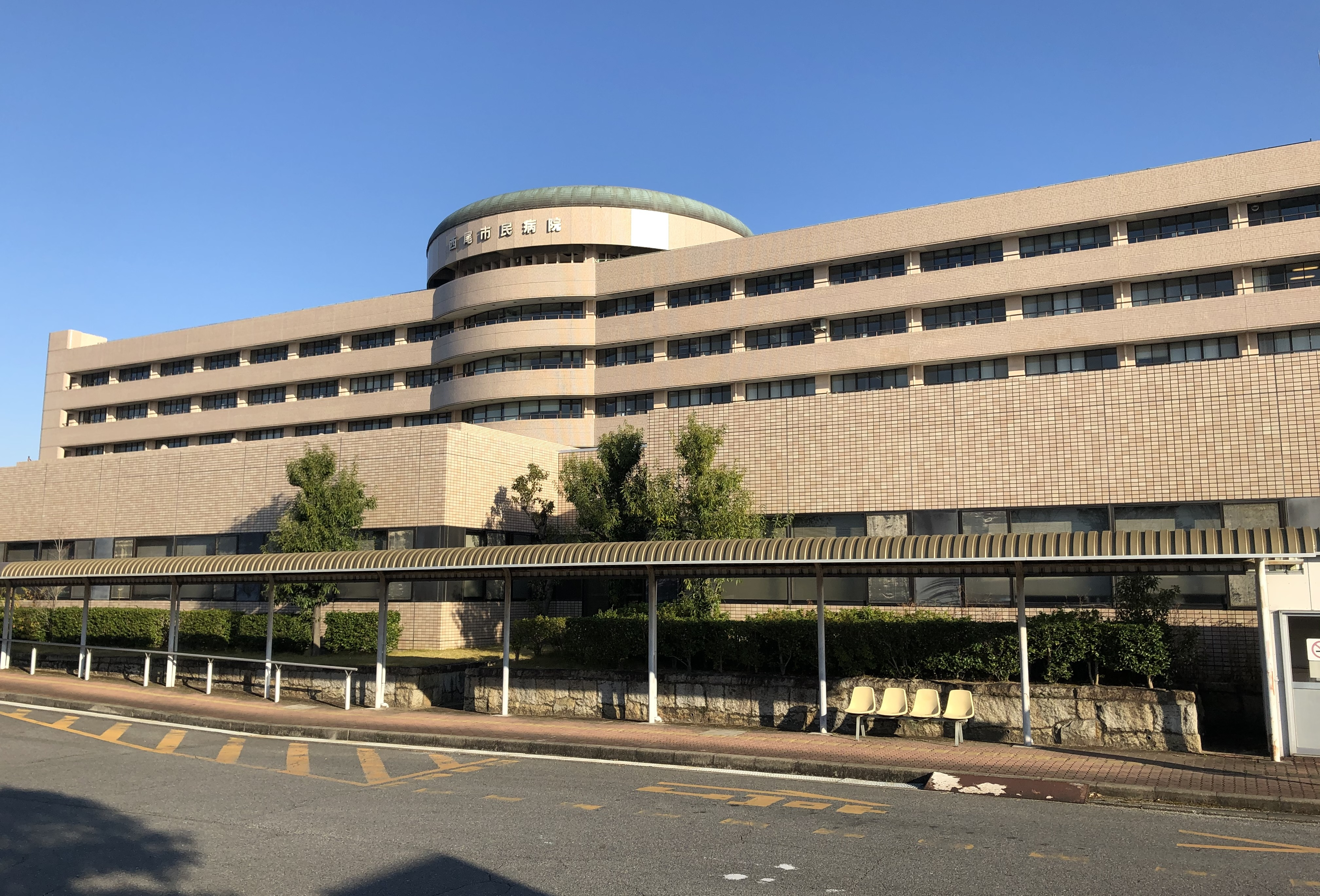
西尾市民病院

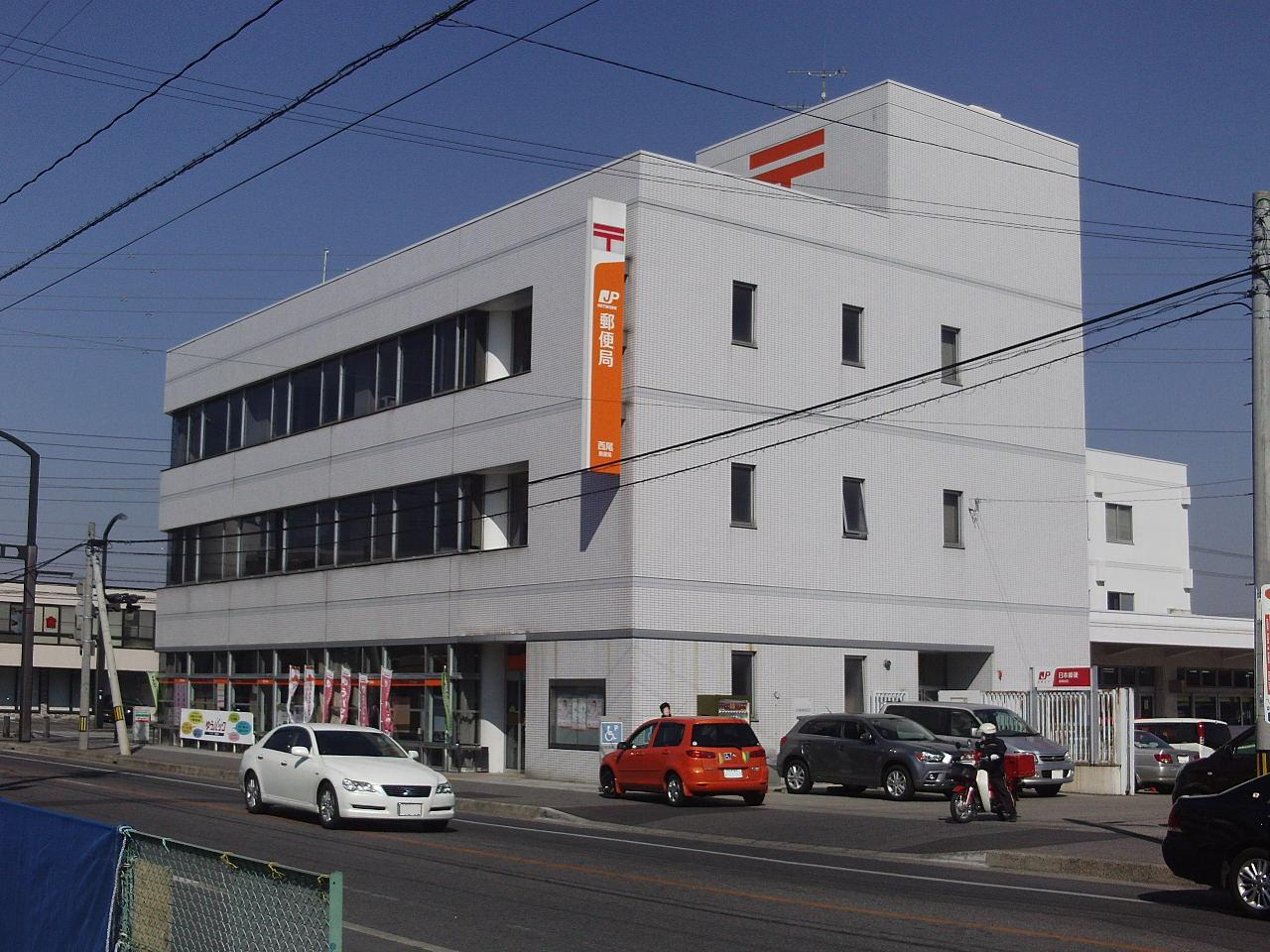
西尾郵便局

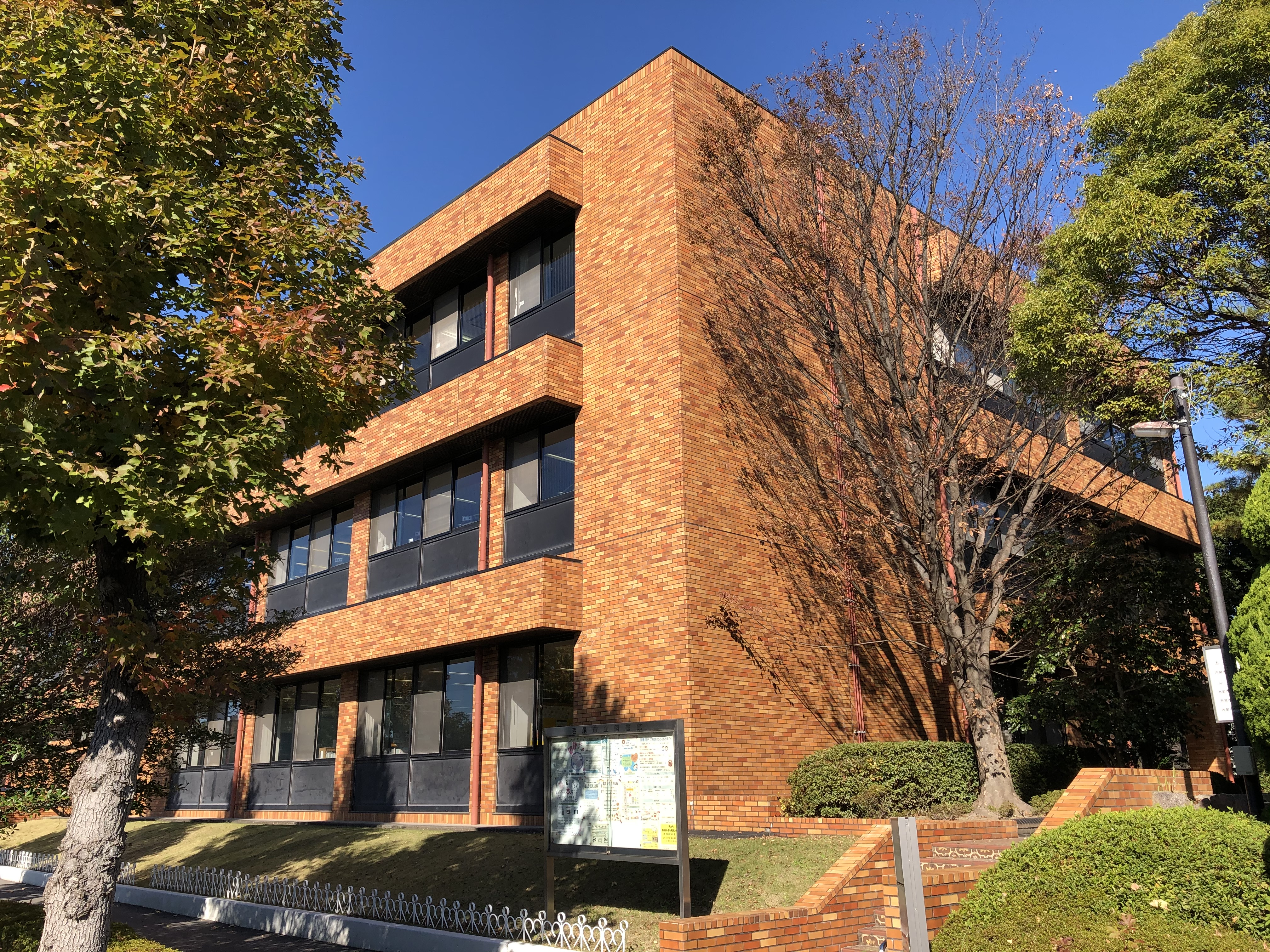
西尾市立図書館

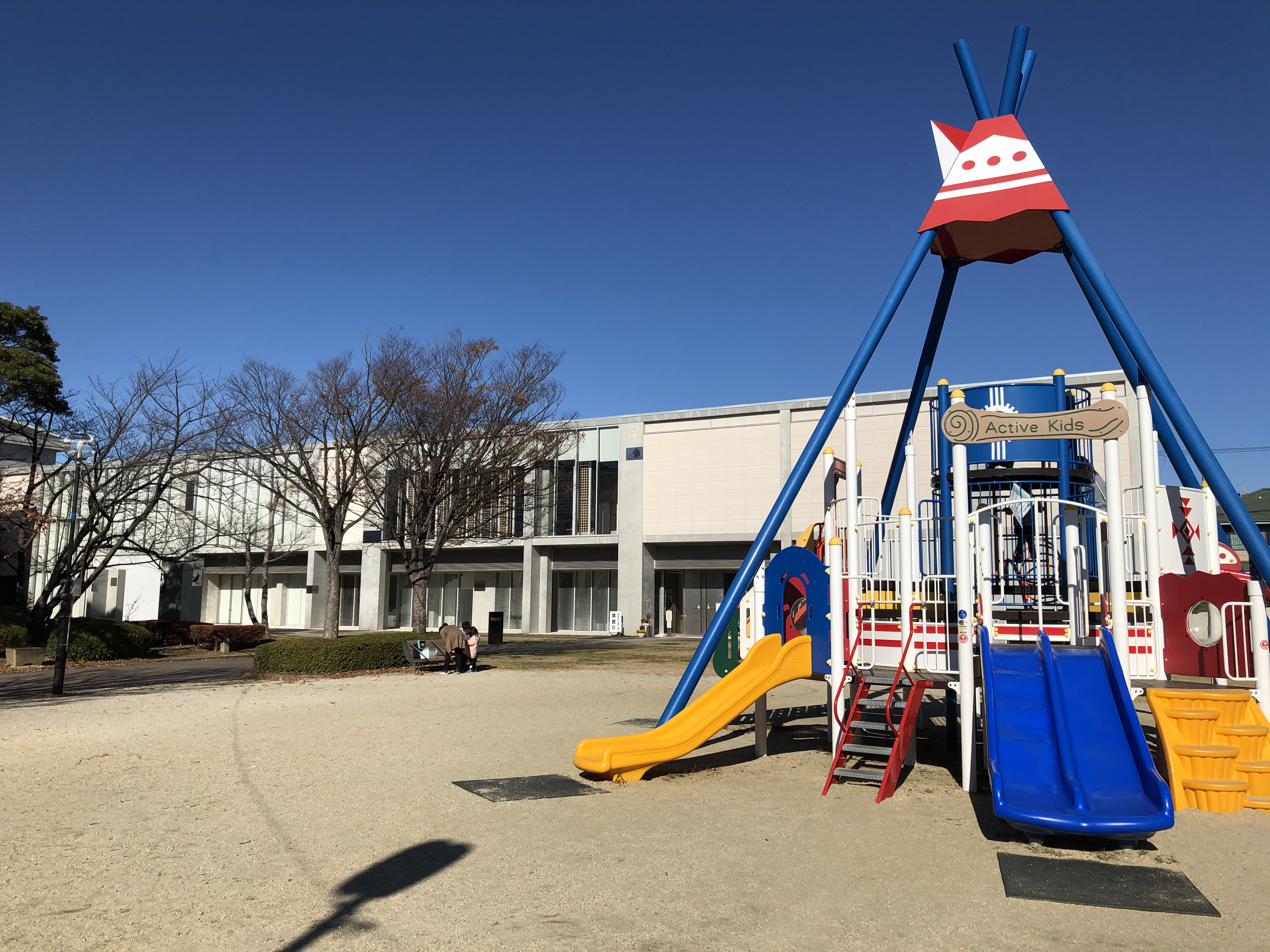
西尾市岩瀬文庫

### 国家機関
厚生労働省
- 愛知労働局西尾公共職業安定所

財務省
国税庁
- 名古屋国税局西尾税務署

法務省
- 名古屋法務局西尾支局

### 警察
- 愛知県西尾警察署
  - 一色幹部交番（西尾市一色町前野）
  - 鶴城交番（西尾市緑町4丁目）
  - 中央交番（西尾市高畠町4丁目）
  - 国森交番（西尾市国森町）
  - 平坂交番（西尾市寺津町）
  - 吉良交番（西尾市吉良町吉田）
  - 米津交番（西尾市米津町五郎田）
  - 米野駐在所（西尾市米野町）
  - 東部駐在所（西尾市貝吹町）
  - 室駐在所（西尾市室町）
  - 鵜ヶ池駐在所（西尾市鵜ヶ池町）
  - 熱池駐在所（西尾市熱池町）
  - 赤羽駐在所（西尾市一色町赤羽）
  - 松木島駐在所（西尾市一色町松木島）
  - 佐久島駐在所（西尾市一色町佐久島）
  - 宮崎駐在所（西尾市吉良町宮崎）
  - 鳥羽駐在所（西尾市鳥羽町）
  - 西幡豆駐在所（西尾市西幡豆町）
  - 東幡豆駐在所（西尾市東幡豆町）

### 消防
本署（矢曽根町）の他に、西分署（楠村町）と北出張所（米津町）、東出張所（米野町）がある。消防車はポンプ車9台（うち水槽付き3台）、はしご車1台、化学車2台など、救急車は計4台が各署・出張所に配置されている。
本部
- 西尾市消防本部

消防署
- 西尾市消防署

分署
- 西分署（西尾市楠村町寺前12）
- 一色分署（西尾市一色町一色伊那跨53）
- 吉良分署（西尾市吉良町吉田宮前36）
- 幡豆分署（西尾市西幡豆町講伏3-10）

出張所
- 北出張所（西尾市米津町天竺桂36-1）
- 東出張所（西尾市米野町松葉内7-1）

消防団
消防団がなかった数少ない自治体（他は大阪市のみ）であった。
- 1961年に自治体の消防組織である西尾市消防署が設置されたのを機に消防団を縮小
- 1962年に解団して水防団・警防団と改編した。これらはほぼ同じ役割を持つものであり、一般的には水・警防団または単に水防団と総称される。
- 2004年に近隣自治体との合併が議論された際、この議論にあわせて消防団を復活させることが検討されかけたが、合併が不調に終わったために立ち消えとなっている。
- 2011年4月、幡豆郡3町の編入合併にともない、3町内の消防団を引き継ぐ形で49年ぶりに消防団が復活した。

### 医療
主な病院
- 高須病院
- 西尾市民病院（愛知県災害拠点病院）
- 西尾病院
- 山尾病院
- あいちリハビリテーション病院

### 郵便局
局名の後にある5桁の番号は取扱局番号。
- 西尾郵便局（21006） - 集配局

| - 平坂郵便局（21113） - 西尾寺津郵便局（21166） - 西尾福地郵便局（21262） - 西尾室場郵便局（21286） - 西尾米津郵便局（21299） - 西尾三和郵便局（21386） - 西尾鶴城郵便局（21407） - 西尾鶴舞郵便局（21451） | - 西尾永楽郵便局（21535） - 西尾花ノ木郵便局（20038） - 西尾八ツ面簡易郵便局（21855） - 上矢田簡易郵便局（21861） - 西尾鵜ケ池簡易郵便局（21876） - 幡豆郵便局（21062） - 集配局 - 東幡豆郵便局（21333） - 幡豆鳥羽簡易郵便局（21879） | - 吉良町郵便局（21077） - 集配局 - 吉良吉田郵便局（21147） - 吉良宮崎郵便局（21254） - 吉良津平簡易郵便局（21891） - 一色郵便局（21041） - 集配局 - 西一色郵便局（21608） - 松木島郵便局（21317） - 佐久島郵便局（21142） |

### 図書館
- 西尾市立図書館
  - 西尾市立図書館おもちゃ館
- 西尾市立一色学びの館
- 西尾市立吉良図書館
- 西尾市立幡豆図書館

## 対外関係

### 姉妹都市･提携都市

#### 国外
姉妹都市
- ポリルア（英語版）市（ニュージーランド国ウェリントン地方）
1993年(平成5年)12月15日 姉妹都市提携

フレンドシップ相手国
2005年に開催された愛知万博では「一市町村一国フレンドシップ事業」が行われた。名古屋市を除く愛知県内の市町村が120の万博公式参加国をそれぞれフレンドシップ相手国として迎え入れた。
- アフガニスタン・イスラム共和国
- イエメン共和国
- ウクライナ国
- エジプト・アラブ共和国
- ブルンジ共和国
- モーリタニア・イスラム共和国

#### 国内
提携都市
- 福井県丹生郡越前町（旧朝日町と友好都市提携）
- 岐阜県恵那市（旧岩村町と友好都市提携）
- 山形県米沢市 - 2013年（平成25年）12月15日 友好都市提携

その他
- 三河の小京都「西尾」として全国京都会議に加盟している。

## 経済

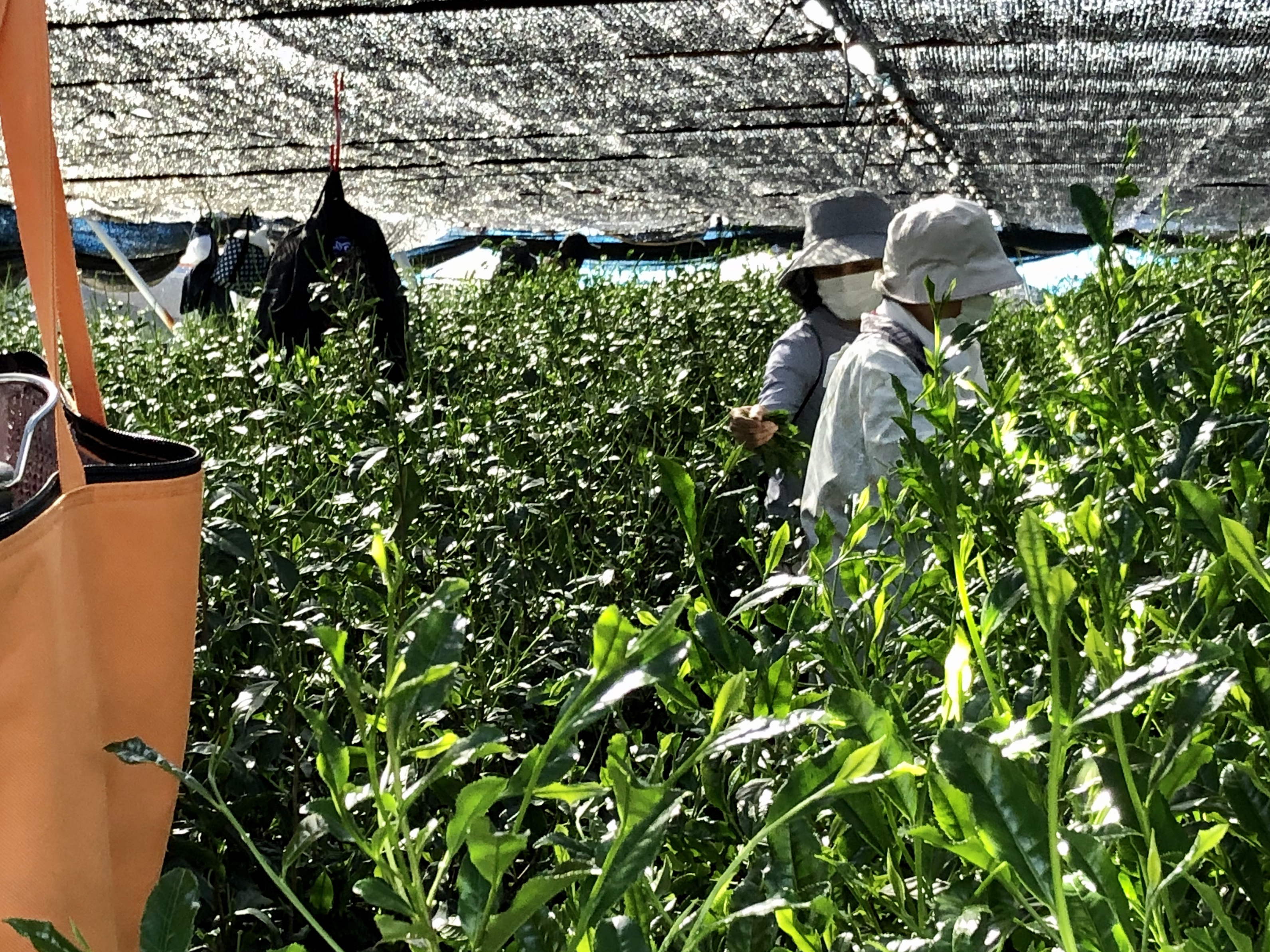
西尾茶の農園。碾茶生産のため、茶葉に覆いがかけられている

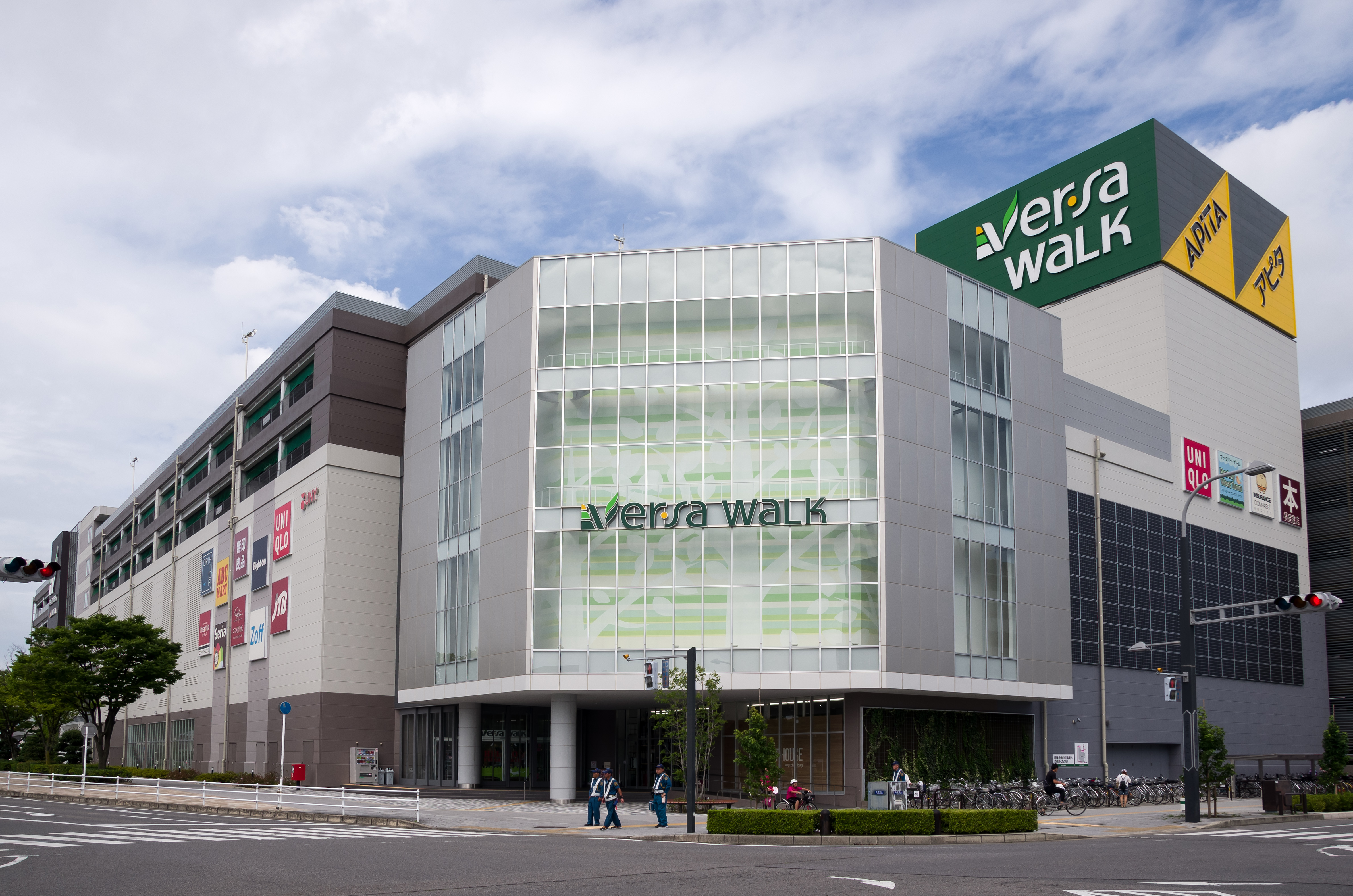
ヴェルサウォーク西尾

### 第一次産業
農業
- 西尾茶 - 碾茶（抹茶の粉に挽く前の原材料）の生産は、日本全国生産量の約20％を占めトップクラスである。西尾の抹茶も参照。
- 花卉園芸 - コチョウランなど洋ランの生産高は日本一を誇り、バラやカーネーションなどの他、観葉植物や植木栽培も盛んである。

水産業
- 海苔養殖・アサリの採貝[16]、ウナギの養殖[17]。

### 第二次産業
工業
- 自動車・輸送機器製造 - 主な大規模事業所は、アイシン（西尾ダイカスト工場・西尾機関工場・工機工場・城山工場・吉良工場）、デンソー（西尾製作所・善明製作所）など。
- 鋳物製造 - 鋳造工場は主に平坂町に分布している。
- 綿織物 - 愛知県下10産地のうち、西尾市を中心とした周辺地域は三州産地と呼ばれ、産業用資材の綿スフ（ステープル・ファイバー）織物では生産量全国一。
- 食品工業 - 三河湾の水産物の加工品や、干しエビなどを利用したせんべいなどの菓子（イケダヤ製菓など）の製造が盛ん。

### 第三次産業
主な商業施設
- アミカ西尾店
- イエローハット西尾店
- ヴェルサウォーク西尾（アピタ西尾店）
- エディオン吉良店
- DCM吉良店・シャオ店
- 業務スーパー一色店
- ケーズデンキ西尾店
- コメリ一色店
- シャオドミーシャオ店
- 中京テレビハウジングプラザ西尾会場
- ドミー一色店・吉良店・寺津店
- にぎわい市場マルス西尾店
- MEGAドン・キホーテUNY吉良店
- ビッグママ（2018年倒産）
- フィールAELU
- ヤマナカ西尾下町店

### 本社を置く企業
上場企業
- 中日本鋳工

### 金融
西尾銀行協会に加盟する金融機関は以下の通り（五十音順）。
- あいち銀行 西尾支店
- 愛知県中央信用組合 西尾支店（他に、西尾東支店）
- 岡崎信用金庫 平坂支店（他に、西尾支店、西尾南支店）
- 蒲郡信用金庫 しもまち支店
- 名古屋銀行 西尾支店
- 西尾信用金庫 本店（他に、西尾市内9支店）
- 西三河農業協同組合 本店（他に、西尾市内12支店）
- 碧海信用金庫 西尾支店（他に、西尾北支店、西尾西支店）
- 三菱UFJ銀行 西尾支店（●旧UFJ店舗）

## 教育

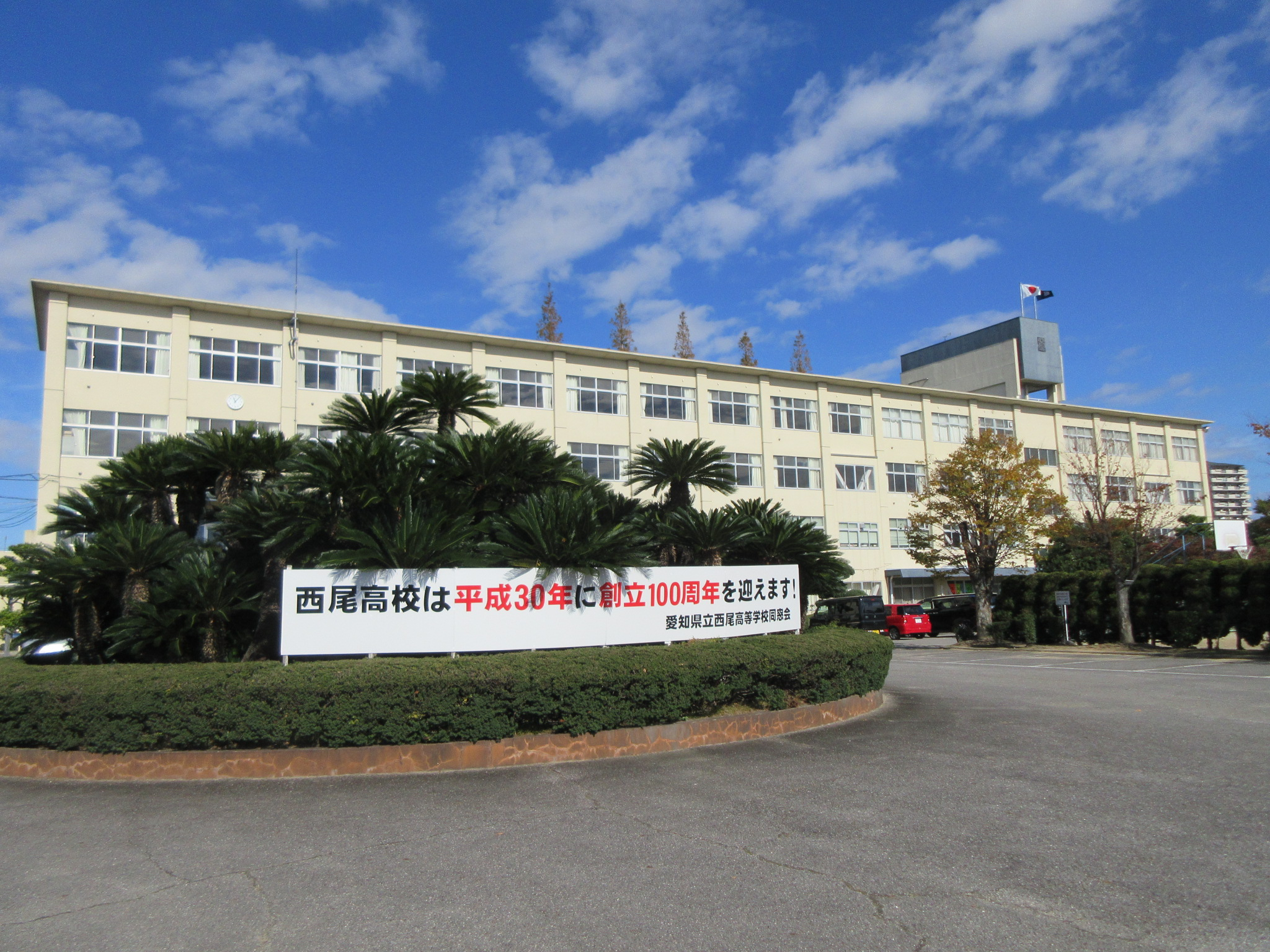
愛知県立西尾高等学校

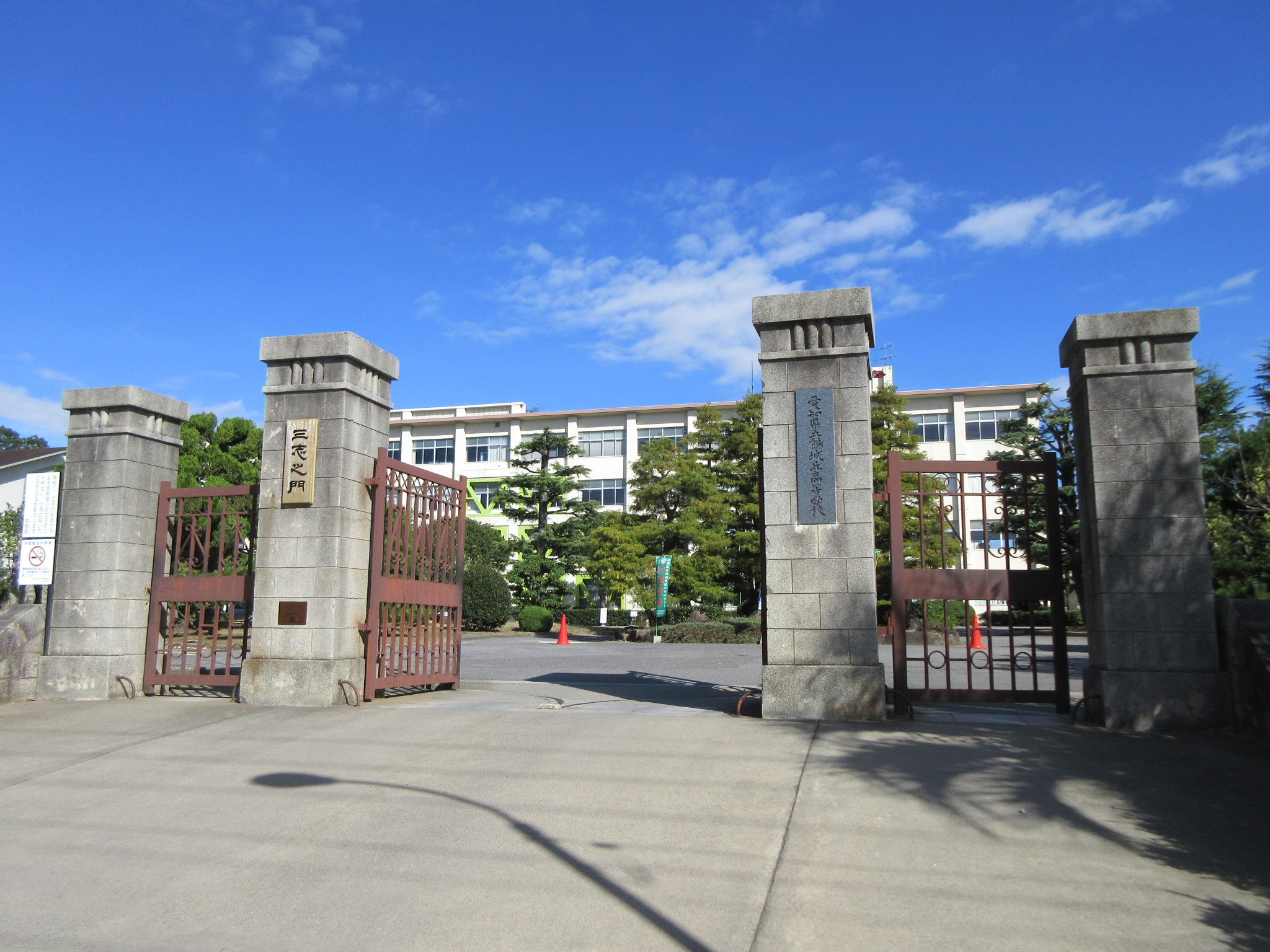
愛知県立鶴城丘高等学校

### 高等学校
- 愛知県立西尾高等学校
- 愛知県立西尾東高等学校
- 愛知県立鶴城丘高等学校（旧称：西尾実業高等学校）
- 愛知県立一色高等学校
- 愛知県立吉良高等学校

### 中学校
- 西尾市立西尾中学校
- 西尾市立鶴城中学校
- 西尾市立平坂中学校
- 西尾市立寺津中学校
- 西尾市立福地中学校
- 西尾市立東部中学校
- 西尾市立吉良中学校
- 西尾市立幡豆中学校
- 西尾市立一色中学校

### 小学校
| - 西尾市立西尾小学校 - 西尾市立花ノ木小学校 - 西尾市立鶴城小学校 - 西尾市立米津小学校 - 西尾市立八ツ面小学校 - 西尾市立西野町小学校 - 西尾市立平坂小学校 - 西尾市立中畑小学校 - 西尾市立矢田小学校 | - 西尾市立寺津小学校 - 西尾市立福地北部小学校 - 西尾市立福地南部小学校 - 西尾市立室場小学校 - 西尾市立三和小学校 - 西尾市立一色東部小学校 - 西尾市立一色中部小学校 - 西尾市立一色西部小学校 - 西尾市立一色南部小学校 | - 西尾市立幡豆小学校 - 西尾市立東幡豆小学校 - 西尾市立吉田小学校 - 西尾市立白浜小学校 - 西尾市立横須賀小学校 - 西尾市立荻原小学校 - 西尾市立津平小学校 |

### その他各種学校
- 西尾市立佐久島しおさい学校
- 西尾高等家政専門学校（専修学校。学校法人白百合学園が運営）
- 西尾市立看護専門学校
- 西尾市医師会准看護学校
- 愛知県立にしお特別支援学校

## 交通

### 鉄道
名古屋鉄道（名鉄）
西尾線：（安城市）- 米津駅 - 桜町前駅 - 西尾口駅 - 西尾駅 - 福地駅 - 上横須賀駅 - 吉良吉田駅
蒲郡線：吉良吉田駅 - 三河鳥羽駅 - 西幡豆駅 - 東幡豆駅 - こどもの国駅 -（蒲郡市）
- 市の中心となる駅：西尾駅
- かつては西浦駅や蒲郡駅（いずれも蒲郡市）まで優等列車が走っていた。
- 西幡豆駅辺りからこどもの国駅は、名古屋方面から東海旅客鉄道の新快速を利用の上、蒲郡駅で名鉄蒲郡線に乗り換えた方が早く着く事が多くなっている。また三ケ根駅や相見駅までパークアンドライドで向かうことも可能。
- その他東海道新幹線が豊橋駅 - 三河安城駅間で約 1km にわたって当市北部を通過している。
- 知立バイパスの安城西尾ICがある南中根町付近からは、南桜井駅（安城市）が近いほか、和泉工業団地東バス停から南桜井駅、桜井駅、碧海古井駅、安城更生病院（碧海古井駅から西へ約1km）方面へあんくるバスが出ている。

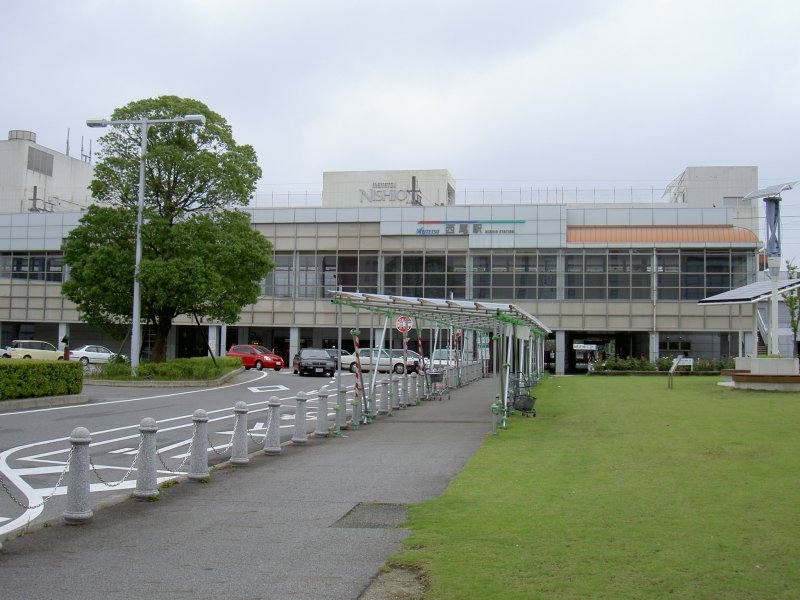
西尾駅
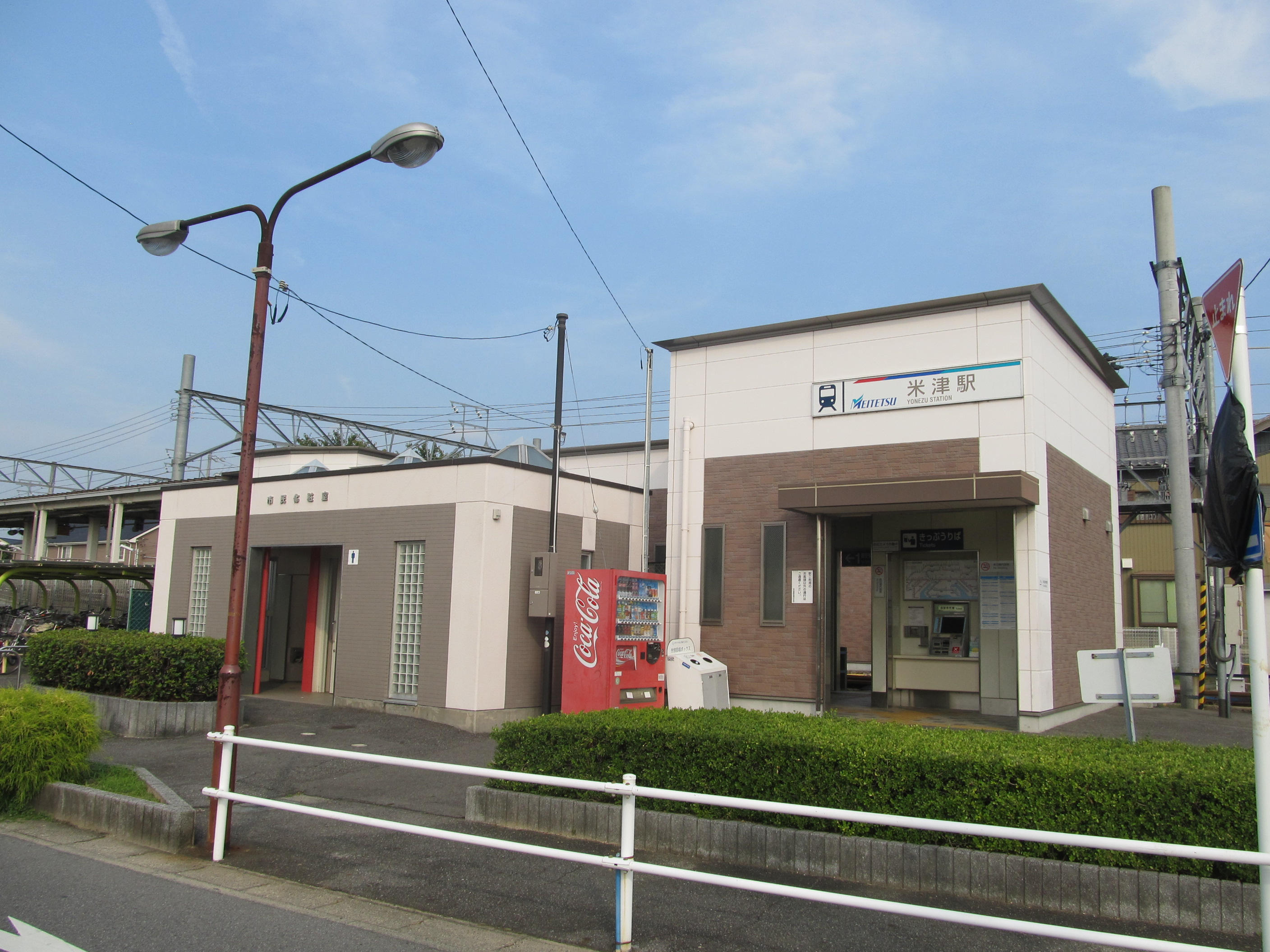
米津駅
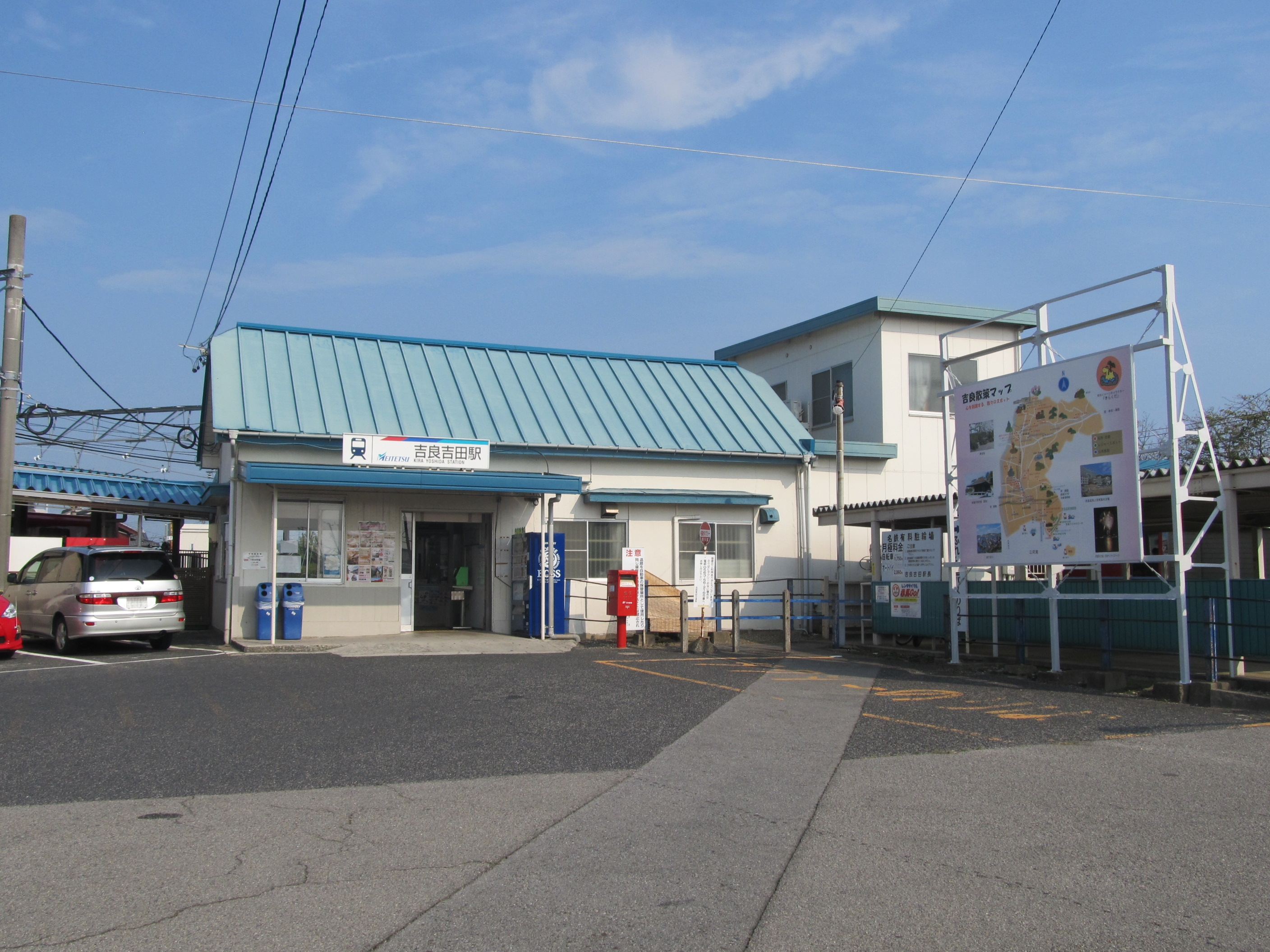
吉良吉田駅

隣接市町村への連絡
- 名鉄西尾線（新安城 - 吉良吉田）

西尾駅から新安城駅へは昼間帯で毎時4本、そのうち2本は吉良吉田駅から西尾駅を経由して名鉄名古屋駅方面へ直通する急行列車となっている。西尾 - 吉良吉田間は昼間帯には普通列車の運行がないため急行もこの区間では各駅に停車する。
- 名鉄蒲郡線（吉良吉田 - 蒲郡）

### 路線バス
- 名鉄東部交通バス - 自治体がバス運行補助金を拠出し、名鉄東部交通が運行している。運行頻度は毎時1-2本程度で、設定のない時間帯もあるが、西尾-西尾市民病院は路線の重複があるため、昼間帯の運行頻度はやや多い。
  - 一色線：西尾市民病院 - 西尾 - 深池 - 福地 - 憩いの農園口 - 市子 - 一色大宝橋 - 三河一色

西尾 - 西尾市民病院（昼間帯と朝夕の一部） - 総合体育館西尾東高校前（朝1本往路のみ）の運行が延長され、三河一色→一色渡船場→一色大宝橋は昼・夕の2本のみ運行。
  - 岡崎・西尾線（三和小学校前・高須経由）：西尾 - 西尾市民病院 - 総合体育館・西尾東高校前 - 三和小学校前 - 中島 - 高須 - 藤田医大岡崎医療センター - 岡崎駅西口
  - 岡崎・西尾線（室場・下青野経由）：西尾 - 西尾市役所前 - 高河原 - 室場 - 永良 - 中島 - 下青野 - 藤田医大岡崎医療センター - 岡崎駅西口 - 芦池橋 - 東岡崎

朝の一部と最終は岡崎駅西口止まり。

いずれの運行状況も平日のもの。
- ふれんどバス
名鉄三河線碧南 - 吉良吉田間の鉄道廃止に伴い、2004年4月1日より運行開始した代替バスで、旧沿線区間の西尾市など2市2町によるふれんどバス運行協議会が、名鉄バス東部に運行を委託している。運行頻度は毎時1-2本で、碧南と吉良吉田で鉄道路線に連絡している。但し名鉄東部交通バス路線とは運賃体系が異なる。西尾市内には西小梛から刈宿まで9つの停留所が設置されている。
2005年4月1日に西尾市関係分として、 西小梛、楠村、刈宿の3停留所を増設、寺津大明神を寺津二ッ家と改称し、巨海と共に移設した。
  - 碧南駅 - 西小梛 - 平坂郵便局前 - 平坂小南 - 平坂港前 - 楠村 - 寺津二ッ家 - 寺津神社前 - 巨海 - 刈宿 - 一色高校西 - 吉良吉田駅 - 吉良高校
- 六万石くるりんバス（コミュニティバス）
- 一色地区コミュニティバス「いっちゃんバス」

吉良地区や幡豆地区にコミュニティバスは存在しない。

### 道路

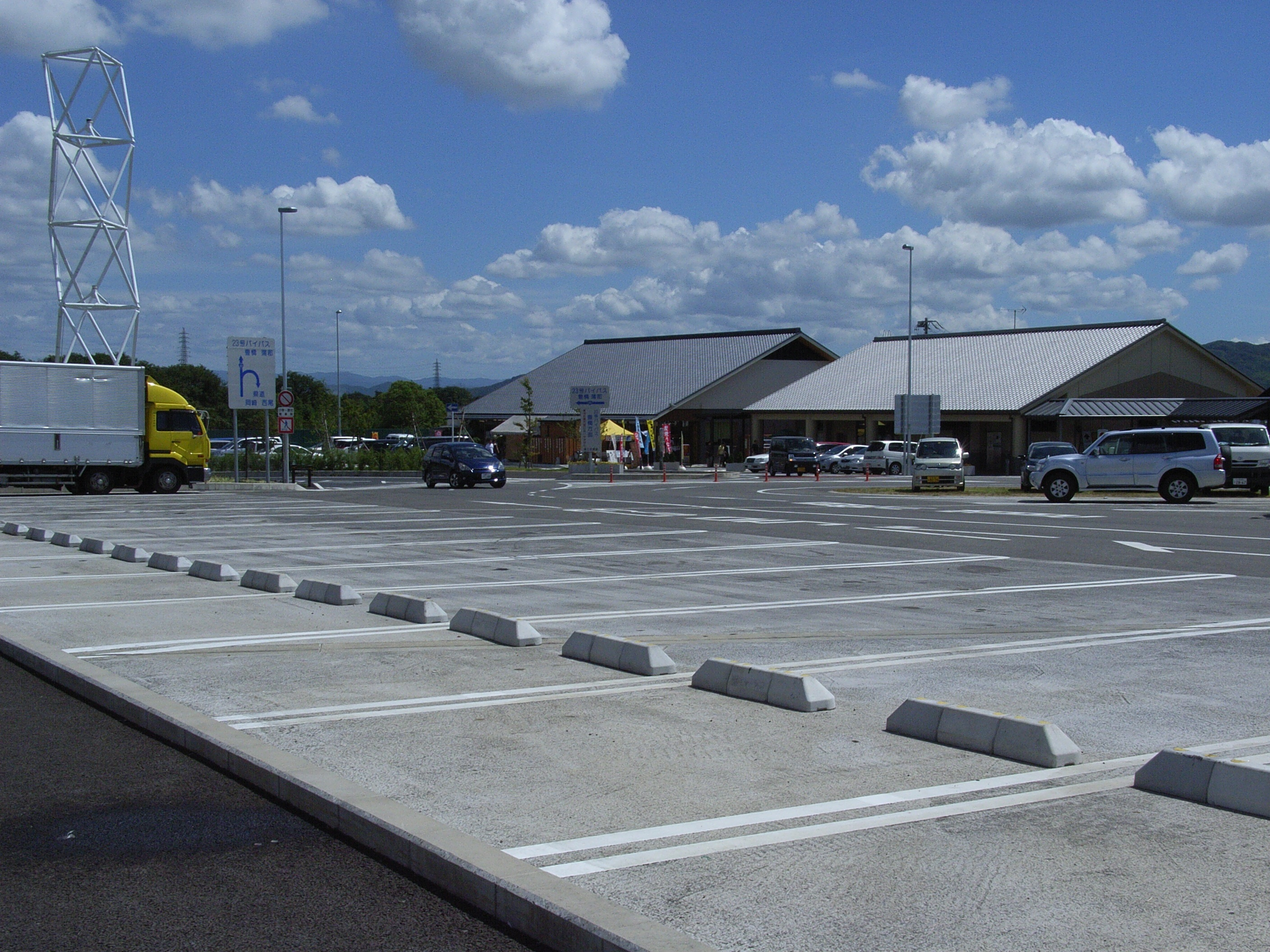
道の駅にしお岡ノ山

国道
- 国道23号（知立バイパス・岡崎バイパス）

（幸田町）- 西尾東IC - 小島江原IC - 道の駅にしお岡ノ山 - 中原IC -（藤井IC）- 安城西尾IC -（安城市）
- 国道247号

主要地方道
- 愛知県道12号豊田一色線
- 愛知県道41号西尾幸田線
- 愛知県道42号西尾吉良線
- 愛知県道43号岡崎碧南線
- 愛知県道46号西尾知多線

一般県道
- 愛知県道291号米津碧南線
- 愛知県道292号幸田石井線
- 愛知県道294号西尾小川線
- 愛知県道299号南中根小垣江線
- 愛知県道301号西尾新川港線
- 愛知県道303号平坂福清水線
- 愛知県道308号米津平坂線
- 愛知県道309号刈宿住崎線
- 愛知県道310号花蔵寺花ノ木線
- 愛知県道312号荻原巨海線
- 愛知県道313号荻原一色線
- 愛知県道315号下横須賀大島線
- 愛知県道316号富好新田宮崎鳥羽線
- 愛知県道317号西尾幡豆線
- 愛知県道318号宮迫今川線
- 愛知県道319号西尾環状線
- 愛知県道320号幸田幡豆線
- 愛知県道321号東幡豆蒲郡線
- 愛知県道383号蒲郡碧南線
- 愛知県道476号一色港線
- 愛知県道479号熊味岡崎線

市内の主な通り名
- 西尾街道
- 平坂街道
- 幡豆街道
- 吉良道
- 土呂西尾道
- 順海町通り
- 肴町通り

その他
- 旧愛知県道330号愛知こどもの国線

### 海上交通

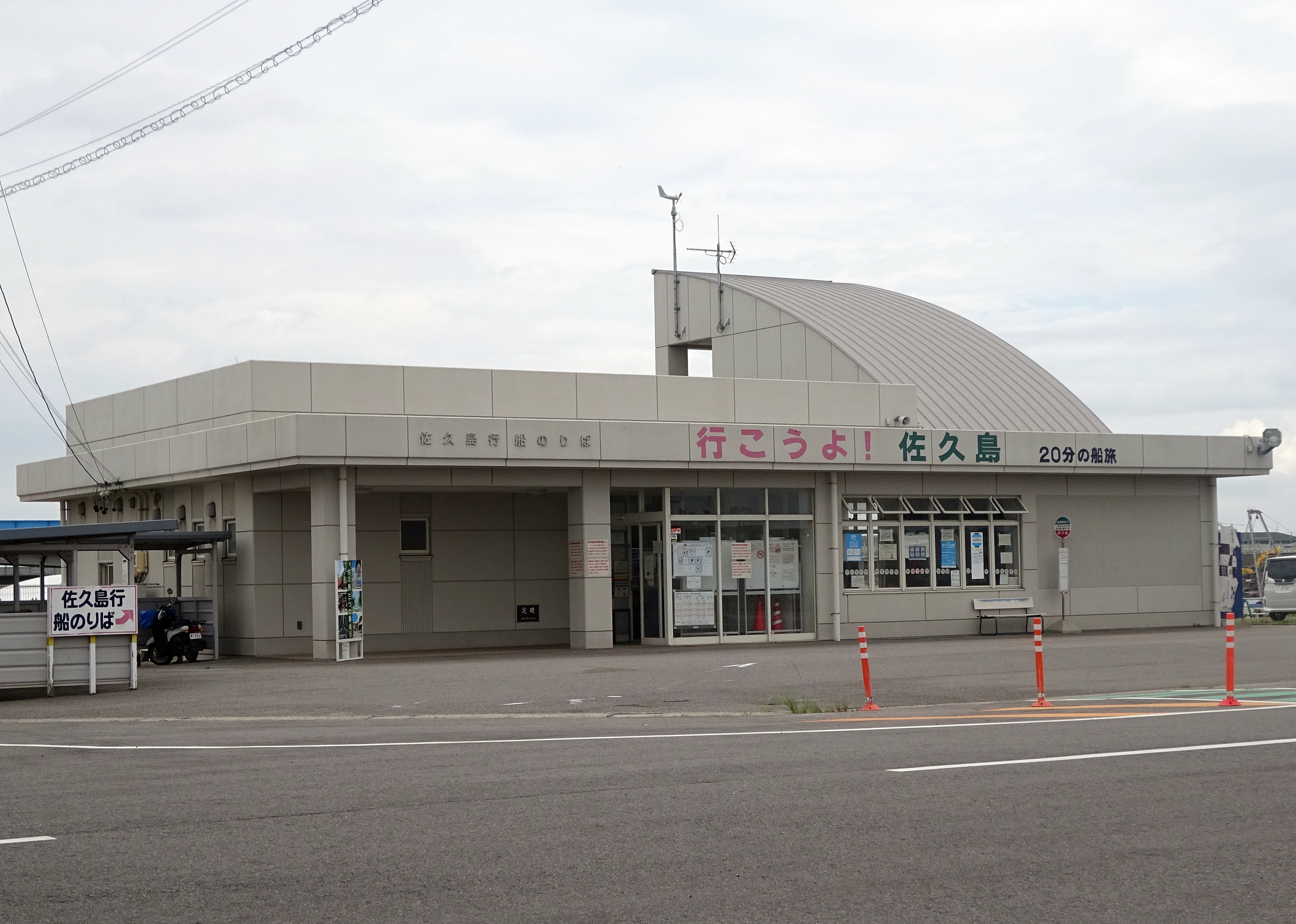
一色港（佐久島行き船のりば／一色さかな広場前）

- 西尾市営渡船 - 西尾市一色町の一色渡船場（一色さかな広場）と三河湾に浮かぶ佐久島の西港・東港を結ぶ定期航路。

### 道の駅
- にしお岡ノ山 - 2009年11月開業。

### 港湾
- 東幡豆港 - 地方港湾。
- 衣浦港 - 西尾市に衣浦港14号地がある。

## 名所・旧跡・観光スポット

### 名所・旧跡
主な城郭
- 東条城
- 八面城 - 荒川城（荒川義広）とも呼ばれる。
- 西尾城
- 室城 - 東条吉良氏の宿老と言われた”富永氏”の東条城へ通じる街道筋の防衛拠点として築いた城（現在は城跡として残っている） 別名「牟呂城」とも。
- 岡山陣屋 - 高家吉良氏の陣屋。「吉良陣屋」とも。
- 姫山陣屋 - 岡山陣屋の支城。市指定史跡[18]。

主な寺院
- 金蓮寺 - 金蓮寺は源頼朝が三河守護安達盛長に建てさせた「三河七御堂」の一であるとの伝承があるが、現存する弥陀堂は頼朝の時代よりはやや下った鎌倉時代中期の建立である。阿弥陀堂は国宝に指定されている。
- 華蔵寺 - 吉良家の菩提寺。吉良家代々の墓や、吉良義央寄進の経蔵や自身の木像などがある。
- 花岳寺 - 東条城主・吉良氏の菩提寺として創建された。本堂は1684年（貞享元年）に、吉良義央から姉・光珠院の菩提を弔うために寄付された祠堂金を元に再建されたもので国の登録有形文化財に登録されている。義央遺品の「後柏原天皇宸翰御消息」は国指定重要文化財[19]。
- 実相寺 - 西条城主・吉良氏の菩提寺。
- 勝楽寺 - 1337年（延元四年）に足利尊氏によって創建されたと伝わる。本尊の子安地蔵菩薩は、後白河法皇の御作ともいわれる。
- 長圓寺 - 板倉勝重の菩提寺。
- 養寿寺 - 806年（大同元年）、勤操阿闍梨（ごんそうあじゃり）が建立した堂をその起源とする。1683年（天和3年）建立の鐘楼門を始め、江戸期の建造物が数多くある。3月最終土日に行われる涅槃会は「矢田のおかげん」としてつとに知られる[20]。
- 西福寺 - 鐘楼は愛知県指定有形文化財。
- 専長寺
- 源徳寺 - 清水の次郎長が建てた吉良仁吉の墓所がある。
- 福泉寺 - 尾崎士郎の場所がある。
- 東向寺
- 不退院 - 八面城主・荒川義広とその妻市場姫（徳川家康の異母妹）の菩提寺、鳥居忠吉（鳥居元忠の実父）[注釈 1]の菩提寺。キユーピー創業者中島董一郎本家の菩提寺。
- 宝珠院
- 紅樹院
- 安休寺 - 一色有義が創建。一色氏発祥之地碑がある。

主な神社
- 久麻久神社本殿 - 市内に久麻久神社は八ツ面町と熊味町の2か所あるが、国の重要文化財に指定された本殿は八ツ面町にあり、鰐口・棟札2枚・厨子が附[注釈 2]指定を受けている。延喜式式内社で、幡豆郡熊来郷と読みは同じである。
- 上永良神明社の大椎の木 - 樹齢約1000年と推定される樹高8m、根囲20m、胸高囲7mの椎の巨木で、神明社の大シイの名称で国の天然記念物に指定されている。
- 天竹神社 - 1883年（延元四年）に創建された「綿の神様」を祭る国内で唯一の神社で、全国の綿業者らの信仰を集める[21]。799年（延暦18年）に天竺（インド）人だと名乗る綿の種を持った青年が小船で漂着した故事から、青年を棉祖神として祀る。毎年10月の第4日曜日に、漂着の故事にちなんだ船みこしの奉納や、地元の保存会員による綿打ちの儀式が営まれる棉祖祭が開かれる。江戸時代の書物に幡豆郡天竺村が綿栽培の発祥地であると記されていた。
- 瀬門神社
- 寺津八幡社
- 幡頭神社 - 本殿は重要文化財。
- 諏訪神社 - 三河一色諏訪神社とも称される。例祭は8月26日・27日であり、26日には三河一色大提灯まつりと呼ばれる大提灯を献灯する祭りが催される。

主な史跡
- 正法寺古墳 - 吉良町乙川西大山にある古墳時代中期の三河最大級の前方後円墳。国の史跡。
- 黄金堤
- 藤波畷古戦場
- 殉国七士廟

### 観光スポット
- 西尾市岩瀬文庫 - 実業家の岩瀬弥助が1908年に私設図書館として創設した。のちに西尾市に移管されて公立図書館として使用され、2003年に博物館となった。幅広い分野の書籍が約8万冊収蔵されている。旧書庫と旧児童館（現・西尾市立図書館おもちゃ館）は国の登録有形文化財に登録されている。また収蔵品の後奈良天皇宸翰般若心経（ごならてんのうしんかんはんにゃしんぎょう）は国の重要文化財に指定されている。
- 三河工芸ガラス美術館 - ガラス工芸を扱った私設美術館で、2002年版の『ギネス世界記録』に掲載された巨大万華鏡があり、体験工房ではステンドグラスや万華鏡などのガラス工芸が体験できる。
- 愛知こどもの国 - 1974年開園の児童遊園地。園内のゆうひが丘を走るミニSLのこども汽車は、軌間が762mmのナローゲージとも呼ばれ、2編成とも開園に際して、福島県にある協三工業で新しく造られたものである。これがきっかけとなり、全国の遊園地やテーマパークに向けて、ミニSLが数多く新造されることになった。
- 吉良温泉 - 沿岸一体は三河湾国定公園に含まれる風光明媚な地にある。宮崎海水浴場(吉良ワイキキビーチ)が近くにあり中京圏のリゾート地としても知られる。沖には梶島が位置している。
- 尾崎士郎記念館 - 吉良町出身である尾崎士郎の記念館。ゆかりの品々を展示。
- 平原の滝
- 佐久島
- 一色さかな広場
- 抹茶ミュージアム 和く和く
- 尚古荘

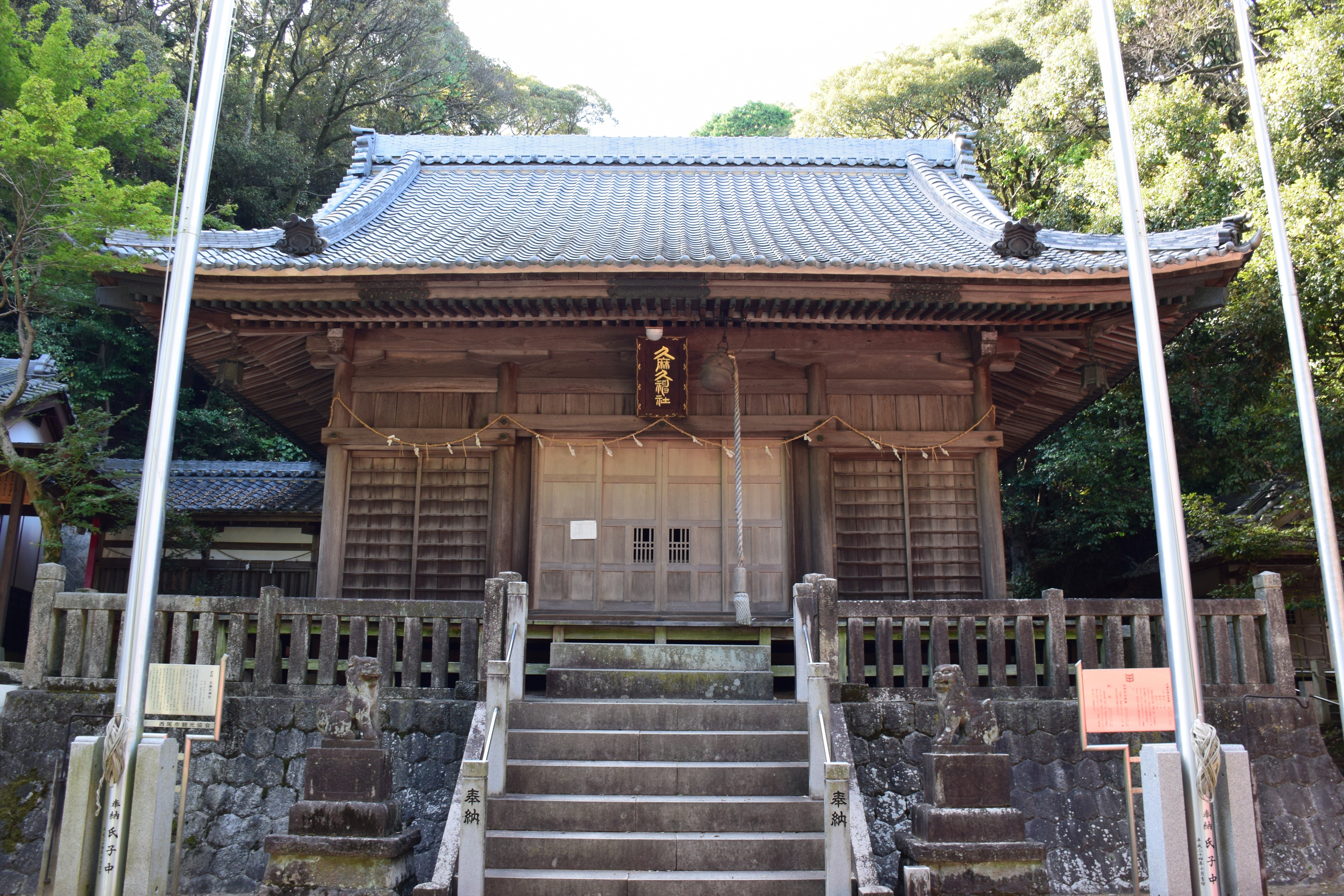
久麻久神社
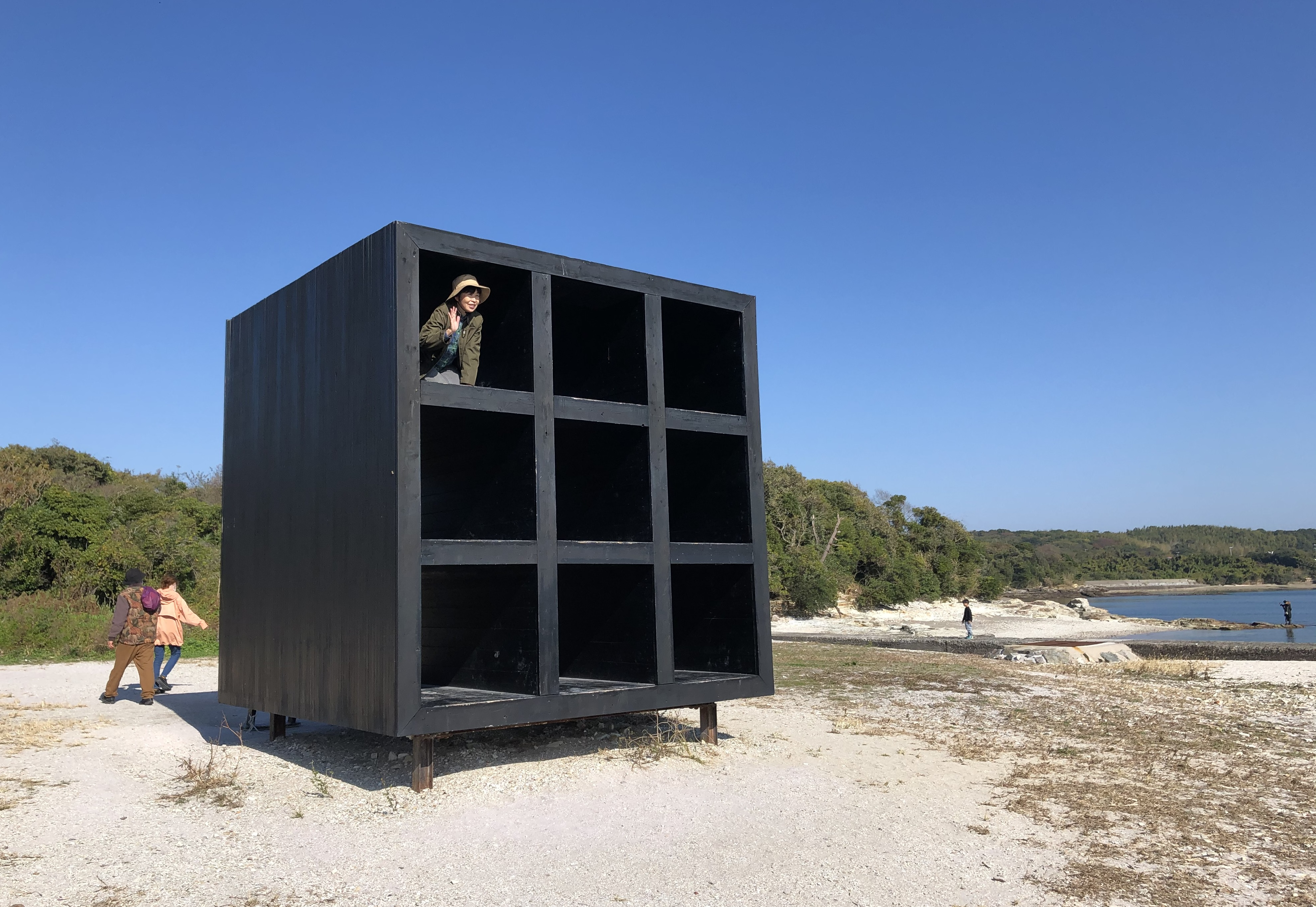
佐久島
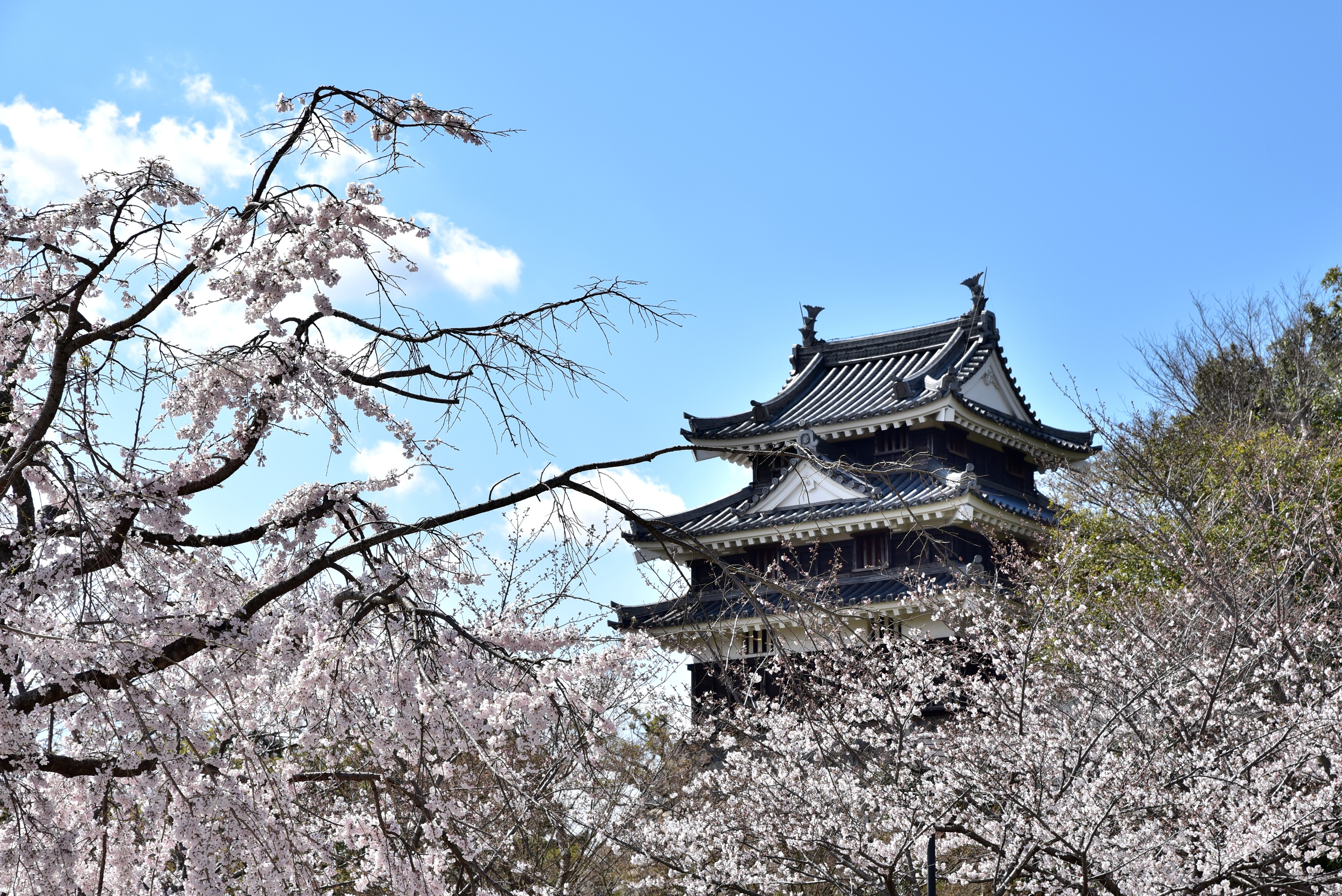
西尾城
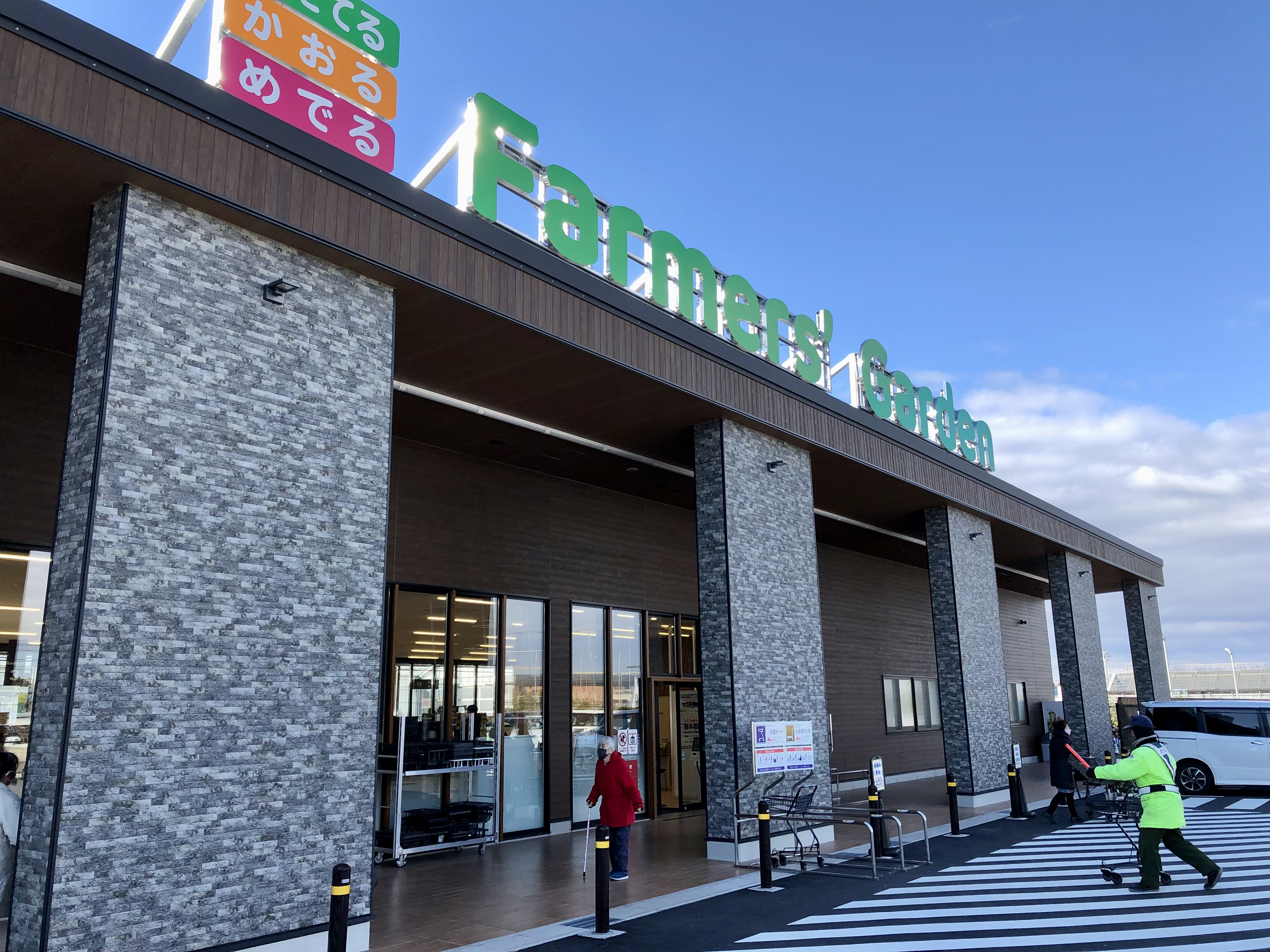
憩の農園ファーマーズガーデン
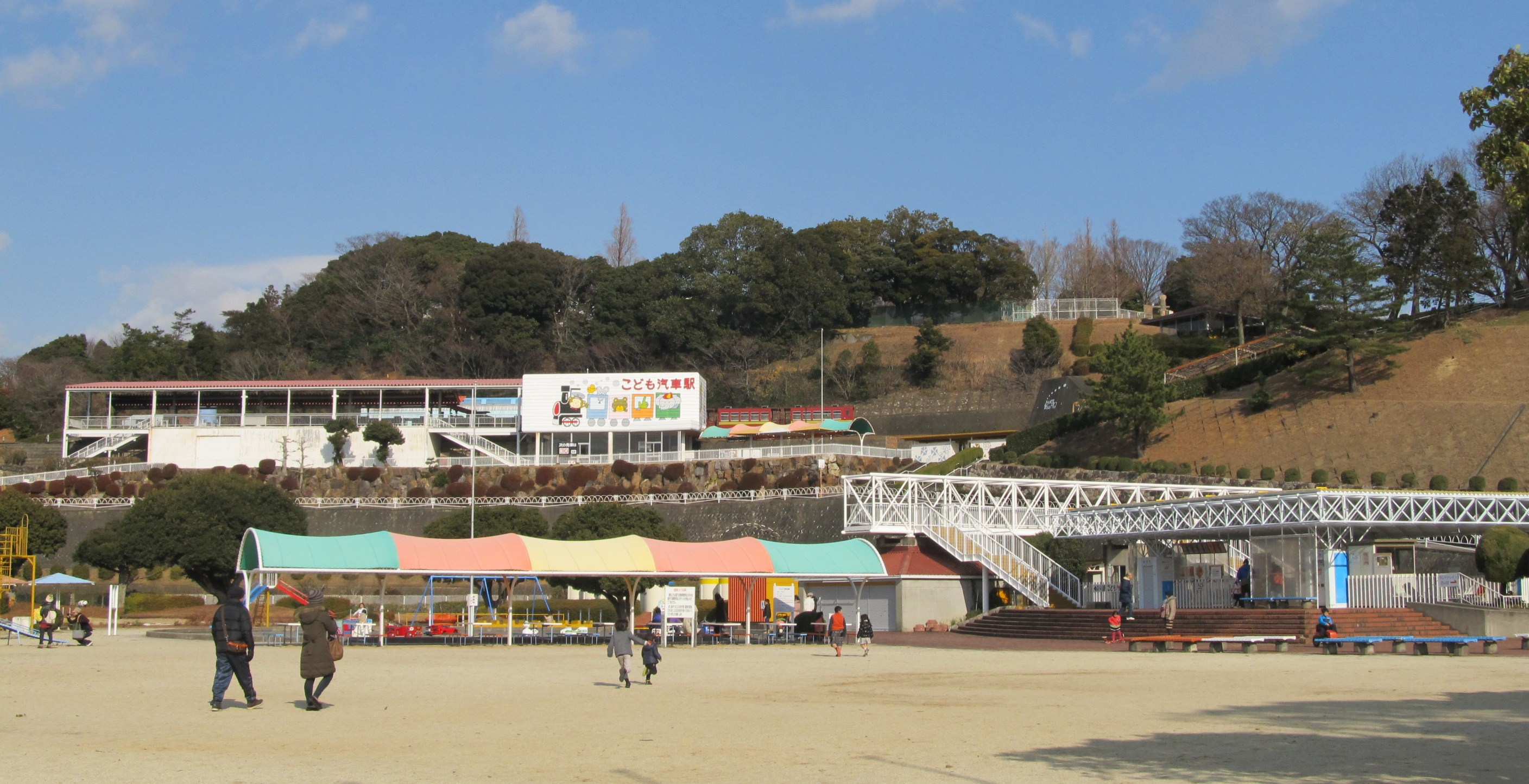
愛知こどもの国
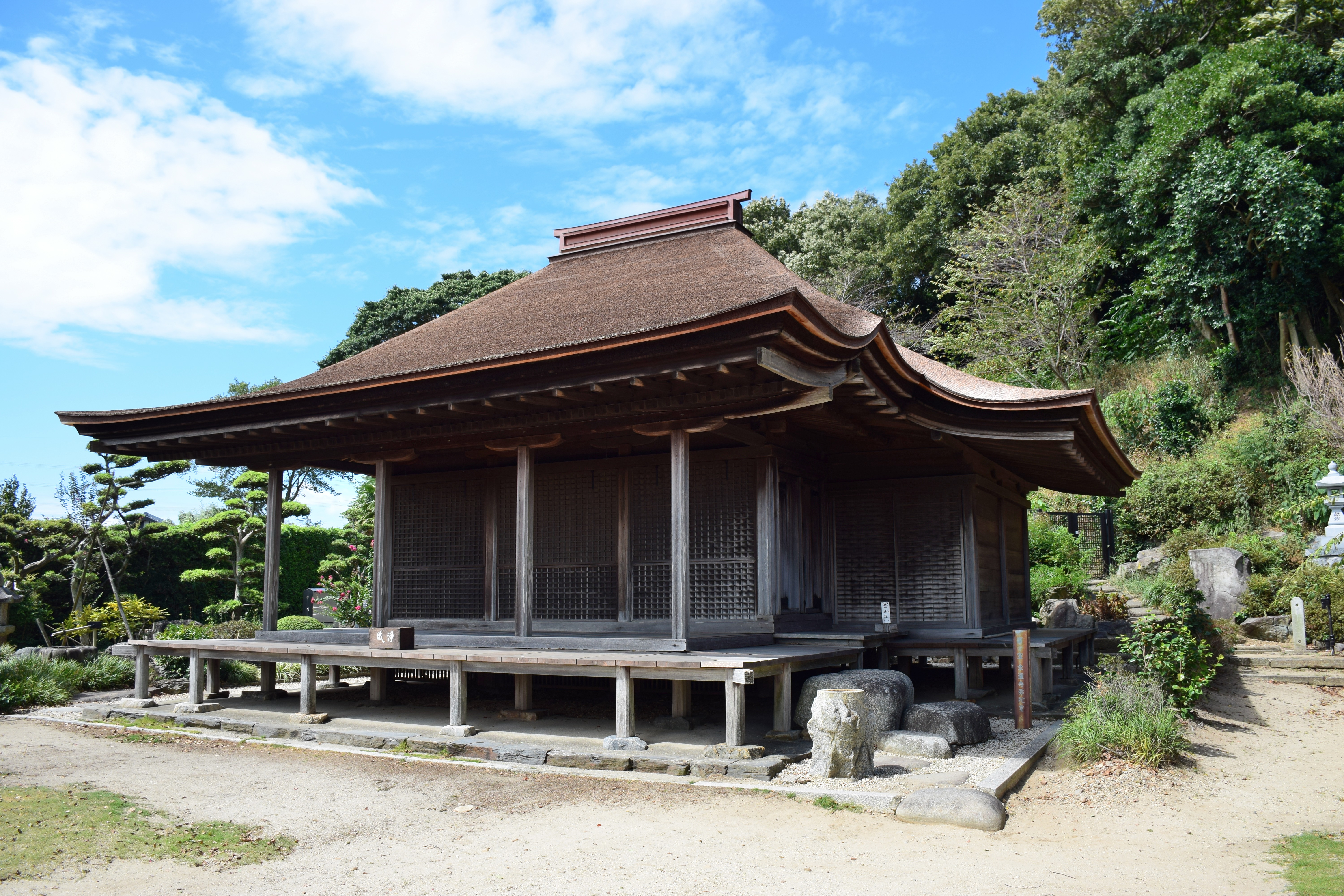
金蓮寺
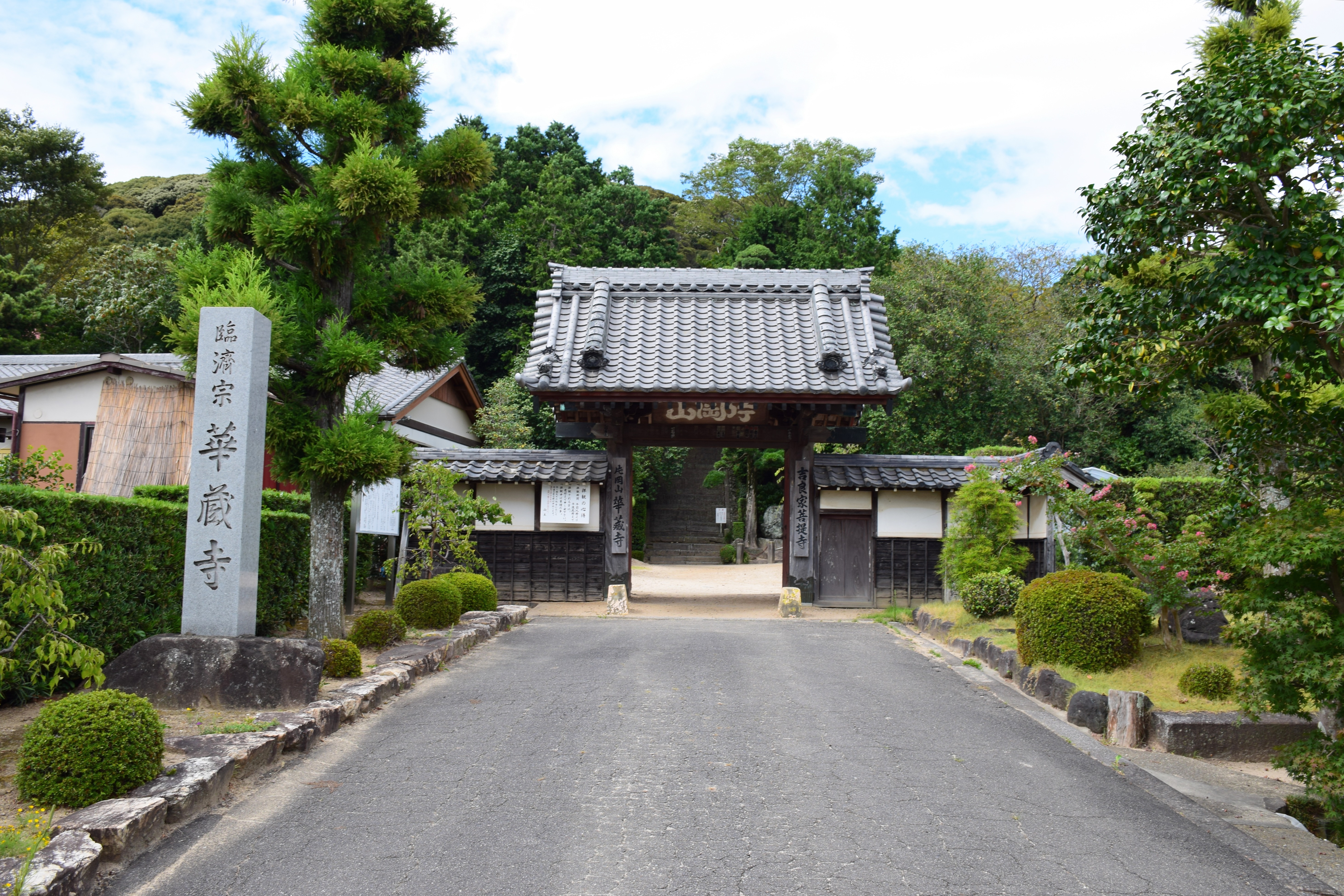
華蔵寺
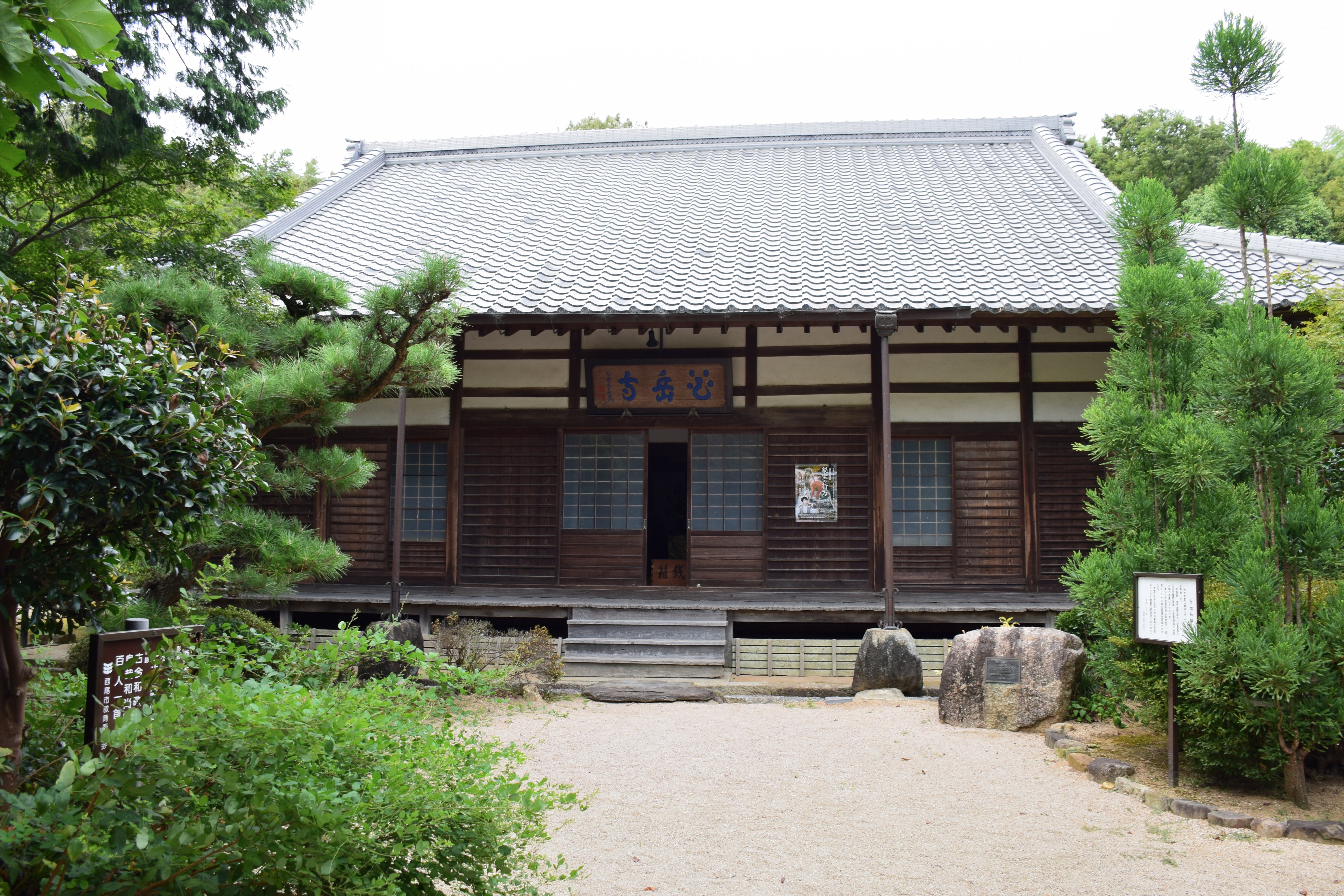
花岳寺
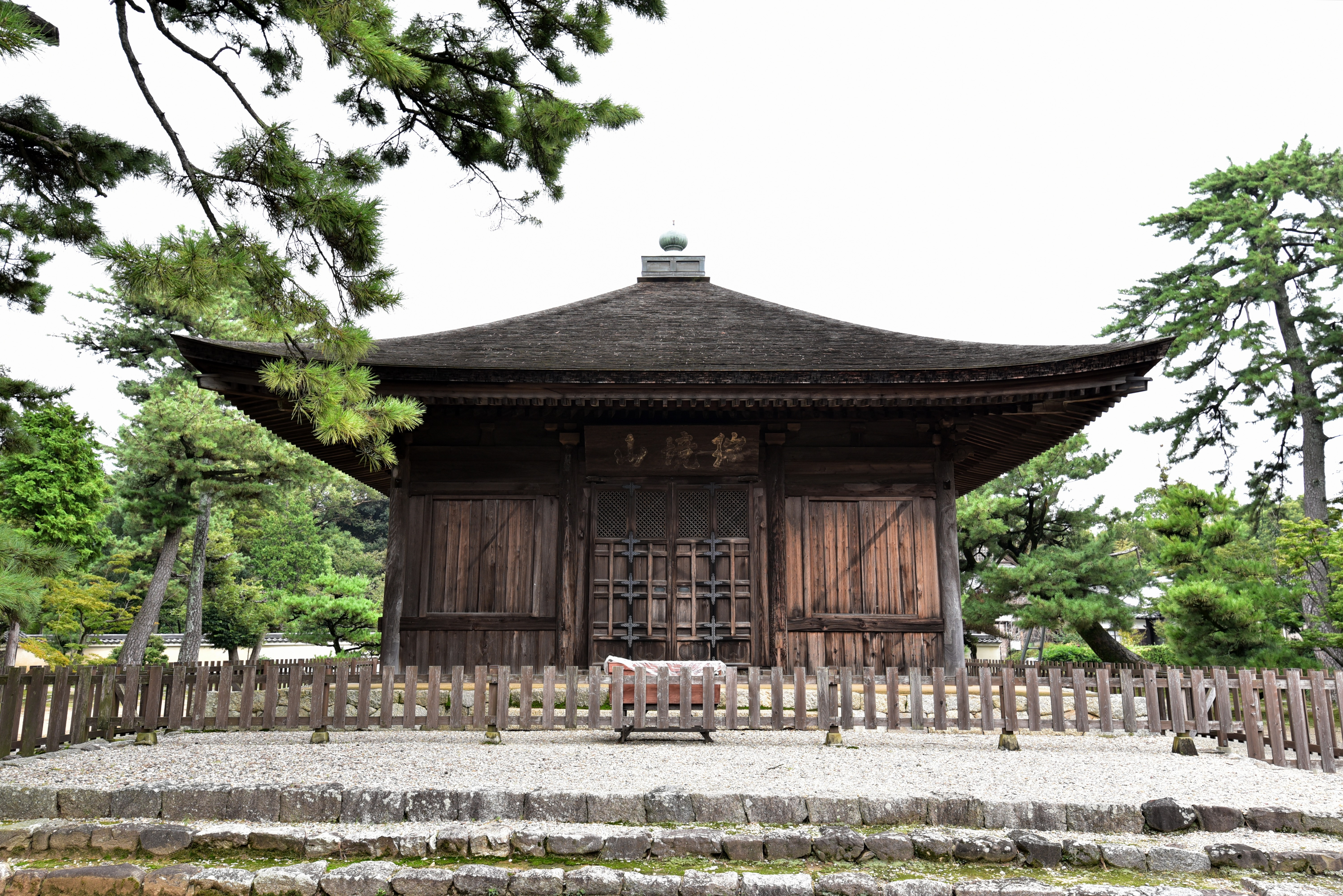
実相寺
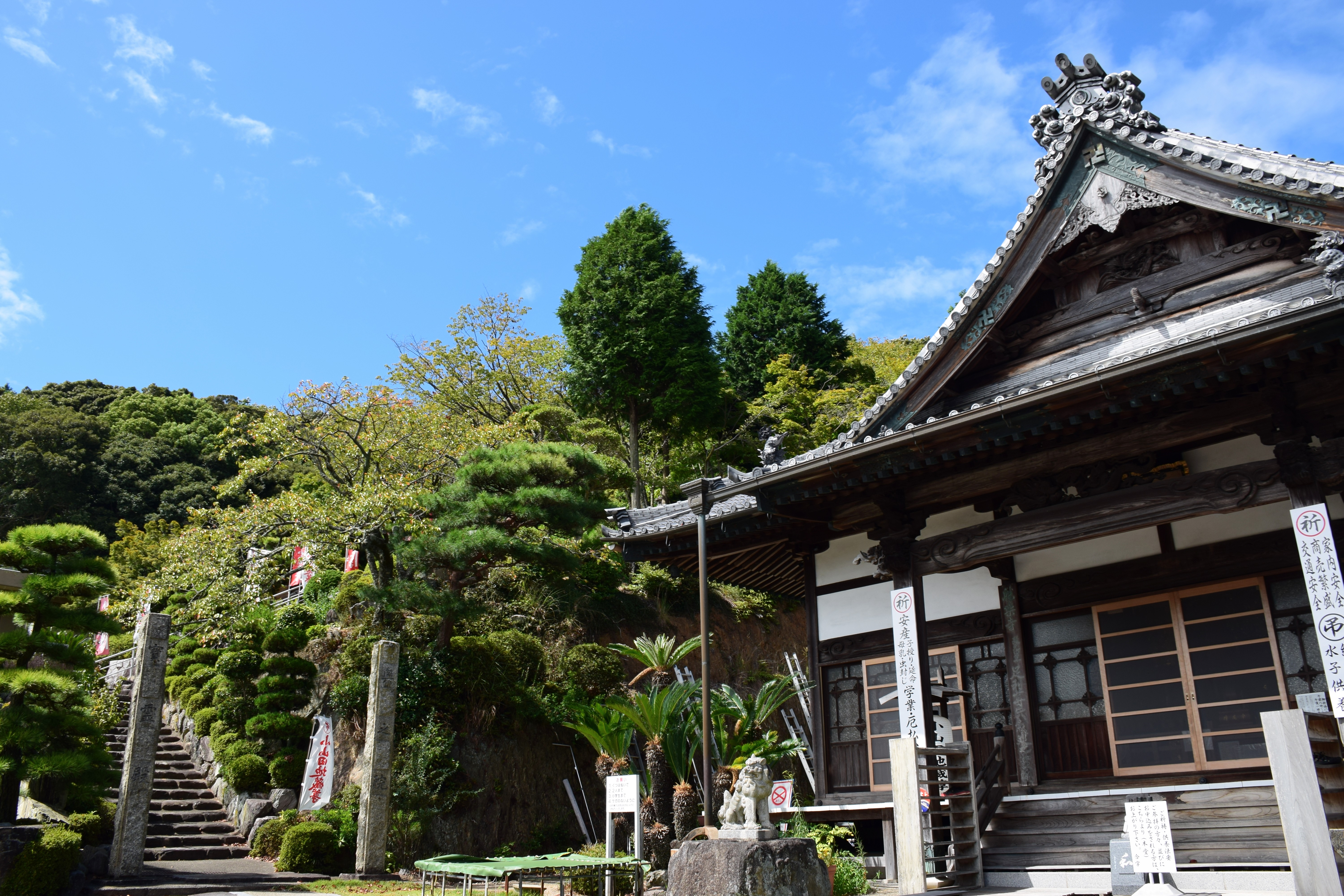
勝楽寺
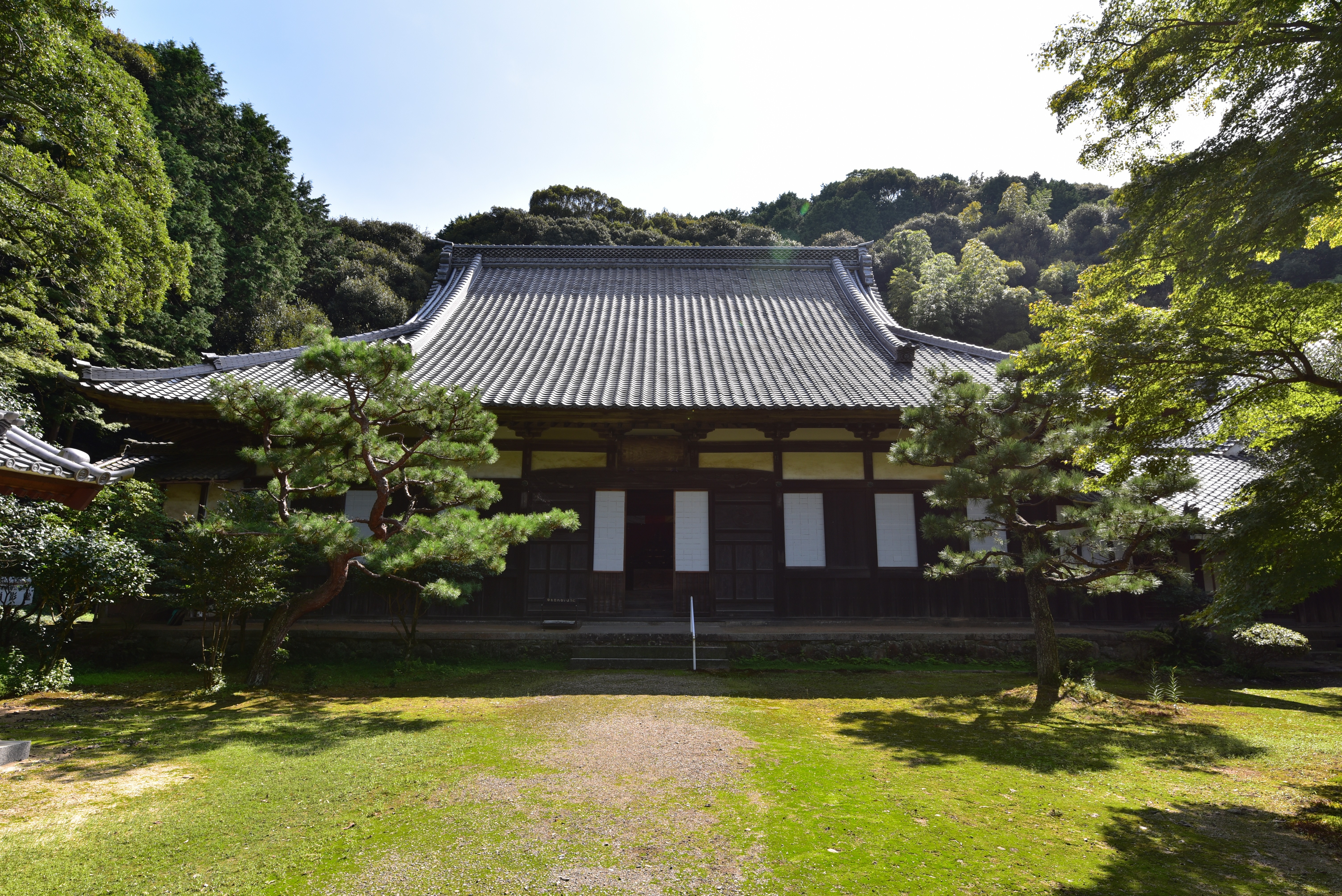
長圓寺
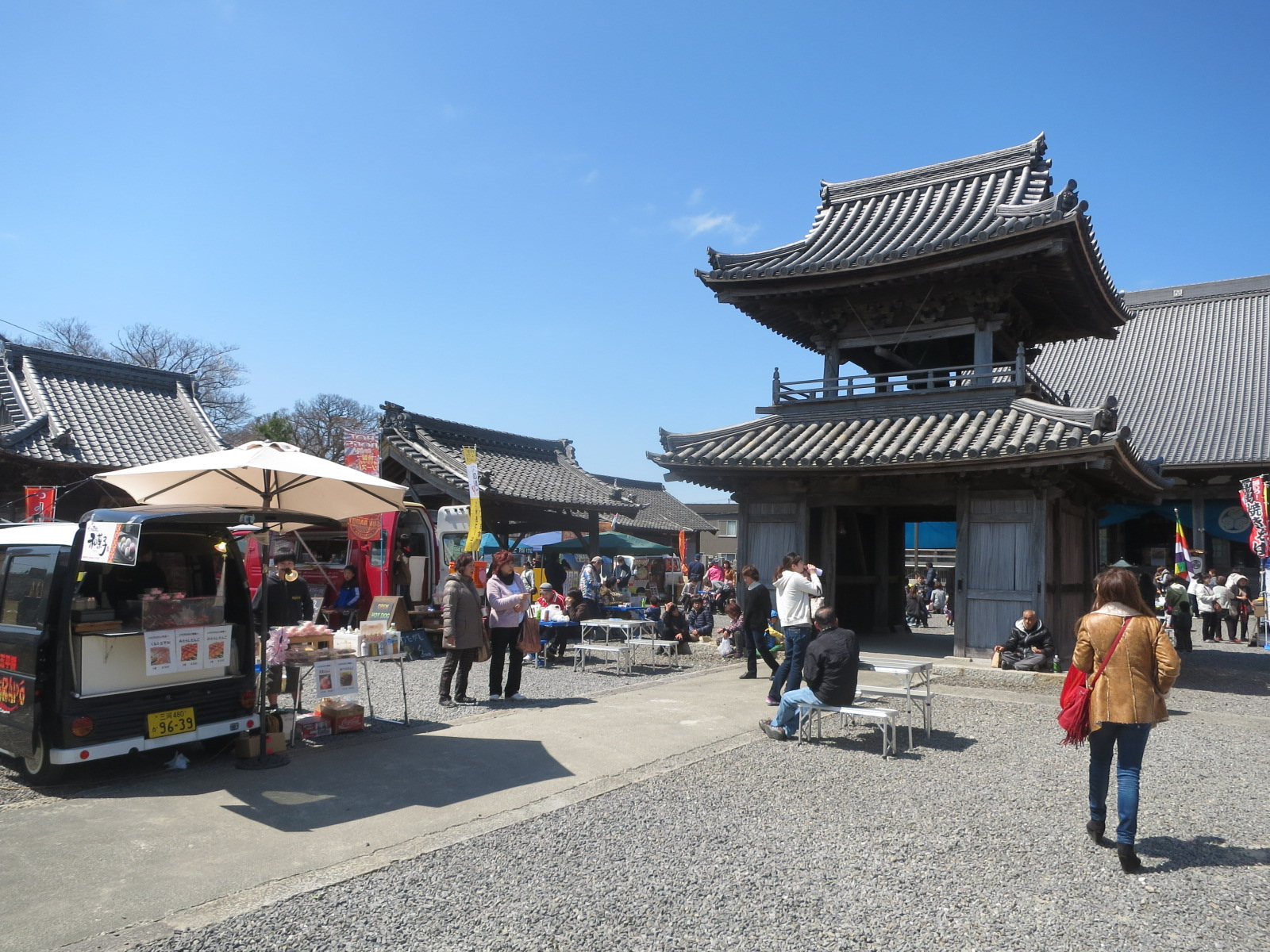
養寿寺
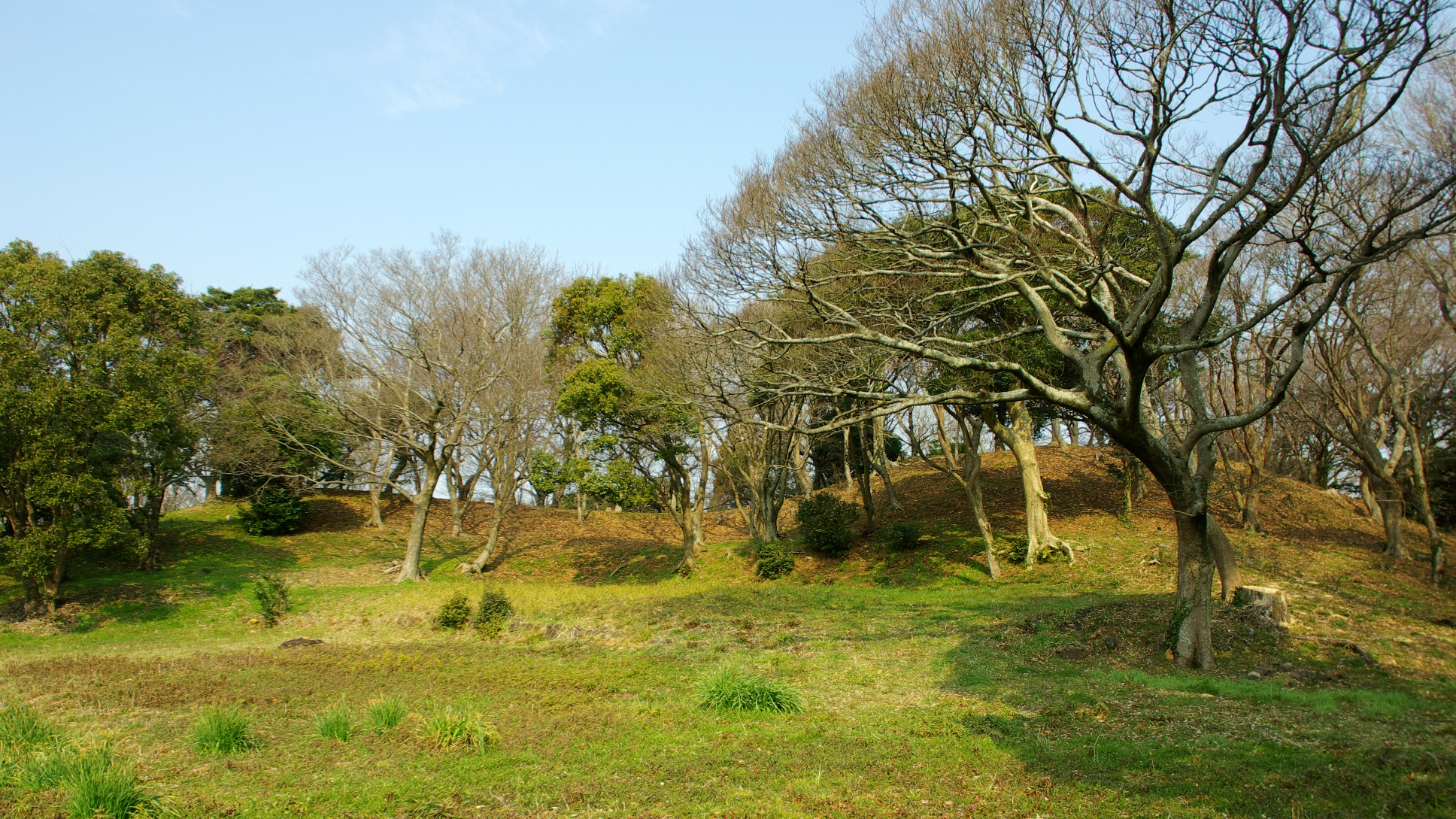
正法寺古墳
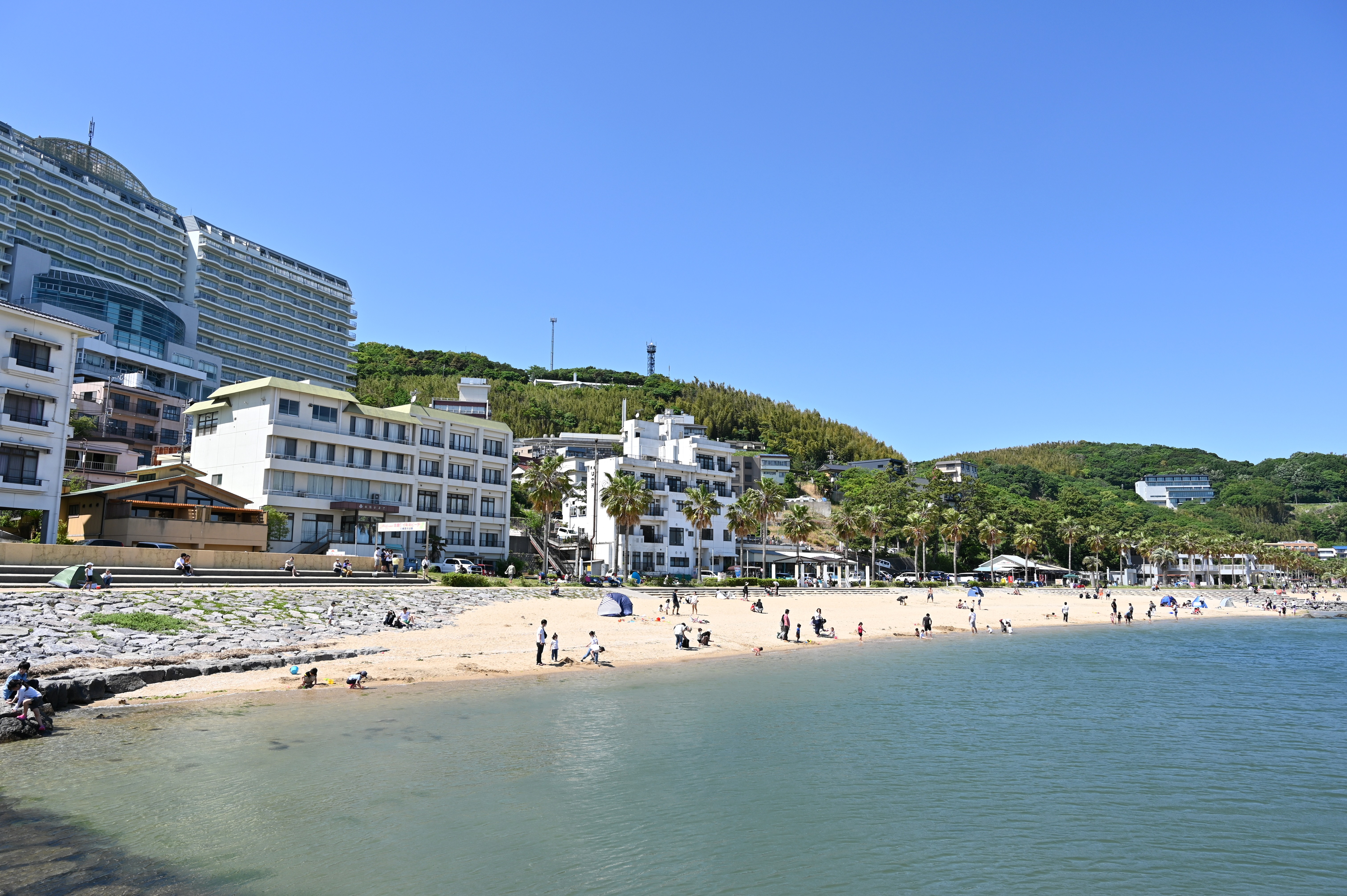
吉良温泉

## 文化

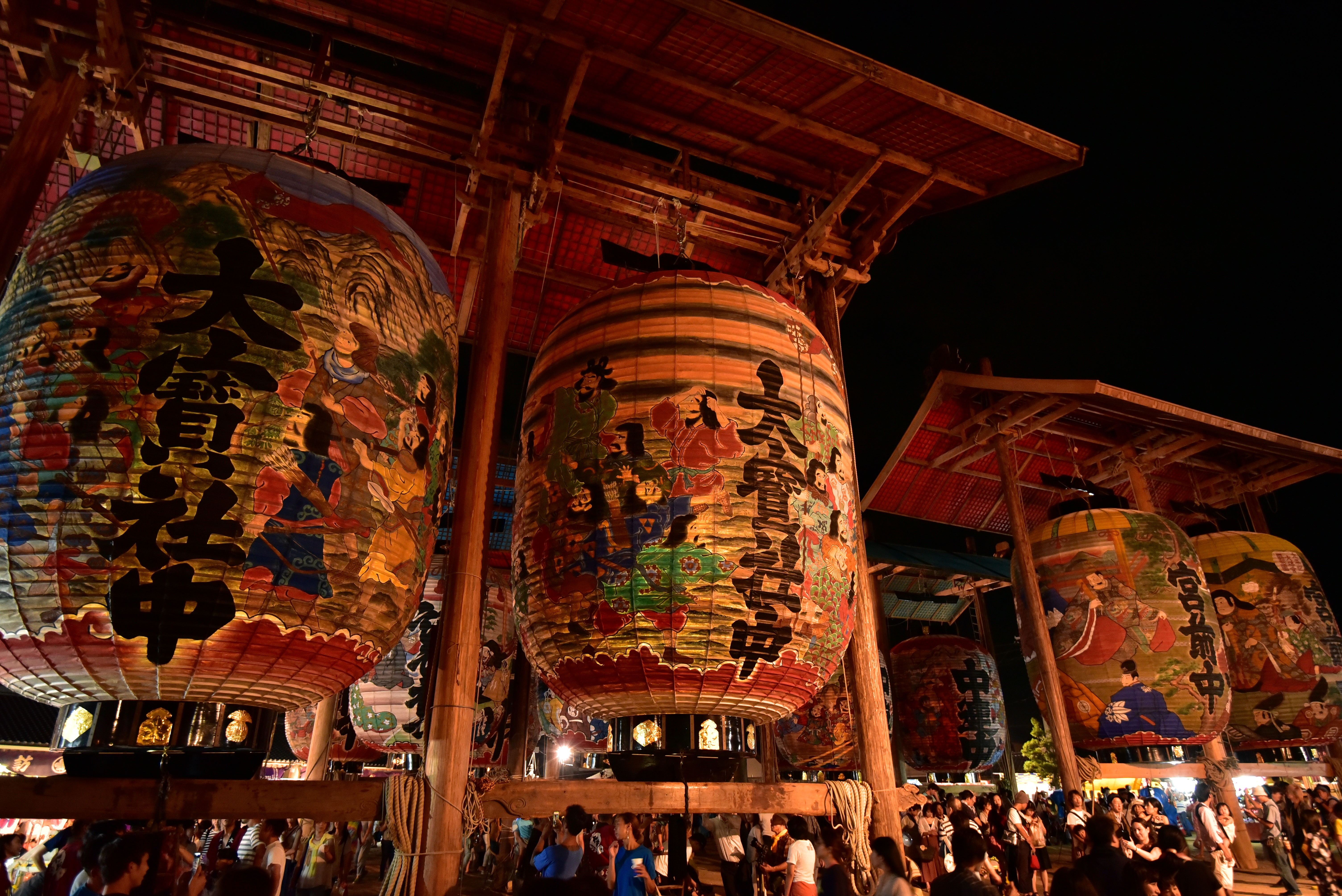
三河一色大提灯まつり

鳥羽の火祭り

### 主な祭事
西尾祇園祭（西尾まつり）
7月中旬の週末を含む3日間にわたり開催され、様々な行列が市中を練り歩く等のイベントが開催される。かつては伊文神社単独での「祇園祭」が催行されていたが、のちに同祭にあわせて神輿を出すスタイルとなった。1980年代中ごろには「西尾祭り音頭（歌：小山茉美）」のEPレコードが市役所等で販売されている。
西尾町史によると、1820年（文政3年）の年中行事記に「6月15日 祭礼」「6月16日 神輿還御」との記載があるとしている。
てんてこ祭り
毎年1月3日に熱池（にいけ）町八幡社で行われる豊作祈願の神事。赤装束の厄男が太鼓の拍子に合わせて、腰に結んだ男根をかたどる大根を振る。県の無形民俗文化財に指定されている。
貝吹のかぎ万燈
毎年8月14日に貝吹町の万燈山で行われる旧盆の行事。万燈山の斜面に108基の草木を積んだ「すずみ」と呼ばれる松明を焚き、鉤（かぎ）状に炎を映し出す。鍵万燈とも表記。市の無形民俗文化財に指定されている。
西尾・米津の川まつり
米津町の米津橋下流で矢作川に灯籠を流し、戦没者や三河地震で犠牲になった人らの霊を弔う。花火も行われる。
森下万歳（三河万歳・御殿万歳）
太夫（たゆう）と才蔵（さいぞう）の二人が一組になり、祝言を謡いながら舞ったり言葉の掛け合いをする伝統芸能（万歳）で、西尾のものは発祥地の名から森下万歳と呼ぶ。一般に三河万歳とも呼ばれる。森下万歳の発祥は鎌倉時代と言われ、江戸時代には幕府から優遇されて元旦の江戸城の開門の儀式も勤めた。新年を祝う芸能でもあったが、他の地域に伝承する万歳と違って門付けではなく、大名などの屋敷内の座敷で披露されたことから御殿万歳（演目や種類を御殿万歳と呼ぶ地域もあるが、西尾の場合は万歳形態そのものを指す）とも呼ばれる。
安城市、西尾市、幸田町の3地域による三河万歳連合保存会によって保護されている。1995年12月26日、国の重要無形民俗文化財に指定された。
鳥羽の火祭り
毎年2月第2日曜日に鳥羽神明社で行われる火祭り。竹やカヤで作った「すずみ」と呼ばれる、高さ5メートルの2本の松明を燃やし、中心にある「神木」と「十二縄」を取り出す速さを競う。すずみの燃え方で1年の天候や豊凶を占う。2004年2月6日、国の重要無形民俗文化財に指定された。
三河一色大提灯まつり
毎年8月26日・27日に三河一色諏訪神社で行われる祭礼。大提灯を吊るすことで知られ、提灯の大きさは小さいものでも長さ約5.91m、直径約3.64m。大きいものになると長さ約10m、直径約5.60mにもなる。
茶祖奉告祭
上町の紅樹院で明治時代に京都から種を取り寄せて茶園を開いた「茶祖・足立順道師」の位牌の前に抹茶と煎茶をいれてささげた後に読経する献茶式などを行い、特産の茶の出来栄えを先人に報告する。

### 民俗芸能
棒の手
農民が自衛のため棒を使う武術として江戸時代に始まったといわれ、愛知県内の各地に伝わる。田貫町の鎌田流は古式を大切に受けついでおり、六尺棒の棒さばきが毎年10月の第3日曜日に披露される。県の無形民俗文化財に指定されている。

### 郷土食
- 三河一色えびせんべい

大量に捕れるアカエビ、サルエビ、モギエビ（この地方では三種を総称してアカシャエビと呼ぶ）などの季節のエビと、バレイショでんぷんに塩や砂糖などの調味料を加えて混ぜ合わせ、熱した鉄板に並べて上下から挟み込んで焼き上げる煎餅の一種。旧一色町中心に最盛期の昭和40年代は100社以上の業者が生産していた。
- 饗庭塩

### スポーツチーム
バレーボール
- デンソー・エアリービーズ（バレーボール女子・Vリーグ）

## 出身著名人

### 歴史上の人物
- 石川家成 - 大名。美濃大垣藩藩主・伊勢亀山藩藩主。徳川家康の従兄。
- 加藤嘉明 - 大名。初代伊予松山藩藩主・陸奥会津藩藩主。
- 酒井忠世 - 大名。
- 酒井忠勝 - 大名。
- 渡辺政香 - 神職・国学者。
- 吉良義央 - 高家肝煎。
- 太田仁吉 - 侠客。
- 清水一学 - 武士。
- 小栗重吉 - 船頭。

### 政財界
- 岩瀬弥助 - 実業家・岩瀬文庫創設者。西尾町長。
- 神谷傳兵衛 - 実業家。
- 小笠原三九郎 - 実業家・政治家。商工大臣・農林大臣・通商産業大臣・大蔵大臣。西尾市名誉市民。
- 中島董一郎 - キユーピー創業者。
- 三治重信 - 政治家。参議院議員。西尾市名誉市民。
- 稲垣実男 - 政治家。衆議院議員。
- 中村健 - 政治家。西尾市長。
- 杉浦喜之助 - 政治家。西尾市長。
- 本田忠彦 - 政治家。西尾市長。
- 中村晃毅 - 政治家。西尾市長。
- 榊原康正 - 政治家。西尾市長。
- 杉浦広一 - スギ薬局及びスギホールディングス創業者。
- 黒辺一彦 - 政治家。西尾市議会議員。

### 学界・教育界
- 外山滋比古 - 英文学者。
- 小山勝二 - 天文学者。
- 雲英末雄 - 国文学者。
- 大河内了義 - ドイツ文学者。
- 道場親信 - 社会学者。
- 牧原出 - 政治学者。
- 加古宜士 - 会計学者。
- 榊原悟 - 美術史家。
- 関信三 - 教育者・僧侶。
- 新家光雄 - 金属工学者。

### 芸能
- 小山茉美[29] - 女優・声優。
- 南翔太[30] - 俳優。
- 斉藤麻衣 - 女優。
- 沢朋宏 - CBCアナウンサー。
- 神取恭子 - メ～テレアナウンサー。
- 塚本一平 - 福井放送アナウンサー。
- しあつ野郎 - お笑い芸人。
- 犬童美乃梨 - グラビアアイドル。
- 岩井俊雄 - メディアアーティスト。
- 葵かを里[30] - 演歌歌手。
- 東山彩 - 演歌歌手。
- Viki - シンガーソングライター。
- 牧野真莉愛 - 歌手（モーニング娘。）。
- 楠悠 - 歌手。
- 鈴木俊哉 - リコーダー奏者。
- 佐々木悠太 - ラジオパーソナリティ、歌手。

### スポーツ選手
- 杉浦享 - プロ野球選手。
- 岩瀬仁紀 - プロ野球選手。
- 石堂克利 - プロ野球選手。
- 星野真生 - プロ野球選手。
- 糟谷悟[31] - 陸上競技選手。
- 牧全 - バスケットボール選手。
- 廣瀬誠 - 柔道家。
- 若二瀬唯之 - 力士。
- 愛知山春雄 - 力士。
- 岩瀬裕亮 - 競艇選手。
- 金折知則 - 騎手。JRA調教助手。
- 川上聡介 - 競艇選手。

### その他・文化人
- 尾崎士郎 - 小説家。
- 宗田理 - 小説家。
- 加古宗也 - 俳人。
- 岡安辰雄 - 演劇評論家。
- 紙屋高雪 - 漫画評論家。
- 山本眞輔 - 彫刻家、西尾市名誉市民。
- 斎藤吾朗 - 画家。
- 名倉弘雄 - 日本画家。
- 中村剛 - イラストレーター。
- 三浦太郎 - 絵本作家。
- 山田幸司 - 建築家。
- 浅井甚兵衛 - 宗教家、妙信講創立者。
- 高須克弥 - 美容外科医。
- 高須幹弥 - 美容外科医。
- 深谷篤 - プロ野球審判員。

## その他
- 市外局番は、市内全域で0563（西尾MA）が使用される。
- 車検証の住所（使用者）が本市の自動車には、三河ナンバーが交付される。